# 遠鉄バス
遠鉄バス（えんてつバス）とは、遠州鉄道株式会社（遠鉄）が運営しているバスである。

## 概要
様々な施策を試行錯誤して取り入れるのが特徴的で、早期の初乗り100円の導入、アイドリングストップ時の音楽再生など、様々な施策を行っている。この点の詳細は、#特徴的な施策を参照されたい。
一般路線バスは、遠州地方の浜松市・磐田市で運行している。かつては湖西市・周智郡森町・袋井市・掛川市ならびに愛知県・東三河地方の南設楽郡鳳来町（当時）・豊橋市でも一般路線バスを運行していた。
灯火について
デイライト運動は行っていない。ただし、狭隘な通学路などでは常時点灯を実施している箇所もある。トワイライト運動（夕方の早め点灯）は行われている。
遠鉄では、日中や夕刻、早朝などに点灯させる際にはヘッドライトを使用せず、フォグランプと車幅灯のみを点灯させることが一般的となっている。また、ヘッドライト使用時もフォグランプと車幅灯を併用し、信号待ちなどの際にはヘッドライトのみを消灯させ左記2灯のみを点灯させておくことが多い。
「オムニバス」などと表記された社名表示灯は、車種により点灯することが出来るものと出来ないものがあるが、点灯できる車輛でも点灯させるかどうかは乗務員の判断による。
なお、当社では原則として晴天の日中の運行時は実車中を含め室内灯を消灯、回送時は夜間を含め室内灯を消灯して運行する。

## 沿革
鉄道事業など他事業の沿革は遠州鉄道および遠州鉄道鉄道線を、バス車輛の沿革については#車両の沿革（年表）参照のこと。

### 遠州鉄道発足まで
遠鉄バスの営業エリアにおいて、初めて乗合自動車の運行が行なわれたのは、1918年に浜松自動車が浜松と二俣（現在の遠州鉄道鉄道線に引き継がれ、現在の浜松の市内交通の嚆矢）、森と袋井を結ぶ路線を運行開始したのが始まりである。翌1919年に湖西自動車が鷲津と三ヶ日を結ぶ路線を運行開始、1920年には本多一明が浜松から掛塚を経由して磐田に至る路線を開設したほか、万歳自動車が浜松自動車の路線の引継ぎや気賀・弁天島方面への路線を開設した。浜松自動車はこの時に廃業している。1921年には坂下自動車商会が浜松と宇布見を結ぶ路線の営業を開始しており、これらが遠鉄バスのルーツとなる路線といえる。
1923年から1929年までにかけては小規模なバス事業者が乱立したが、路線が競合することも多くなったことから、各社間協議の上統合の方向に進むことになる。1929年に笠井自動車（1923年創業）・万歳自動車・遠州自動車（1924年創業）・坂下自動車の4社が合併して浜松自動車（1920年に廃業した浜松自動車とは別）が成立し、車体の色も銀色に揃えたことから「銀バス」とも呼ばれた。今日でも遠鉄バスのベースカラーは銀色であるが、この時からはじまったものといえる。1933年には、掛塚自動車（1924年創業）が寺田自動車商会（1924年創業）とキング自動車（1924年創業）を買収したほか、静岡電気鉄道からも一部の路線を譲り受けて規模を拡大した。また、1931年には遠州自動車商会と秋葉自動車商会が合併し、遠州秋葉自動車として設立されたが、同社は1937年に高木安治が運行していた水窪線・佐久間線を買収し、北遠地区全域に路線網を拡大した。
一方、1907年には浜松鉄道が発足し、同社の路線は1919年に遠州電気鉄道に事業継承されているが、この地域に発達したバス路線網と鉄道線の競合が激しくなった。自社鉄道線の防衛のため、1927年に遠州電気鉄道もバス事業に参入した。遠州電気鉄道は周辺バス事業者の買収や資本参加などで次第に営業エリアを拡大していった。また、同時期に軽便鉄道路線を運行していた浜松電気鉄道も、競合していた秋葉自動車運輸と合併することでバス事業に参入した。
他方、浜松市内では、大正時代から市営による乗合バスの運行計画が何度か立案されていたが、財政事情や社会情勢から見送られていた。1936年、浜松市では浜松循環自動車と中田島自動車を買収し、5路線で市営バスの運行を開始している。
日中戦争の勃発によりガソリンの供給規制が行なわれると、不要不急の路線は廃止され、工場や勤労奉仕者の輸送に重点が置かれるようになった。1942年には戦時統合の運輸省通牒により、静岡県内を3ブロックに分割した上で統合するように指針が示された。これを受けて各社間で調整が行なわれ、6社の合併と4社の営業譲渡により新会社を設立することとなり、1943年に遠州鉄道が発足したのである。

### 東名高速道路の開通まで
第二次世界大戦が終戦を迎えたが、浜松市周辺には軍需工場などが多く立地していたことから、浜松市は空襲（浜松空襲）によって大きな被害を受けていた。バス車両も空襲で焼失・破壊されたものが多く、終戦時点の遠鉄バスの稼動車は50台、市営バスに至ってはわずか6台が残ったのみであった。稼動車両をかき集めて復旧に努めたが、復興が軌道に乗るまでには期間を要した。この間、国鉄バスから水窪線の譲渡要請があり、当初遠鉄は反対の立場をとったものの、復興の見通しがまだ不明瞭だったことに加え、「早期に路線運行が再開されるのみならず、将来は鉄道が開通する」と解釈した地元自治体が国鉄バス運行に賛成の立場をとったため、今後遠鉄バスのエリアに国鉄バスの路線計画を行なわないことなどを条件に、1946年に水窪線を譲渡した。
1947年以降は復興も本格化し、1950年にはほぼ全路線の復旧が終了した。1952年にはガソリン統制が解除されたことに伴い代用燃料車両を全廃、1959年には全車両がディーゼルバスに置き換えられた。
1955年からは「安全・迅速・快適」をスローガンとして掲げ、ほぼ全路線で増便を行い、「待たずに乗れる遠鉄バス」という基盤を作った。1958年には遠鉄浜松駅乗り入れが実現し、1959年からは幹線ダイヤのパターンダイヤ化が行なわれた他、長距離路線や急行便の設定、さらには日祝日ダイヤの導入による合理化が行なわれるなど、今日に至るまで続く遠鉄バスの事業基盤を形成している。
1958年には佐久間ダム完成に伴い、浜松から佐久間へ直通する急行便の運行を開始したほか、1959年には浜松定期観光バスの運行を開始するなど、観光需要の増加に対応する施策が目立った。また、国鉄バスとの運輸協定により浜松と豊橋を結ぶ直通便の運行が開始されたほか、1963年には静岡と浜松を結ぶ急行バス「（国道）静岡浜松線」の運行が静岡鉄道（当時）・大井川鉄道（当時）との相互乗り入れにより開始された。同年には、観光バス需要に対応すべく、浜松観光営業所を開設している。また、1964年に東海道新幹線が開業すると浜名湖と舘山寺温泉への観光客が増加したため、舘山寺温泉を起点とした定期観光バスの運行も行なわれた。この他、1966年には名古屋鉄道（当時）や豊橋鉄道（当時）と協定を結び、浜松-岡崎線を開設、愛知県へも路線を延ばした。なお、1962年に開業した浜名湖観光自動車は経営者の急逝により実質的な経営権が遠鉄に移ったため、1969年に効率化のため浜松観光自動車（傍系として1954年に設立）と合併している。

### 浜松市営バスの廃止まで
1969年には、東名高速道路が開通したことに伴い、東名急行バスに資本参加したほか、静岡浜松線を高速道路経由に変更し、名称も東名浜松静岡線となった。また、名古屋鉄道（当時）と協定を結び、浜松-岡崎線を高速道路経由にした上で名古屋まで延長し、東名名古屋線として運行を開始した。同年には遠鉄グループのシンボルマークとして子鹿の「バンビ」が制定され、自社で募集する会員制ツアーも「バンビツアー」と命名され、積極的な営業を展開したほか、1970年には名古屋にも貸切バス営業所を開設し、観光バスの営業エリアを愛知県内全域にも拡大した。
しかし、この頃からモータリゼーションの進展に伴い、利用者数が伸び悩み傾向となったため、路線網の見直しが図られた。高需要路線についてはきめ細かいダイヤを設定することで利便性を拡大する一方で、不採算路線の整理が進められた。また、浜松市内の渋滞に対応して長距離の路線については浜松駅で系統分割を行なって対応した。また、都市間路線も乗客が減少したために、佐久間線が1971年に、東名名古屋線が1975年に廃止されている。この他、1971年には電車とバスの連絡定期券を販売開始し、利用促進を図っている。この連絡定期券は、当初は乗継割引がなかったが、1979年12月に乗継割引が設定され値下げしている。また、1978年には奥山線の一部でデマンドバスの運行を開始した、
合理化と車掌不足の解消を一挙に行なう方策として、1966年5月から浜松市内の浅田循環線・助信線においてワンマンバスの運行を開始した。当初は全区間均一運賃の路線のみ実施であったが、1968年からは多区間制運賃路線でも整理券方式によるワンマンバスの運行を開始、1975年までには全路線のワンマン化が終了した。ワンマン化の過程では、1970年頃に前中引戸や前後扉という配置の車両も試験的に導入されたことがある。また、1970年からは一部の車両で冷房車の導入が開始され、1987年までには全車両が冷房車となった。なお、1974年には系統番号が導入されているが、1981年にはカラー方向幕の採用と同時に方面別に再編成している。
1980年代に入ると、バス業界では先駆とも呼べるサービスを次々と展開するようになった。1984年からは山間部の路線においてフリー乗降制度を導入した。また、通学路線では学校に直行する「モーニングダイレクト」も新設された。モーニングダイレクトは1986年度に運行を増加させた上で方面別に愛称を設定している。この他、西じゅんかんと掛塚さなる台線を皮切りに1986年4月1日以降順次バスロケーションシステムの導入した。
浜松市のバックアップもあり、1975年には静岡県では初めてのバス優先レーンが導入されているほか、1978年にはバス優先信号も設置されている。また、1982年には浜松駅バスターミナルが完成している。なお、1986年にはバスレーンが拡大され、同年5月には浜松市がバス路線総合整備モデル事業実施都市に指定されている。このような状況下、1936年から浜松市交通部により運行されていた市営バスは慢性的な赤字が続いていたが、1983年に市営交通対策協議会が設置され、民間移管が最善の方法であるとの結論を打ち出した。これを受けて、段階的に市営バスから遠鉄バスへの移管が行なわれ、1986年11月30日限りで市営バスは運行を終了した。

### リーマン・ショックまで
浜松市内のバス路線が一元化されたことを受け、遠州鉄道・浜松市役所・市民の3者で浜松の交通に関する協議会「浜松市バス交通対策調整協議会」が発足し、浜松の交通に関して3者でともに協議していくこととなった。
それ以降、夜間のみ住宅地でフリー降車制度を導入したり、雨天時のみ増発便を運行する「レイニーバス」の運行を開始したりするなど、遠鉄バスではさらに積極的に新施策を導入していくことになり、1987年10月の磐田山の手線、大塚萩丘線、中田島住吉じゅんかん、鶴見富塚じゅんかん、さぎの宮線、都田線への都市新バスシステムの導入、1992年2月の磁気プリペイドカード「ETカード」の導入、1997年夏以降の長期休暇小人1乗車50円、1997年10月の超低床ノンステップバス導入などの各種施策も積極的に行なわれた。コミュニティバスは1997年10月に運行を開始した豊田町(当時)から委託された「ユーバス」を皮切りに各地区で運行されている。
1997年12月にはバス路線総合整備モデル事業実施都市や浜松市バス交通対策調整協議会などの功績を受け浜松市が日本初のオムニバスタウンとして指定されたことを受け、バスを活用した街づくりを進めることになった。これ以後の遠鉄バスの導入車両は基本的にはアイドリングストップ装置付超低床ノンステップバス（遠州鉄道では超低床オムニバスまたは単にオムニバスと呼称）となり、従来車も含めた全車内には案内表示装置にて情報発信も行い、バス停留所もコミュニティ情報板を設置するなどの施策を行なった。またこの頃よりさらなるエコドライブ運動（経済運転）の強化を行い、現在の経済運転につながっている。一方で、山間部の路線では路線そのものの維持のため、行政主導によるバス運行なども行なわれているが、これらの運行を受託したり、1999年には退職乗務員の受け皿もかねて車両運行管理請負を行なう子会社「遠鉄アシスト」の設立も行なわれるなど、「地域の人が移動することに関しては遠鉄グループが必ず関わる」という体制をとるようになった。なお、2002年10月にはかつて遠鉄バスの水窪線だった国鉄バス天竜線が再び遠鉄による運行となり遠鉄バス北遠本線になっている。
オムニバスタウン指定を受け、遠鉄と浜松市ではさらなる利便性向上に力を入れた。1998年3月にはオムニバスタウン指定記念シンポジウムを開催とPTPSの導入が、7月には初乗りの150円から100円への値下げが、11月には乗り降りらくらくバス普及セミナーが、それぞれ実施されている。1999年2月には全線定期のワイドフリー定期券販売開始と運賃区界の増設、
3月の環境セミナー開催、4月には浜松市商店会連盟の制度加盟店で買い物をすると100円補助券が貰えるお買物乗車券制度導入、6月の浜松駅・磐田駅を20時以降に発車する一部路線の下り便での住宅地でのフリー降車制度導入、10月の上限運賃630円設定、2000年には9月のシルバーワイドフリー定期券販売開始、9月以降毎年敬老の日から1週間の高齢者1乗車100円運賃の導入、10月のインターネットバスロケの導入など、各種施策が展開された。また、1999年3月15日〜28日には鍛冶町通りにて一般車の乗り入れを規制するトランジットモールの実証実験を全国で初めて実施した。
21世紀に入っても積極的な施策は引き続き行われている。2001年4月の中距離運賃値下げを皮切りに、2002年からのICカード「EG1CARD」の試験導入、そして2004年のICカード「ナイスパス」の本格導入が行われた他、最終バスの延長ならびにウィークエンドライナーやふゆほた臨時便などの臨時最終便の運行が開始された。2006年にはミニバスターミナル構想に基づき浜松市と共同で「すいすい・くるーり」バス実証実験が行われた。また、2002年4月からは通学ウィークデー定期（平日定期）の販売が開始開始されている他、シンポジウムとしては2002年11月の「オムニバスタウンサミット」、2003年9月の「バスがやさしい、心のユニバーサルデザインの日」が開催されている。
また、2005年には中部国際空港の開港に合わせて空港リムジンバスに参入。e-wingという愛称で、現在も運行中である。

### 現代
2008年のリーマン・ショックは浜松都市圏に大きな影響を与えた。そのため遠鉄バスにおいては一部路線で利用者が減少し減便がなされた。しかし減便はバス離れを起こすとして再度増便した。
この頃になるとツーステップ車が減り超低床バスが主流となる。しかしながらツーステップ車と比べ超低床バスは収容力が低いため2009年には長尺ワンステップバスの導入を開始。また不況のため特殊な車両などを除き使用年数が伸びている。そのため本来2012年にはツーステップ車が全廃する見込みであったが2023年現在まだ残存している。
これと前後して不況のため2007年に富塚車庫、2009年に舘山寺営業所と浜松南営業所の窓口が終了したが、いずれも2010年に窓口営業を再開した。しかしその後浜松南営業所は再び営業を終了し、浜松東営業所もリブロス笠井内の遠鉄トラベルに業務を移譲する形で営業終了している。
空港リムジンバス以外の高速バスを運行していなかった遠鉄であるが、2010年には長距離都市間高速バスに参入。愛称はe-LineRである。e-LineRは当初浜松横浜線を単独運行で開設、その後2011年に京王バス東・ジェイアール東海バスの渋谷・新宿ライナー浜松号に渋谷・新宿イーライナーの愛称で共同運行の形で参入、更に西日本ジェイアールバスと共同運行で大阪イーライナーも開設されている。その一方で、2011年度よりe-wingは浜松観光バスとの共同運行となっていたが、同社は2015年1月1日付で遠州鉄道本体へ合併している。
この他、2009年頃より啓蒙活動として市民やファンに向けたイベントが行われるようになっている他、2010年代になるとトップタッチを活用したナイスパスキャンペーンが活発化している。
2020年以降は新型コロナウイルス感染症の流行による輸送人員の大幅減少のため営業所の再編や運行本数の大幅減便、ナイスパスのプレミア付与の取り止めなどが行われている。
JR、大手私鉄など全国主な事業者の鉄道線、軌道線、路線バスなどで使用出来る「Suica」、「TOICA」、「PASMO」などが鉄道線同様2024年現在でも使用出来ない。舘山寺線など観光客の利用も多い路線では車内放送で「Suicaなどはご使用出来ません」旨の放送を行っている。政令指定都市を運行する路線バスで「Suica」などが使用出来ない都市は浜松市が唯一であったが、熊本市も2024年11月16日以降使用出来なくなった。

### 年表
- 1907年（明治40年）：遠州鉄道のルーツとなる浜松鉄道株式会社設立。
- 1908年（明治41年）：浜松鉄道株式会社が大日本軌道株式会社に吸収され浜松支社となる。
- 1918年（大正7年）：浜松自動車(初代)が現在の遠鉄のエリアにて初めて乗合自動車を運行[注釈 6][1]。
- 1919年（大正8年）
  - 日付不明：大日本軌道株式会社浜松支社が遠州軌道株式会社に鉄道事業譲渡。
  - 日付不明：湖西自動車が三ヶ日 - 鷲津に乗合自動車を運行開始[1]。
- 1920年：万歳自動車が創業し、気賀・弁天島方面への路線を開設する[2]と同時に浜松自動車の路線を引き継ぎ浜松自動車(初代)が廃業[1]。
- 1921年（大正10年）
  - 日付不明：坂下自動車商会が浜松と宇布見を結ぶ路線の営業を開始[2]。
  - 日付不明：遠州軌道株式会社が遠州電気鉄道株式会社に改称。
- 1923年（大正12年）：笠井自動車が創業[2]。
- 1924年（大正13年）：遠州自動車・掛塚自動車・寺田自動車商会・キング自動車が創業[2]。
- 1927年（昭和2年）
  - 日付不明：遠州電気鉄道株式会社がバス事業に参入[4]。
  - 日付不明：浜松電気鉄道が秋葉自動車運輸と合併[2]。
- 1929年（昭和4年）：笠井自動車・万歳自動車・遠州自動車・坂下自動車の4社が合併して浜松自動車(2代目)が成立[2]。
- 1931年（昭和6年）：遠州自動車商会と秋葉自動車商会が合併し、遠州秋葉自動車となる[2]。
- 1933年（昭和8年）：掛塚自動車が寺田自動車商会とキング自動車を買収し、静岡電気鉄道からも一部の路線を譲り受けた[2]。
- 1936年（昭和11年）：浜松市が浜松循環自動車と中田島自動車を買収し、5路線で市営バスの運行を開始[3]。
- 1937年（昭和12年）：遠州秋葉自動車が高木安治が運行していた水窪線・佐久間線を買収し、北遠地区全域に路線網を拡大[2]。
- 1943年（昭和18年）11月1日：遠州電気鉄道株式会社・浜松電気鉄道・浜松自動車(2代目)・遠州秋葉自動車・掛塚自動車など、6社が合併・4社が営業譲渡し遠州鉄道株式会社設立[4]。
- 1946年（昭和21年）：水窪線を日本国有鉄道に譲渡し、国鉄バス天竜線となる[5]。
- 1947年（昭和22年）5月1日：浜松鉄道株式会社と合併。
- 1950年（昭和23年）
  - 12月23日：福田営業所を開設、掛塚営業所を廃止。
  - 日付不明：戦災により運休していた路線の復旧が完了[6]。
- 1952年（昭和27年）：ガソリン統制が解除されたことに伴い代用燃料車両を全廃[6]。
- 1955年（昭和30年）4月1日：気賀営業所を細江営業所に改名。
- 1958年（昭和33年）：遠鉄浜松駅乗り入れ開始[6]。
- 1959年（昭和34年）
  - 5月30日：浜松営業所を移転。
  - 日付不明：幹線ダイヤのパターンダイヤ化、長距離路線や急行便の設定、日祝日ダイヤの導入を実施[6]。
  - 日付不明：ディーゼルバスに置換完了[6]。
- 1962年（昭和37年）
  - 4月1日：笠井営業所、雄踏営業所、袋井営業所を開設。
  - 4月20日：舘山寺営業所を開設。
- 1966年（昭和41年）5月：浅田循環線・助信線を皮切りに全区間均一運賃の路線にて順次ワンマンバスの運行を開始[11]。
- 1968年（昭和43年）：多区間制運賃路線でも整理券方式によるワンマンバスの運行を開始[11]。
- 1969年（昭和44年）
  - 日付不明：東名急行バスに資本参加[9]。
  - 日付不明：現在でも使用されているバンビツアーの愛称を制定[10]。
- 1971年（昭和46年）4月1日：乗り継ぎ無割引の電車バス連絡定期券を発売開始[12]。
- 1974年（昭和49年）：系統番号を導入[13]。
- 1975年（昭和50年）
  - 日付不明：全路線のワンマン化が完了[11]。
  - 日付不明：県下初のバス優先レーン整備[13]。
- 1978年（昭和53年）
  - 日付不明：感応式バス優先信号設置[13]。
  - 日付不明：奥山線の一部でデマンドバスの運行を開始[13]。
- 1979年（昭和54年）12月21日：電車バス連絡定期券において乗り継ぎ割引開始（値下げ）[12]。
- 1981年（昭和56年）：カラー方向幕の採用と同時に系統番号を方面別に再編[13]。
- 1982年（昭和57年）：浜松駅バスターミナルが完成[13]。
- 1984年（昭和59年）
  - 日付不明：山間部の路線においてフリー乗降制度を導入した[13]。
  - 日付不明：通学路線において学校に直行する「モーニングダイレクト」が新設[13]。
- 1986年（昭和61年）
  - 4月1日：バスロケーションシステム導入。この日遠鉄にて運行が開始された西じゅんかん（2004年廃止）と掛塚さなる台線で運用が開始される。後に全線対応となる[15]。
  - 5月：バス路線総合整備モデル事業実施都市の指定を受ける[15]。
  - 12月1日：浜松市交通部（市営バス）の路線を移管完了。これ以後、市民・遠鉄・浜松市による浜松市バス交通対策調整協議会が開催される[15]。
  - 日付不明：モーニングダイレクトの運行を増加させた上で方面別に愛称を設定[14]。
  - 日付不明：バスレーンを拡大[15]。
- 1987年（昭和62年）
  - 10月：都市新バスシステム導入[15]。
  - 日付不明：冷房車化完了[10]。
- 1992年（平成4年）2月20日：一足先の1989年12月15日に鉄道線に導入されていたプリペイドカード「ETカード」をバスにも導入[12]。
- 1997年（平成9年）
  - 7月：この年の夏休み以降、毎年春休み・夏休みに子供1乗車50円を実施[15]。
  - 10月1日：ユーバスを運行開始。
  - 12月25日：全国初の「オムニバスタウン構想」モデル都市に指定される。当初5ヶ年計画で、2002年度は単年度延長、2003〜2004年度はICカード導入事業のため2ヶ年延長された[15]。
- 1998年（平成10年）
  - 3月：オムニバスタウン指定記念シンポジウム開催[15]。
  - 3月：PTPS（バス優先レーンのカラー舗装化・バス優先信号の光ビーコン方式化・一般車排除システム導入等）導入。
  - 4月：磐田市バス、「エコバス」を運行開始。
  - 7月：初乗りを150円から100円に値下げ[15]。
  - 11月：乗り降りらくらくバス普及セミナー開催[15]。
- 1999年（平成11年）
  - 2月1日：全線で使えるワイドフリー定期券販売開始[18][15]。
  - 2月：運賃区界を増設[15]。
  - 3月15日〜28日：鍛冶町通りにてトランジットモールの実証実験を実施[15]。
  - 3月：環境セミナー開催[15]。
  - 4月：浜松市商店会連盟の制度加盟店で買い物をすると100円補助券が貰えるお買物乗車券制度実施（翌年7月に制度改正）[15]。
  - 6月：浜松駅および磐田駅を20時以降に発車する一部路線の下り便に於いて住宅地にてフリー降車制度運用開始（翌年10月より19時30分以降に変更）[15]。
  - 10月：上限運賃設定。当時最高運賃だった1080円から630円に値下げ[15]。
- 2000年（平成12年）
  - 7月17日：メローバスを運行開始。
  - 9月：シルバーワイドフリー定期券販売開始[15]。
  - 9月：この年以降、毎年敬老の日から1週間は高齢者1乗車100円を実施[15]。
  - 10月：インターネットバスロケサービス開始[注釈 7]。
- 2001年（平成13年）4月：中距離運賃を値下げ[15]。
- 2002年（平成14年）
  - 2月：遠鉄百貨店での5000円以上の買い物で無料乗車券「お帰りきっぷ」が貰える制度の運用開始[15]。
  - 3月1日：ICカードの実証実験として「EG1 CARD」を51泉高丘線にて導入。
  - 4月1日：浜松市循環まちバス（「く・る・る」）運行開始。
  - 4月：通学ウィークデー定期（平日定期）販売開始[15]。
  - 10月1日：国鉄バス天竜線が再び遠州鉄道の運行になり、北遠本線となる。
  - 11月：オムニバスサミットin浜松開催[15]。
- 2003年（平成15年）
  - 4月1日：EG1CARD、バスにて本格運用開始。
  - 4月1日：それまで朝7時-9時のみ実施されていたバス専用レーンを夕方17時-19時にも実施開始[15]。
  - 8月：携帯電話へのメール配信サービスを開始（現在は中止）[15]。
  - 9月：バスがやさしい、心のユニバーサルデザインの日開催[15]。
- 2004年（平成16年）8月20日：ICカードを「ナイスパス」に移行し、本格的な運用開始。鉄道・バス共通利用では日本初。
- 2005年（平成17年）
  - 1月20日 ：ナイスパス定期券の発行開始。以後、発売される定期券はすべてナイスパスへ移行。
  - 2月17日：中部国際空港行きの高速バス (e-wing) を運行開始。
- 2006年（平成18年）
  - 5月31日：「ETカード」販売終了。
  - 6月1日：「ナイスパス」車内販売開始。
  - 8月(?)：デマンド運行と称する路線の降車専用区間について、乗客が居ない場合に運行を行っていなかったこと問題となる。本来は法令違反であるが、降車専用だったため行政処分はなされなかった。#デマンド運行・延長運行を参照。
  - 9月30日：湖西営業所を廃止。
- 2007年（平成19年）11月30日：富塚車庫の窓口業務を終了。
- 2009年（平成21年）
  - 9月12日：舘山寺営業所・浜松南営業所の窓口業務を終了し、電話のみの応対となる。遠鉄の営業所で窓口業務を終了するのは初の事例。
  - 10月10日〜12日：連接バス走行実験およびバスイベント開催。
  - 10月31日：メローバスの運行を撤退。
- 2010年（平成22年）
  - 3月1日：舘山寺営業所・浜松南営業所の窓口業務を再開。
  - 7月12日：富塚車庫の窓口業務を富塚店として約3年ぶりに再開[注釈 8]。
  - 7月15日：e-LineR試乗会・出発式を開催。
  - 7月16日：遠鉄高速バスe-LineRを運行開始。約15年ぶりの都市間高速バス参入である[注釈 9]。
  - 9月6日：「遠鉄ぶらりきっぷ」を発売開始。これにより、遠州路フリー乗車券とワイドフリー乗車券は販売終了。
- 2011年（平成23年）
  - 3月2日：バスハイジャック事件発生。
  - 3月19日：渋谷・新宿ライナー浜松号に渋谷・新宿イーライナーの愛称で参入。
  - 4月1日：それまで単独運行だったe-wingが傘下の浜松観光バスとの共同運行となる。
  - 9月19日：バスの日イベント「はままつバスフェスタ2011」実施。
- 2012年（平成24年）9月30日：エコバスを廃止。
- 2015年（平成27年）1月1日：浜松観光バスが遠州鉄道に合併。e-wingが再び単独運行となる。
- 2020年（令和2年）9月30日：舘山寺営業所を閉鎖、雄踏営業所 に統合。雄踏営業所を浜松西営業所へ名称変更。ウィークエンドライナーの運行を終了[24] 。天竜営業所を閉鎖、浜松東営業所に統合。
- 2021年（令和3年）4月1日：浜松南営業所を閉鎖、磐田営業所 に統合。

## 事件

### 運転手が児童に謝罪要求
2024年7月22日、遠州鉄道が運行する路線バスにおいて、小学校低学年の男子児童が、ICカードの残額不足に気付かずに乗車し、下車時に運賃80円（小児運賃）を支払うことができなくなった。このバスの男性運転手は、うつむいたままの男子児童に対し、顎を持ち上げた上、「こういう時はどうするの」などと強い口調で謝罪を要求した。男子児童は、定期券を持つ別の路線バスに乗り継ぐ予定だったが、乗り継ぎ乗車せず、猛暑（同日の最高気温は37.7度）の中約2時間かけて徒歩で帰宅した。男子児童の両親が、遠州鉄道に対し抗議の連絡をしたことで、事態が発覚し、遠州鉄道は当該の運転手の行為が不適切だったとして、両親に謝罪し運転手を一時的に運転業務から外した。

## 特徴的な施策

### モーニングダイレクト
郊外から浜松駅を経由せずに学校へ直通する通学向け路線である。1975年から1985年までの間に、通学でのバス利用が半減したため、その対策として乗り換えなしの通学バス路線を設定したものである。運行開始後に新系統の要望があり、特に私立高校では、モーニングダイレクトの存在が生徒の誘致にも影響すると判断されたことから、順次系統拡大を行った。貸切タイプの車両で運行される系統と、路線タイプの車両で運行される系統がある。
西遠学園・浜松修学舎へ向かう路線が「Avenue（アヴェニュー）」、浜松市立高校・浜松聖星高校・浜松西高校へ向かう路線は「Chapel（チャペル）」という愛称が設定されており、実際に運行される路線では、これに方角をつけている。例えば、気賀・三方原から西遠学園に向かう路線であれば、北方面からの路線となるため「N.Avenue（ノース・アヴェニュー）」という愛称になる。ただし、舘山寺から浜松南高校行きに限っては「Flolal Mate（フローラル・メイト）」という愛称が設定されている。
学校や生徒・保護者からも好評のため、その後磐田地区でもモーニングダイレクトを導入、こちらは磐田南高校・磐田東高校へ向かう系統には「E.Liner（イースト・ライナー）」、磐田南高校・磐田北高校へ向かう系統では「N.Liner（ノース・ライナー）」という愛称が設定されている。
いずれも朝の片道のみの設定で、帰路については浜松駅・磐田駅でバス路線を乗り継ぐことになるが、定期運賃は直通経路経由の通し運賃で計算される。

### レイニーバス
前日の17時時点で運行当日6〜12時の降水確率が50%以上の場合に運行される雨天臨時便である。なお、開校日のみの運行であり、閉校日は運行しない。
なお、2006年頃まではフリーダイヤルにより運行有無を確認できるサービスがあったが、現在は廃止されており、バス車内のレイニーバス広告の電話番号欄も地の色と同じ青地のシールで隠されている。
現在では、仙台市交通局など、全国のバス事業者に徐々に波及している。

### オレンジ急行（オレンジエクスプレス）
浜松市浜名区三ヶ日地区から東名高速道路を経由して浜松市中央区を結ぶ座席定員制の通勤通学路線で、朝は三ヶ日から浜松駅もしくは根上り松（浜松西高最寄り）へ向かい、夕方に浜松駅から三ヶ日へ戻る設定。クローズドドアシステムを採用しており、それぞれ中央区内相互間や三ヶ日町内相互間の利用は出来ない。
もともとは定期観光バスの回送を客扱いしたものが始まりである。以前はシートベルトを装備した一般路線車#高速仕様の路線車での運行であったが、e-wing運行開始後は細江営業所からの送り込みを兼ねてe-wing車で運行されている。なお現在でもごく稀に前述の一般路線車で運行されることがある。
詳細は遠州鉄道細江営業所#気賀三ヶ日線を参照。

### バスロケーションシステム
ET-Naviを参照。

### 都市新バスシステム
1987年10月に磐田山の手線、大塚萩丘線、中田島住吉じゅんかん、鶴見富塚じゅんかん、さぎの宮線、都田線へ導入。都市新バスシステム#遠州鉄道を参照。

### エコドライブ運動（経済運転）
遠州鉄道では全国的にも早くからエコドライブ運動を行っており、経済運転（けいざいうんてん）と称している。浜松市のオムニバスタウン指定を機に強化された。
サンバイザーには経済運転5原則が貼付され、徹底されている。晴天時の昼間の車内灯を消灯、アクセルを深く踏み込まない、エンジンブレーキの活用、正面赤信号などでの早目のアクセルオフ、高速ギアの有効活用、暖気運転は年間通して3分以内などが挙げられる。なお、過剰なトルクが出ないように燃料噴射を絞っている車両もあるほか、燃費に影響する車両総重量を抑えるため燃料は満タン給油せずタンク容量の2/3までの給油を行っている。
また、回転数については会社全体の方針として大型車1600回転、中小型車1800回転以下でのシフトアップ、そして営業所毎に1200回転以下や1300回転以下などでシフトアップする様指導しており、会社全体として昇り坂などであっても大型車1800回転、中型車2000回転、小型車2200回転を絶対に超えてはならないこととなっている。そのため三菱ふそう製の車輛を中心に、1800回転を超えるとブザーが鳴りつづけるようになっている車輛が多い。なお、車両によっては1500回転など1800回転未満でもブザーが鳴るよう設定されていることもある。
この他、信号待ちなどの際に、アイドリングストップ装置非搭載の車輛でもアイドリングストップを実施していることが特筆できる。また、同装置の有無にかかわらずアイドリングストップ時には全車輛で音楽を流すことによりアイドリングストップ時の静寂を防いでいる。
バッテリー（蓄電池）の電圧低下時（バッテリーあがり）やDPFの作動時等には信号待ちでのアイドリングストップを行わないことがあるが、浜松駅バスターミナルではいかなる場合もエンジンストップすることとなっている。また、全車両とも蓄電池の電圧低下を示す警報灯が運転席左（運賃箱奥）に設置されている。
これらにより、遠鉄バスでは営業所間の燃費順位を競っており、また乗務員毎の燃費の成績もついている。さらに各営業所の燃費のいい乗務員が集まり燃費対策会議が行われている。
なお、現代の信号待ちでのアイドリングストップ運動が盛んになる前から、戦後には既にバスターミナルなどの起終点や営業所・車庫ではエンジンストップを行っていた。

#### アイドリングストップ中の音楽
前述のとおり、信号待ちなどの停車中において、自動アイドリングストップ機能の使用や自動アイドリングストップ機能非搭載車でのエンジンキー操作によるアイドリングストップを行っているが、その際の車内の静寂さを緩和するためにエンジン停止中には音楽が流されている。音楽を流すシステムは自社で開発され、音声合成装置を利用して流している。
音楽は50曲をもゆうに上回り、ジャンルもクラシックから洋楽、アニメ音楽など多岐にわたる。代表例としては、
- クラシック音楽:G線上のアリア、幻想即興曲
- ポピュラー音楽:イエスタディ、イマジン
- アニメ音楽:となりのトトロ、ナンパ通り(魔女の宅急便挿入歌)
- クリスマスソング（12月限定）:赤鼻のトナカイ、あわてんぼうのサンタクロース、サンタが街にやってくる

などがあげられる。全曲MIDI調にアレンジされており、1曲あたりおおむね1分 - 1分30秒程度、決まった場所でフェードアウト（短い曲の場合は演奏完了）して次の曲へ進む。2014年から2018年までは全営業所全車において遠鉄グループソング「街と生きる」（村松崇継氏作曲）が後述するパターンのローテーションとは関係なく年中流れていた。この曲に限っては約3分30秒のフルコーラスが流れた。このほかにも機能導入当初と比して曲の追加や削除が随時行われており、浜名湖花博などのイベント等とのタイアップによる期間限定の曲も存在する。2005年に試験的に導入された1曲を除いて、すべて歌声のないインストゥルメンタル版である。また、クラシックなど以外の著作権保護対象曲については遠州鉄道がJASRACに演奏権使用料を支払っている。
現在は全曲が流れる訳ではなく営業所ごとにパターンがローテーションしており、その中からランダムに流れる。12月に関しては、通常のパターンの音楽に加えて全ての営業所でクリスマスソングがランダムに流れる。
これは、アイドリングストップ装置の装備有無に関わらずHEV車輛（廃車済）の398・399号車を除く全ての車輛で流れる。
ただし次のバス停が終点の場合や路線データの入っていないシャトルバスの場合・アイドリングストップ装置搭載車に於いて手動でエンジンキーを回しアイドリングストップした場合(一部車両を除く)は流れない。なお、降車ボタンの放送以外の音声合成による放送が流れている際は音楽は流れないが、肉声放送や音声合成による降車ボタンの放送が流れている場合は音楽が流れる。逆に、音楽が流れている最中に降車ボタンの放送以外の音声合成による放送を流した場合、即座に放送が流れ、音楽は止まる。音楽が流れている最中に降車ボタンを押した場合、次の音楽へ切り替わる際、もしくはエンジンを始動して音楽が止まった際に放送が流れる。なお、エンジン始動や放送等により音楽が途切れた場合、次に流れる際はその曲の続きからではなく次の曲の頭からとなる。この場合の再生順はランダムであり、同じ曲が連続で流れることもある。
なお、アイドリングストップの最中には音声合成装置の設定器の一番下の行の右側に当該乗務でのアイドリングストップの累計回数と累計時間が表示されている。エンジン稼働中は、コース番号ごとの設定番号とその中での順序、運用が予約されたシャトル運用の場合は「予約xx」が表示され、コース番号は表示されない。また、最下行の一番左は直前バス停発車時の定刻からのズレ(分)が表示される。例えば、15:53のバス停を15:52に通過した場合「01分」、09:33分発のバス停を09:45に発車した場合「12分」と表示される。なお、ダイヤのデータが入っていなく運用がセットされたシャトル運用の場合・手動で系統入力した場合はダイヤのデータが入っていないため、現在時刻が「06:45」のように表示される。
これは、アイドリングストップの際に乗務員や客から「突然しんと静まりかえって違和感がある」「しらけてしまう」や「故障したのでは」などという意見があったため行われる様になったもので、1998年7月に試験的に小鳥のさえずりを流し始めたのが前身である。
この試みは2000年以降、名古屋市交通局（現在休止）や旭川電気軌道、三重交通、北陸鉄道、しずてつジャストライン等の他社にも普及し始めているが、曲パターンは遠鉄と異なりいずれもクラシックまたはオリジナルメロディのみで3〜5曲程度しか存在せず、パターンのローテーションも見られない。
ちなみに、アイドリングストップ用に設定されたこれらの楽曲の一部は遠州鉄道の広報や空港バスe-wingのチャイムにも活用されている。

### 初乗り値下げ
遠州鉄道#特徴的な施策を参照。

### トランジットモール実証実験
浜松市と共同で、1999年3月15日〜3月28日に鍛冶町通りをトランジットモールとする実証実験を行った。
当時6車線だった鍛冶町通りを外側2車線ずつテラスなどの設置を行い、内側2車線をバス専用道として整備した。しかし実施に当たって静岡県警察との交渉が長引くなどした結果、PR不足や短い実施期間などが災いし、あまり効果がなくその後は実施されていない。

### デマンド運行・延長運行
バス停飛ばし#具体例も参照。
当初、デマンド運行として運行。
40気賀三ヶ日線の気賀駅前→東急リゾート〜三ヶ日簡保センター（現:かんぽの宿浜名湖三ヶ日）・同 三ヶ日車庫→三ヶ日駅入口〜浜名湖レークサイドプラザ・同 浜名湖レークサイドプラザ→ぬえしろ〜三ヶ日駅入口→三ヶ日車庫・37大久保線の田端住宅〜山崎・30舘山寺線の動物園→大草荘〜国民宿舎・同 村櫛→浜名湖ガーデンパークなどが対象。浜名湖レークサイドプラザ発を除き当該区間は降車専用（クローズドドアシステム）を採用し、同区間の手前（主に車庫・営業所又はそこへの短絡ルートが有る）にて乗客が居ない場合、運行を打ち切っていた。浜名湖レークサイドプラザ発は、発車時刻の15分前までに浜名湖レークサイドプラザのフロントにて要予約で、ぬえしろ・三ヶ日駅入口が降車専用、三ヶ日車庫からは通常路線であった（予約が無い場合当バス停が始発となる）。
2006年には当該路線の降車専用区間について、乗客が居ない場合に運行を行っていなかったことが問題となる。本来は法令違反であるが、降車専用だったため行政処分はなされなかった。
その後は、延長運行と名を変え合法的に運行されている。37大久保線や40の浜名湖レークサイドプラザ発上りの様に延長運行を取りやめ通常路線として全便乗客の有無に関わらず運行する様になった例もあれば、延長運行になった例もある。また、浜名湖立体花博期間中の30舘山寺線の舘山寺営業所→中開駐車場の様に延長運行になってから新設された例もある。
現在の延長運行というシステムは、1ヶ月間運行打ち切りの実施・不実施を記録し、集計・走行距離を計算する。デマンドバスの一種である。

#### 現在行われている延長運行
現在延長運行を行っている路線の一覧。
- 30舘山寺線  浜名湖パルパル→舘山寺町（舘山寺町行きのみ）
- 30舘山寺線  村櫛→浜名湖ガーデンパーク
- 8-22,9-22大平台線  大平台3丁目東→大平台1丁目
- 16-4小沢渡線  市営小沢渡団地→浜松市総合水泳場（一部便は折り返しのため、水泳場まで運行）
- 4中田島線  砂丘小南→中田島車庫（夜の一部便のみ）
- 5三島江之島線  江之島高校入口→南行政センター（平日一部便のみ）
- 61内野台線  内野台車庫→サンストリート浜北
- 61内野台線  妙蓮寺前→浜北西高校
- 61内野台線  内野西→西部免許センター
- 53萩丘都田線  三方原営業所→染地台三丁目
- 56萩丘都田線  都田車庫→都田駅前
- 56萩丘都田線  都田車庫→フルーツパーク
- 45奥山線  小斉藤→奥山（一部便は折り返しのため、奥山まで運行）
- 46-テ都田線  都田車庫→都田駅前
- 58和合西山線  西山→広報館
- 10磐田市立病院福田線・96掛塚さなる台線　豊浜→豊浜郵便局（福田車庫（豊浜方面）の時刻表は、HPに掲載されていないが、手製の時刻表がバス停に掲出されており、乗車が可能となっている。）

※25城之崎線  磐田営業所→スズキ磐田工場（磐田営業所以遠降車専用ではあるが、北見町への回送のため、延長運行とはなっていない。）
かつて存在した国民宿舎ゆきに関しては、動物園→大草荘 - 国民宿舎から（動物園・舘山寺温泉経由）銀行前→国民宿舎に経路を変更したのち、国民宿舎浜名湖かんざんじ荘（現:湖上百景浜名湖かんざんじ荘）の遠鉄への譲渡に際し2007年3月31日の運行を以ってかんざんじ（浜名湖パルパル）⇔大草山（浜名湖オルゴールミュージアム）を結ぶかんざんじロープウェイを代替路線として系統自体廃止された。
なお、この延長運行というシステムは同社の運行する高速バスでも一部採用されている。（大阪線の大阪駅→USJ、横浜線の横浜駅→山下公園前などがある。）

### 「すいすい・くるーり」バス実証実験
浜松市と共同で、2006年10月2日から12月29日までの平日に実施したコミュニティバスの実証実験で、期間内に以下の3路線が運行された。
- 追分すいすいバス
  - 遠鉄ストア姫街道店 - 浜松駅
- 市野すいすいバス
  - イオンモール浜松市野 - 浜松駅
- 市野くるーりバス
  - イオンモール浜松市野を基点に、市野地区周辺を環状運行

このうち「追分すいすいバス」は期間中の利用状況が好調だったため、実験終了後も2007年1月9日から3月31日までの平日に急行バスとして運行され、最終的に4月1日以降は通年運行となった。なおその際に始発バス停が遠鉄ストア姫街道店から姫街道車庫へ変更となった。（2020年10月に運行終了）
追分すいすいバス・市野すいすいバスは運賃箱付の貸切タイプの車輛で、市野くるーりバスは路線タイプの車輛で運行された。なお、追分すいすいバスは学校が長期休み（夏休み等）になった場合には貸切タイプの車両、開校日の平日は一般型の路線バスだったが、2011年8月よりすべて一般型の車両に統一された。
開校日の平日は三方原営業所担当だが、閉校日は細江営業所が運行する。三方原の車両には「追分すいすい」の幕があるため幕式も来るが、細江の車両には幕がないのでLED式のみで運用される。

### ツアーバス事業への参入
2006年から募集型企画旅行として、東京など各地への直行型ツアーバスを催行している。
ツアーバスでは、企画実施する旅行会社が観光バス会社から車両を借り上げる形態が多いが、遠州鉄道では以前から本体で国内旅行事業を営んでおり、浜松観光バスを含めてグループ内での完全自社運営を実現している（路線バス事業者の子会社が旅行事業を行っているケースも多い）。
このうち2007年夏期から実施している東京方面へのツアーでは片道だけの利用も可能な上、自社の既存の企画旅行客用の駐車場を開放することなどで既存の路線バスとの差別化を図っている。
詳細は遠鉄観光を参照のこと。

### ウィークエンドライナー・ふゆほた号
遠州鉄道では、2020年9月30日まで主要路線の下り（浜松駅発）に於いて、毎週金曜日・土曜日に、「ウィークエンドライナー」という最終便を運行していた。
これは、通常の最終便より10〜30分程度後に運行されるもので、22時45分〜23時25分に各路線が1便ずつ運行される。一番遅いのが、30舘山寺線・40気賀三ヶ日線の23時25分発であり、この2路線は当該便の20分前の23時05分に通常の最終便が出発する。
なお、一部は貸切タイプの車輛にて運行されるものもある。
さらに、12月の金曜日・土曜日にはウィークエンドライナーが運行されていない路線の中の主要路線は通常最終便の後に、ウィークエンドライナー運行便はウィークエンドライナーの後にもう1便増発する。こちらは、はままつ冬の蛍フェスタ（愛称:ふゆほた）をとって「ふゆほた号」と名づけられていたが、イベントの名称変更にともない現在では愛称無しの終車延長とされている。ふゆほた号はミッドナイトトレインとして遠鉄電車西鹿島線でも運行されるほか、当該便を含む全てのバス・電車車内にて音声合成による広告が流れる。こちらは、主に22:45又は23:05に運行する。23:05にウィークエンドライナーがある路線は20志都呂宇布見線を除き23:25に運行される。20志都呂宇布見線はウィークエンドライナーを23:25に繰り下げて運行する。ふゆほた号の最も遅いものは、20志都呂宇布見線・30舘山寺線・気賀三ヶ日線の24:00発である。また2010年には試験的に気賀三ヶ日線は試験的に浜松駅（23:55発） - 葵町ノンストップの急行便が運行された。なお、2000年代前半までは電車とともにふゆほた号として装飾された車両が昼夜問わず季節限定で運行されていた。
これらは、深夜バスに値するが、他事業者と相違がある点を中心に特徴を述べる。
- 運賃は通常運賃である。定期券・一日券等の利用も可能。
- 通常路線と同じくバスロケ対応。インターネットからの時刻検索は、入力した日付が金曜日・土曜日だと当該便が表示される。
- 経路等は通常便と同じ。方向幕や音声合成等も通常のものと同一である[注釈 21]。
- オムニバス専用運行便ではない為ツーステップ、オムニバスともに充当される[注釈 22]。

新型コロナウイルス感染症の感染拡大により、2020年4月17日から運休していたが、運行再開をせずに同年9月30日で運行を終了した。

## 営業所
貸切の営業所は遠鉄観光を参照。
- 浜松東営業所
  - 所在地…浜松市中央区豊町2253
    - 現在窓口は、閉鎖・廃止されている。

  - 管轄車庫
    - 内野台車庫…浜松市浜名区内野
    - 天竜車庫･･･浜松市天竜区次郎八新田6-2
    - 松江町車庫…浜松市中央区中央3丁目11-22
- 三方原営業所
  - 所在地…浜松市中央区初生町1107-1
  - 管轄車庫
    - 都田車庫…浜松市浜名区都田町2525-1
    - 姫街道車庫…浜松市中央区三方原町1055-1
- 浜松西営業所
  - 所在地…浜松市中央区雄踏町山崎3472-2
  - 管轄車庫
    - 馬郡車庫…浜松市中央区舞阪町浜田
    - 篠原車庫…浜松市中央区篠原町
    - 富塚車庫…浜松市中央区富塚町440-6[注釈 23]
- 細江営業所
  - 所在地…浜松市浜名区細江町気賀414-8
  - 管轄車庫
    - 三ヶ日車庫…浜松市浜名区三ヶ日町三ヶ日847
    - 奥山車庫…浜松市浜名区引佐町奥山1518
    - 中川車庫…浜松市浜名区細江町中川7172-608
- 磐田営業所
  - 所在地…磐田市岩井2190-1
    - 現在窓口は閉鎖、廃止されている。

  - 管轄車庫
    - 福田車庫…磐田市福田2204
    - 中ノ町車庫…浜松市中央区中野町
    - 掛塚車庫…磐田市白羽106−4
    - 新貝車庫…浜松市中央区新貝町815-1
    - 浜松南車庫…浜松市中央区松島町1997

※旧営業所などの内、正式な窓口のあるもの

### 廃止営業所
.廃止順で記載。
- 浜北営業所
  - 所在地…浜北市中瀬字横瀬16
    - 現在跡地は遠鉄ストア浜北店。閉鎖後は車両基地として浜松東営業所所管の西美薗車庫が同店南方にあった。
- 三ヶ日営業所
  - 所在地…引佐郡三ヶ日町三ケ日847
    - 営業所としては廃止以前に貸切のみの営業所となっていた。
    - 現在は細江営業所所管の三ヶ日車庫となっている。
- 富塚営業所
  - 所在地…浜松市中区富塚町440-6
    - 1986年（昭和61年）4月1日に開設され、1995年（平成7年）2月28日に廃止された。現在は浜松西営業所所管（2020年9月まで舘山寺営業所所管）の富塚車庫となっている。
- 袋井営業所
  - 所在地…袋井市山名町1-4
    - 1995年（平成7年）2月28日に廃止され、磐田営業所所管の袋井車庫となったが、2019年（平成31年）3月31日に廃止された。
    - 跡地は遠州鉄道によって分譲マンションとなっている
- 竜洋営業所
  - 所在地…磐田郡竜洋町白羽106-4
    - 1997年（平成9年）3月31日に廃止され、現在は磐田営業所所管（2021年3月まで浜松南営業所所管）の掛塚車庫となっている。
- 浜松営業所
  - 所在地…浜松市常盤町357-1
    - 現在跡地はオフィスビル（静岡県信連浜松支店などが入居）とマンションから成る複合施設「イーステージ浜松」。1997年（平成9年）7月14日に廃止される。
- 湖西営業所
  - 所在地…湖西市吉美3276-1
    - 2006年（平成18年）9月30日に廃止され、現在は浜松西営業所（旧:雄踏営業所）所管の湖西車庫となっていたが後に廃止された。
- 福田営業所
  - 所在地…磐田郡福田町福田2204
    - 2015年 (平成27年) 9月30日に廃止され、現在は磐田営業所所管の福田車庫となっている。
- 舘山寺営業所
  - 所在地…浜松市西区舘山寺町3296-5
    - 2020年（令和2年）9月30日に廃止され、雄踏営業所と統合された。雄踏営業所は浜松西営業所に改称された。
- 天竜営業所
  - 所在地…浜松市天竜区次郎八新田6-2
    - 2020年（令和2年）9月30日に廃止され、現在は浜松東営業所所管の天竜車庫となっている。
- 浜松南営業所
  - 所在地…浜松市南区松島町1997
    - 2021年（令和3年）4月1日に廃止され、現在は磐田営業所所管の浜松南車庫となっている。
- ターミナル営業所
  - 所在地…浜松市中区中央3丁目11－22
    - 2021年（令和3年）2月1日に廃止され、現在は浜松東営業所所管の松江町車庫となっている。

### 廃止車庫
- 遠州浜車庫
  - 所在地…浜松市南区

- 宮口車庫
  - 所在地…浜北市（現：浜松市浜北区）

- 西美薗車庫
  - 所在地…浜松市浜北区

- 新弁天車庫
  - 所在地…湖西市

- 村櫛車庫
  - 所在地…浜松市西区

- 横須賀車庫
  - 所在地…掛川市

- 湖西車庫
  - 所在地…湖西市

- 山梨車庫
  - 所在地…袋井市

- 袋井車庫
  - 所在地…袋井市

- 渋川車庫
  - 所在地…浜松市北区

- 水窪車庫
  - 所在地…浜松市天竜区

- 横山車庫
  - 所在地…浜松市天竜区

- 熊車庫
  - 所在地…浜松市天竜区

- 伊平車庫
  - 所在地…浜松市北区
- 春野車庫
  - 所在地…浜松市天竜区春野町堀之内

- 中田島車庫
  - 所在地…浜松市中央区田尻町

## 現行路線

### 一般路線
系統番号は、同じ路線名で行き先が違うものは同じ系統番号、行き先が同じで経由地が変わる場合は違う系統番号が割り当てられる事が多いが、必ずしもそうとは限らない。例えば、舘山寺線では伊佐見橋止まりは31であるが、その他は湖東団地内経由と経由しない便、舘山寺温泉止まりの他、村櫛行き、ガーデンパーク行きのいずれも30である。また、掛塚さなる台線の掛塚方面行きで、掛塚止まり、豊浜行きと横須賀行きはいずれも90であったが、下りに限っては掛塚止まりが90、豊浜行きが96、横須賀行きが97になった経歴がある。（上りは90のままである。）
遠鉄バスでは下記の通り番号を色分けしているが、色分けしているのは2024年2月下旬から運行開始された、HINOの1240号車から1243号車とISUZUの1244号車から1251号車（復刻版）のフルカラーLED方向幕搭載車のみで、LED車は発光色が単色の為色分けしていない。
- 浜松駅発着の系統一覧 （　）内は色名
  - <0番台>（白。ただし8は白とあずき、9は桃、8-22と9-22の22は黄緑、8-33の33は橙。）
    - 0・1 遠州浜蜆塚線、2 早出線、3・5 三島江之島線、4 中田島線、6 大塚ひとみヶ丘線、8 鶴見富塚じゅんかん、8-22・9-22 大平台線、8-33 伊佐見線、9 掛塚さなる台線

  - <10番台>（青。ただし、16-4の4は白。）
    - 12 浜名線、16-4 小沢渡線

  - <20番台>（黄緑）
    - 20 志都呂宇布見線

  - <30番台>（橙）
    - 30・31 舘山寺線、36 大塚ひとみヶ丘線、37 大久保線

  - <40番台>（緑。ただし46-テのテは紺。）
    - 40 気賀三ヶ日線、41 高台線、43 引佐線、45 奥山線、46・46-テ 都田線、47 医大じゅんかん(葵町医大線)、48 和合西山線

  - <50番台>（あずき。ただし51と58は緑。）
    - 50 山の手医大線、51 泉高丘線、53・56 萩丘都田線、58和合西山線

  - <60番台>（紫）
    - 61内野台線

  - <70番台>（73,75,76は黄。74,77,78は茶。）
    - 73・75・76 笠井線、74・77・78 蒲線

  - <80番台>（80はあずき。）
    - 80 中ノ町磐田線

  - <90番台>（桃）
    - 90・96 掛塚さなる台線、91 鶴見富塚じゅんかん

  - 浜松駅発着路線は、0番台は主に比較的近距離の右記に当てはまらない路線と駅南方面の路線に、10〜90番台は主要な街道を通る路線を西から時計回りに付けられている。
    - 10番台 東海道（浜松駅より西側）
    - 20番台 雄踏街道
    - 30番台 舘山寺街道
    - 40番台 姫街道（本坂通り）
    - 50番台 飛龍街道（高林バイパス）
    - 60番台 二俣街道
    - 70番台 笠井街道
    - 80番台 東海道（浜松駅より東側）
    - 90番台 掛塚街道
    - 浜松市営バスが遠州鉄道に路線移管を開始するまでは、50番台は存在しなかった。
- 磐田駅発着の系統一覧 （　）内は色名
  - <10番台>（緑）
    - 10 磐田市立病院福田線

  - <20番台>（青）
    - 21・25 城之崎線

  - <30番台>（黄緑）
    - 30 磐田天竜線、31 磐田市立病院福田線

  - <80番台>（あずき）
    - 80 中ノ町磐田線
      - 磐田駅発着路線には0番台と40〜70、90番台は存在しない。
      - かつては40番台（橙）が存在したが1980年代に廃止された。
      - 80とは浜松駅と磐田駅とで共通である。
- 浜松駅、磐田駅発着以外の系統一覧( )内は色名
  - <100番台>（桃）
    - 100 浜北医大三方原聖隷線
- <その他の系統>
  - 秋葉線、上島イオン市野線、鹿島線
    - これらの路線には番号が存在しない。

- <臨時路線>
  - たこ直 （浜松駅[注釈 24] - 中田島砂丘[浜松まつり凧揚げ会場最寄]・飯田公園 - 中田島砂丘）
  - 浜松駅 - 虚空蔵寺（直行）
  - 浜松駅 - 四ツ池公園（直行）
  - 浜松駅 - エアフェスタ会場（直行）
  - 西鹿島駅 - 山東 - 秋葉神社上社（冬季のみの運行。西鹿島駅 - 山東間は各駅停車。山東以降は直通）

※イベント開催時などに定常的に運行される路線のみを挙げた。

### 高速バス
※都市間ツアーバスなどは遠鉄観光を参照のこと。
- <空港直行バス「e-wing」>
  - 中部国際空港線
- <遠鉄高速バス「e-LineR」>
  - 横浜イーライナー（遠鉄バス単独運行）
  - 渋谷・新宿イーライナー(渋谷・新宿ライナー浜松号)（京王バス・ジェイアール東海バスと共同運行）
  - 大阪イーライナー (浜松エクスプレス大阪号)（遠鉄バス単独運行）
  - 京都イーライナー（遠鉄バス単独運行）

## 廃止路線
廃止された年月順に並べる。

### 都市間路線

#### 浜松 - 岡崎線
- 遠鉄浜松駅 - 気賀 - 三ヶ日 - 豊橋市役所 - 国府 - 東岡崎駅
  - 1966年（昭和41年）8月20日：浜松駅 - 東岡崎間の運行を開始する。
  - 1972年（昭和47年）10月：豊橋鉄道が運行から撤退する。
  - 1973年（昭和48年）6月1日：東名名古屋線の運行開始に伴い、路線を廃止する。

名古屋鉄道（当時）、豊橋鉄道（当時）との協定を結び運行を開始した全長82.1kmの路線。多米峠有料道路を走行していた。しかし、東名高速道路の開通に伴い、利用客が減少したため、豊橋鉄道が運行から撤退し、他社も運行本数を減回するに至った。

#### 東名名古屋線
- 遠鉄浜松駅 - 名鉄バスセンター
  - 1973年（昭和48年）6月1日：運行を開始する。
  - 1977年（昭和52年）8月21日：運賃を改定する。
  - 1980年（昭和55年）4月7日：運賃を改定する。
  - 1981年（昭和56年）6月10日：路線を廃止する。

名古屋鉄道（当時）と運輸協定を結び運行を開始した路線である。

#### 東名浜松静岡線
ここでは、東名浜松静岡線の前身となる国道静岡浜松線についても記述する。
- 浜松駅 - 静岡駅
  - 1963年（昭和38年）10月1日：静岡鉄道（当時）と大井川鉄道（当時）との3社協定を結び、浜松 - 静岡の中距離路線（国道静岡浜松線）の運行を開始する。
  - 1969年（昭和44年）3月15日：東名高速道路経由の東名浜松静岡線の運行を開始する。
  - 1970年（昭和45年）8月16日：ワンマン運転を開始する。
  - 1977年（昭和52年）8月21日：運賃を改定する。
  - 1980年（昭和55年）4月7日：運賃を改定する。
  - 1989年（平成元年）11月10日：経路を一部変更する。
  - 1994年（平成6年）4月1日：東名浜松静岡線の運行を休止する。

なお、静岡鉄道での路線名は「東名静岡浜松線」であった。

#### その他路線
- 浜松駅 - 清水町
- 浜松駅 - 三ヶ日営業所（オレンジ急行の前身）

### 一般路線

#### 佐久間線
- 浜松駅 - 西鹿島 - 熊 - 浦川 - 佐久間 - 佐久間ダム
  - 1971年3月11日廃止。

遠鉄バス北遠本線を参照。

#### 豊橋瀬戸線
- 瀬戸橋 - 豊橋駅
  - 1964年（昭和39年）7月：運行を開始する。
  - 1972年（昭和47年）4月21日：路線を廃止する。

豊橋鉄道と相互乗入運行を行っていた急行バス「奥はまな湖」号として運行を開始した。1日10往復の運転で、豊橋駅では名鉄列車との接続を取り、奥浜名湖方面への名古屋からのアクセス改善を図った。しかし、利用客数の減少から、廃止されることとなった。

#### 鳳来寺線
- 伊平/田沢 - 本長篠
  - 平成に入ってからの遠鉄の一般路線バスでは唯一、愛知県内に乗り入れていた。
  - 伊平/田沢側では遠鉄バス44渋川線と、本長篠では豊橋鉄道バス（当時）・鳳来町営バス（当時）と接続していた。
  - 2004年2月29日を以って鳳来町（当時）へ移管し町営本長篠吉田線（現:新城市Sバス長篠山吉田線）となる。
  - 移管直前には遠鉄によるさようなら記念式典が行われた。
  - 末期は1日3往復の設定であった。
  - 担当は細江営業所だった。

#### 西じゅんかん
- 浜松駅 - 八幡町（現:遠州病院前） - 元浜町 - 消防本部（現:消防局） - 浜松文芸館 - 鹿谷町 - 広沢一丁目 - 鴨江三丁目中 - 裁判所（現:鴨江坂上） - かじ町 - 浜松駅
  - 浜松市営バス西じゅんかんを引き継いだ路線で、狭隘な道路事情のため当初は専用車が運用されていた（ひまわり号・いすゞの中型路線バスで、専用のカラーリングであった。このひまわり号は医大じゅんかん等他の路線で運用された事もあった）。その後、ひまわり号は泉高丘線の運行開始時に使用されていたバード号と同じ三菱ふそうの中型車に転換されたが、後に通常の車輛も充当されるようになり、オムニバスも充当された。
  - 系統番号は無かったため、方向幕の番号の部分にはひまわりの絵が表示されていた。尚初代ひまわり号はひまわりを図案化したオレンジ色の円、黄色の半円と1/4の円を組み合わせたマークが方向幕の番号の部分に表示されていた。
  - ひまわり号は路線を引き継いだ当時の浜松市長栗原勝が令名したものである。
  - 掛塚さなる台線と共にバスロケーションシステムが遠鉄バスで初めて設置された路線であった。
  - 運行開始当時は日中は10分に1本の運行であったが、廃止直前時は1日3本程度にまで減便されていた。
  - 初代ひまわり号が廃車された際うち1台が民間の個人に譲渡され自家用車として使用した。このことはNHK衛星第2テレビ（BS2）の『熱中時間 忙中"趣味"あり』をはじめ多くのメディアに取り上げられた。
  - 2004年3月31日廃止。
  - 担当は浜松営業所であったが、浜松営業所の廃止後は舘山寺営業所が担当していた。

#### 文丘線
- 7 浜松駅 - 伝馬町 - 市役所前（現:市役所南） - 付属小学校（現:浜松学院大学） - 北部中学 - 大正坂下
  - 浜松市営バス車庫線・住吉線を統合した路線として7住吉じゅんかんとして運行開始。
  - 廃止前には文丘線という路線名であったものの、5三島江之島線と直通運転していた。
  - 2004年（平成16年）3月31日：路線廃止。
  - 担当は浜松南営業所だった。

##### 向宿松島線
- 3 浜松駅 - 北寺島 - 向宿町 - 領家西 - 鉄工団地南 - 大柳 - 下江町 - 松島 - 南営業所
  - 2004年3月31日：大柳 - 南営業所間廃止。浜松駅 - 大柳間は、三島江之島線に引き継がれた。

#### 湖西線
- 清源坂 - 鷲津駅 - 日ノ岡 - 浜名湖瀬戸 - 三ヶ日車庫
  - 2000年(?)に本坂 - 三ヶ日車庫 - 只木が三ケ日町営バス（当時）に引き継がれた。現在は浜松市自主運行バスとして運行している。
  - 2004年（平成16年）3月31日：路線廃止。浜名湖レークサイドプラザ - ぬえしろ - 三ヶ日駅入口 - 三ヶ日車庫は40 気賀三ヶ日線のデマンド運行に引き継がれたが、現在はこの区間は廃止されている。
  - 担当は湖西営業所（当路線廃止の2年後の2006年に廃止）だったが、末期には細江営業所となっていた。

#### 舘山寺気賀線
- 舘山寺営業所 - 浜名湖パルパル - 気賀四ツ角 - 気賀駅前
- 舘山寺営業所 - 浜名湖パルパル - 気賀四ツ角 - 気賀高校前 - 引佐高校前
- 舘山寺営業所 - 浜名湖パルパル - 深萩 - 気賀四ツ角 - 気賀駅前
  - かつては舘山寺奥山線として気賀より先、奥山まで運行していた。これは竜潭寺経由で45奥山線とは若干ルートが異なっていた。なおそのルートは引佐町自主運行バス（当時）に引き継がれ、現在は市町村合併により浜松市自主運行バスとなっている。
  - また、弁天島気賀線(?)として舘山寺営業所より南側、村櫛経由で弁天島温泉まで30舘山寺線と同じルートで運行していた時期も有った。
  - 東名舘山寺バス停に直接連絡する最後の路線だった。
  - 2004年3月31日を以って路線廃止。
  - 2004年4月以降は、引佐高校前発着の通学便として、平日開校日の1日1往復のみ2年の期限付きで残存した。この便は、復路便は15時台であったが午前授業となる日には12時台の運行となっていたが、2006年3月31日には通学輸送も終了。これにより名実共に路線が消滅した。
  - 担当は舘山寺営業所だった。

#### 宮口線
- 浜北区役所〜小松駅〜宮口東〜さくら台病院〜バードピア浜北
  - 大昔は浜松駅から笠井・宮口を経由して山東に至る路線であった。その後、笠井〜宮口〜山東が宮口線となり、昭和50年代前半に小松駅〜宮口駅までが宮口線、宮口駅〜山東間は山東宮口線となった。
  - その後、さくら台病院[注釈 25]・森林公園に乗り入れるようになった。一部の便に宮口駅発着や、さくら台病院発着があったり、全便が浜北西高を経由した時期や、協立十全病院[注釈 26]を経由していた時期がある。
  - 2008年3月31日廃止。担当は浜松東営業所だった。

#### 旭ヶ丘線
- 52 浜松駅 - 伝馬町 - 市役所前 - 市営グランド - 豊隆団地 - 旭ヶ丘 - 三方原営業所 （- 半田山中）
  - 2010年3月31日廃止[注釈 27]。ただし正式ではないが萩丘都田線の53を現在でも旭ヶ丘線と呼ぶことがある。

遠州鉄道三方原営業所#三方原系統（旭ヶ丘線）を参照。

#### 白洲線
- 北庄内小学校→白洲汽船場→蟹田→協和口→舘山寺営業所
- 舘山寺営業所→協和口→蟹田→白洲汽船場→北庄内小学校→和地→神田原→浜商前→浜松駅
  - もともとは、35舘山寺線（白洲経由）として、浜松駅から村櫛を白洲経由で運行していた。
  - 2003年頃に路線が短縮され、朝一便の「湖東団地中央通り経由浜松駅行き」を除き、和地 - 白洲汽船場 - 舘山寺営業所間のみの運行となる。
  - 和地バス停にて舘山寺線と接続していた。
  - 2010年に通学輸送化され、既存の北庄内小学校経由浜松駅行きと、新設する北庄内小学校発白洲経由舘山寺営業所行きの2便のみとなる。
  - 2014年3月31日廃止。担当は舘山寺営業所だった。

#### 磐田市立病院福田線(富士見町系統)
- 33 磐田駅 - 見付 - 富士見町 -磐田市立病院
  - 磐田市立病院開院により、33富士見町系統が誕生。誕生以前は磐田北小学校のスクール便として緑ヶ丘 - 磐田北小間のみ運行されていた。本系統廃止後は再び磐田北小学校のスクール便が運行されている。（北見町 - 磐田北小間）
  - 2014年9月30日廃止。担当は磐田営業所・福田営業所だった。

#### 鮫島線
- 99 磐田駅 - 千手堂 - 鮫島
  - 磐田市鮫島から千手堂を経由して、磐田駅へ行く遠鉄バスの路線のひとつである。
  - 1990年代前半は一色浅名線としてスズキ磐田工場 - 城之崎 - 磐田駅 - 上岡田 - 鮫島 - 福田中学校前 - 福田営業所を結ぶ路線であった。しかし、1994年に鮫島 - 福田中学校前 - 福田営業所間は廃止され、磐田駅で系統が分断されて磐田駅 - 上岡田 - 鮫島のみの鮫島線として運行されるようになったが、1996年に上岡田経由から千手堂経由に変更された。城之崎方面は城之崎線として残っている。
  - 掛塚さなる台線の千手堂を経由しているため90番台だった。1980年代は一色線として40番台だった。一色浅名線当時は20番台だった。
  - 2015年3月31日廃止。担当は福田営業所だった。

#### 掛塚さなる台線(草崎系統)
- 94 浜松駅 - 浜松修学舎入口 - 芳川 - 掛塚 - 駒場 - 草崎中 - 磐田駅
  - 1996年に掛塚さなる台線の系統に編入される以前は、草崎大藤線として運行されていた。草崎系統が掛塚さなる台線に編入されると、草崎大藤線は磐田駅で分離され大藤線となった。磐田市立病院が大藤地区に移転すると、以前の磐田市立病院は福田天竜線にあったため、福田方面からの通院利用者に配慮して、病院移転に合わせて大藤系統と福田系統をつなぎ合わせて磐田市立病院福田線になった。この時、天竜系統は磐田駅止まりとなり、磐田天竜線となった。草崎大藤線の時代は草崎方面の終点であり、長野公民館西バス停の西側に草崎バス停と反転地を有していたが、系統変更で磐田駅発着となり廃止された。2002年10月に城之崎系統とつなぎ合わせ、東新町 - 磐田駅 - 草崎 - 掛塚を結ぶ掛塚城之崎線が誕生したが、2006年10月に磐田駅で分離された。草崎系統が誕生した当初は、とつか系統とともに豊田町駅へ乗り入れる便も存在したが、1998年に豊田町駅へ乗り入れる便は廃止された。
  - 2015年9月30日廃止。担当は福田営業所だった。

#### 中央署医大線
- 57：浜松駅 - 市役所前 - 浜松中央署 - 有玉南 - 医科大学 -  三方原営業所
- 正式には医大じゅんかんの一系統であった。
- 2018年9月28日廃止。担当は三方原営業所だった。

#### 法多線
- 袋井車庫 - 袋井駅 - 清水町（ - 静岡理工科大学） - 法多山
- 袋井車庫 - 袋井駅 - 大門 - 愛野駅
- 袋井車庫 - 袋井駅 - 清水町 - 愛野駅
- 袋井車庫 - 袋井駅 - 清水町 - 理工科大学入口 - 法多山 - 菩提 - 清水町 - 袋井駅 - 袋井車庫
- 青木町 - 法多山 - 菩提 - 菩提西
  - 遠鉄一複雑な路線だった。袋井高校正門・大門への直通便のほか、袋井車庫発着・袋井駅発着が混在していた。
  - 2019年3月31日廃止。担当は磐田営業所だった。

#### 山梨線
- 山梨 - 山名小学校 - 大日橋
  - かつては「掛川山梨線」と称し、掛川駅まで運行していたが、1994年に短縮され通学輸送となり、現在に至る。
  - 開校日のみの運行である。
  - 2006年4月に赤塚橋から大日橋まで延長された。
  - 路線図や営業所別路線図では磐田市立病院福田線に内包した形で表記されていた。
  - 2019年3月31日廃止。担当は磐田営業所だった。

#### 松袋井線
- 23：袋井西小 - 袋井駅 - ニチアス - 松袋井
- 松袋井 - ニチアス - 袋井駅（ - 川井 - パナソニック前）
- 松袋井 - パナソニック前 - 川井 - 袋井駅
  - かつては鎌田松袋井線といわれ、磐田駅 - 鎌田 - 松袋井 - 袋井駅を結んでおり、おもに国鉄（JR）東海道線の南側をほぼ並行していた。もともと磐田 - 袋井の都市間輸送を意識したものではなかったが、それでも1980年代前半にはこの区間を日中、1時間1本の便が結んでいた。だが、路線の中間区間である鎌田 - 松袋井間は、磐田市と袋井市との境の田園地帯で、この区間は1997年に廃止された。
  - 2019年3月31日廃止。担当は磐田営業所だった。末期は全便中型ロングのオムニバスで運行されていた。

#### 労災篠ヶ瀬線
- 85：浜松駅 - 労災病院 - 篠ヶ瀬 - 一言 - かぶと塚公園入口 - 見付 - 磐田営業所
- 85：中ノ町→篠ヶ瀬→労災病院→浜松駅
  - 笠井高台線の75（労災病院経由）や76（労災病院正門経由）が開設される前は労災病院正門を経由していた。さらにその以前は将げん町で曲がらずに労災病院南経由であった。
  - 担当は磐田営業所だった。

#### 城之崎線(東新町・浅羽中学系統)
- 27：磐田駅 - 市民文化会館 - 城之崎 - 東部小 - 東新町 - （浅羽中学）
- 27：磐田駅 - 市民文化会館 - 城之崎 - 鎌田 - 東新町
  - 2019年9月30日に東新町-浅羽中学間が廃止され、翌2020年9月30日にNTN磐田製作所ｰ東新町間が廃止された。
  - 担当は磐田営業所だった。

#### 北遠本線
- 西鹿島駅 - 秋野不矩美術館入口 - 山東 - 月 - 横山車庫 - 瀬尻 - 西渡 - 相月駅前 - 城西駅前 - 水窪町
- 唐沢→横山車庫→月→山東→秋野不矩美術館入口→西鹿島駅→天竜病院→厚生会
  - 2002年にジェイアール東海バスの天竜線を引き継いだ路線。
  - 2019年9月30日廃止。担当は天竜営業所だった。また、1日1往復のみ浜松東営業所も担当していた。
  - 廃止後は、水窪タクシーに移管されている。
  - 唐沢発厚生会行き（もともと瀬尻発だったものを唐沢新設の際に短縮）は、2022年9月30日まで秋葉線に振り替えられたが、そちらも廃止となった。

#### 浜松市自主運行バス阿多古線
- 山東 - 秋野不矩美術館入口 - 西鹿島駅 - （緑恵台上 - ）青谷 - 石神の里 - 懐山入口 - くんま水車の里
  - 2016年3月31日まで、天竜高・大園経由が運行されていた。
  - 2019年9月30日廃止。担当は天竜営業所だった。
  - 廃止後は、遠鉄タクシーに移管され、天竜ふれあいバスに編入された。

#### 伊平線（旧：渋川線）
- 44：浜松駅 - 市役所南 - 浜松北高 - 追分 - 根洗 - 金指 - （井伊谷宮前 - ）伊平 - 田沢 - 渋川儀光
- 44：渋川儀光→田沢→伊平→金指→聖隷三方原病院→追分→浜松北高→市役所南→浜松駅
  - 2019年9月30日に、朝一便の「渋川儀光発浜松駅行き」を除き、全便伊平発着に短縮。翌10月1日に、路線名を伊平線に変更。
  - 2021年3月31日に、朝一便のみ残っていた渋川儀光 - 伊平間廃止。
  - 2022年9月30日全区間廃止。浜松駅 - 井伊谷間は奥山線に引き継がれた。担当は細江営業所だった。

#### 掛塚さなる台線（横須賀系統）
- 97：浜松駅 - 芳川 - 掛塚 - 駒場 - 中川通り - 福田車庫 - 太郎助 - 横須賀
- 97：芳川→岡→中川通り→福田車庫→太郎助→横須賀
  - 2021年3月31日廃止。担当は磐田営業所・浜松南営業所だった。福田営業所があった頃は福田営業所が担当していた。

#### 笠井線（子安系統）
- 70：浜松駅 - 子安 - 宮竹 - 市野 - 上石田 - 恒武 - 笠井上町
  - 2021年9月30日廃止。もともと70で運行されていた、75笠井上町 - 南中瀬 - 西鹿島駅も同時期に廃止された。担当は浜松東営業所だった。笠井高台線時代の名残で、三方原営業所も担当していたほか、西鹿島方面行が70で運行されていた名残で、天竜営業所も担当していたが、労災病院経由への大幅な振替に伴い、末期は浜松東営業所のみで担当していた。

#### 浅田米津線
- 15：浜松駅 - 大厳寺橋 - 法枝住宅 - 卸本町 - （アルラ前 - ）米津 - 米津神社
  - 2006年に、18米津線（浜松駅 - 浅田 - 春日町 - 田尻橋 - 米津神社）と19浅田中田島線（浜松駅 - 浅田 - 法枝住宅 - 田尻橋 - 中田島車庫）を統合した路線。
  - 2021年9月30日廃止。担当は浜松南営業所だった。

#### 浜名線

##### 入出系統
- （浜松駅 - ）新居町駅 - 鷲津駅 - 浜名湖電装 - 入出東 - 正太寺
  - 2014年9月30日廃止。担当は雄踏営業所（当時）だった。
  - 廃止後は、遠鉄タクシーに移管され、湖西入出線となった。

##### 湖西系統
- 10：浜松駅 - 森田 - 高塚 - 馬郡 - 浜田 - 新弁天 - 新居町駅 - 鷲津駅 - 湖西市役所
  - 2021年9月30日廃止。担当は浜松西営業所だった。

#### 掛塚さなる台線（とつか系統）
- 92：浜松駅 - 芳川 - 掛塚 - とつか - 豊田町駅( - 磐田駅)
  - 2022年3月31日廃止。掛塚 - 磐田駅間は磐田市が浜松バスに運行委託する掛塚磐田駅線に引き継がれている（掛塚 - 蟹町間は延伸し、天竜 - 磐田駅間はルート変更を行い、磐田西高などを経由する）。

#### 掛塚さなる台線（千手堂系統）
- 93：浜松駅 - 芳川 - 掛塚 - 駒場 - 千手堂 - 磐田駅
- 93：掛塚 → 千手堂 → 磐田駅(→南高校→加茂川→北高校前)
  - 2022年3月31日廃止。掛塚 - 千手堂 - 磐田駅 - 北高校前間は磐田市が浜松バスに運行委託する掛塚磐田駅線に引き継がれている（掛塚 - 蟹町間延伸）。

#### 蒲線（東高系統）
- 71：浜松駅 - 遠州病院前 - 文化芸術大学 - 西遠学園 - 労災病院 - 丸塚町 - 原島 - 市野上 - 東高校入口 - 大島町 - 笠井上町
  - 2023年9月30日廃止。担当は浜松東営業所だった。

#### その他
- 2004年3月31日
  - 向宿松島線の大柳〜松島〜南営業所間。経路を短縮し、浜松駅〜鉄工団地南間は三島江之島線として運行。（向宿松島線の路線名は消滅。）
  - 磐田市立病院福田線の豊浜郵便局〜横須賀車庫間。
  - 浅田中田島線の西新田経由便。
  - 中田島線の旧道経由（浜松駅〜浜松駅南口[上りのみ]〜砂山町[現在の砂山町通り北と同位置]〜寺島町[後の砂山町通り南]〜竜禅寺町）便。
- 2005年3月31日
  - 笠井高台線。笠井線・高台線へ系統分割。
- 2006年3月31日
  - 浅田中田島線・米津線。浅田米津線へ系統統合。
  - 磐田山の手線。山の手医大線・中ノ町磐田線へ分割・名称変更。
- 2008年3月14日
  - 早出線の2-54市役所経由。末期は平日朝に浜松駅行きが1本あるのみだった。柳通り西バス停が消滅。
- 2010年3月31日
  - 小沢渡線の森田〜法枝町[注釈 28]。16森田経由は全て16-4春日町経由に変更。
- 2011年3月31日
  - 蒲線のさぎの宮駅東〜さぎの宮北間。末期は土日に朝1本浜松駅行きがあるのみだった。
- 2011年9月30日
  - 北遠本線龍山支線。龍山ふれあいバス白倉線Aが代替。
- 2014年9月30日
  - 蒲線の発達医療センター〜笠井上町を取りやめ。なお4/1からは延長運行の下りのみとなっていた。その後2014年9月30日に発達医療センターへの乗り入れ便は全便廃止となる。
  - 浜名線の入出系統（新居町駅-鷲津駅-浜名湖電装-正太寺）の浜名湖電装-正太寺間。遠鉄タクシーへ移管。
- 2015年3月31日
  - 磐田市立病院福田線の二階家〜神増原間。
  - 渋川線の渋川 - 渋川温泉間。
- 2015年9月30日
  - 舘山寺線の浜名湖ガーデンパーク - 新弁天間および31浜松駅発伊佐見小学校経由舘山寺営業所行、32舘山寺営業所発深萩経由浜松駅行。
- 2017年4月1日
  - 秋葉線の下すがり入口～下すがり間と横川～おいだいら間。
  - 浅田米津線の中田島車庫～米津神社間。
  - 浜北医大三方原聖隷線の南中瀬～なゆた浜北・浜北区役所間と啓陽高校スクール便の西鹿島駅～小松駅間。
  - 大平台線の佐鳴湖西岸北～大平台3丁目東間。
- 2019年9月30日

  - 北遠本線 - 秋葉線系統に変更となった朝の唐沢発便を除き、浜松市自主運行バス（水窪タクシー委託）に転換。
  - 阿多古線 (浜松市自主運行バス) - 西鹿島駅〜山東間を廃止。残りの区間も遠鉄タクシーへ委託先変更となり、運行形態もデマンド運行となった。
  - 磐田市立病院福田線の山梨～大久保東原間。
  - 城之崎線の東新町〜浅羽中学間。
  - 中ノ町磐田線の磐田営業所〜袋井土木・袋井車庫間。
- 2020年9月30日
  - 大久保線の田端住宅〜山崎間(下りのみ)。
  - 遠州浜蜆塚線のイオン浜松西店入口〜佐鳴台団地間。
  - 城之崎線の西貝塚北〜東新町間。
  - 舘山寺線、志都呂宇布見線、山の手医大線、気賀三ヶ日線のウィークエンドライナー。
- 2021年3月31日
  - 掛塚さなる台線の福田車庫〜横須賀間。
  - 伊平線の渋川儀光〜伊平間。
- 2021年9月30日
  - 大久保線の山崎発神久呂中学校経由浜松駅行き。
  - 浜名線の舞阪東〜湖西市役所間。
  - 志都呂宇布見線の湖南荘経由。
  - 中田島線の中田島車庫〜恵学園間。
  - 笠井線の宮竹〜子安間、笠井上町〜西鹿島駅間。
- 2022年3月31日
  - 掛塚さなる台線の92金洗〜磐田駅間、93小島〜磐田駅(〜北高校前)間。
- 2022年9月30日
  - 伊平線の44井伊谷〜伊平間。（井伊谷宮も含む）
  - 秋葉線の唐沢〜光が丘中学校間。
  - 浜名線の湖南荘バス停のみ。
  - モーニングダイレクト『大平台1丁目→医療センター→浜松駅寄らず→西遠学園』
  - モーニングダイレクト『山崎→入野→医療センター→市役所南→浜松駅』
- 2023年9月30日
  - 71蒲線東高系統の71市野上〜大島町間。（浜松東高校も含む）
  - 2早出線さぎの宮系統の小池南〜さぎの宮入口間。(小池・小池北・小池東のみ)
  - モーニングダイレクト『奥山→根上り松』
- 2025年3月21日
- 91鶴見富塚じゅんかんの「いきいきプラザ天竜川」バス停のみ
- 53萩丘都田線の「半田山中」バス停のみ。（半田山中発浜松駅行きは、三方原営業所発へ振り替え）

### 臨時路線
- 初詣号（各地区→浜松駅→労災・篠ヶ瀬経由→法多山）・・・2007年正月[36]の運行を以って袋井駅⇔法多山のシャトルを代替として廃止[37]。

## 定期観光

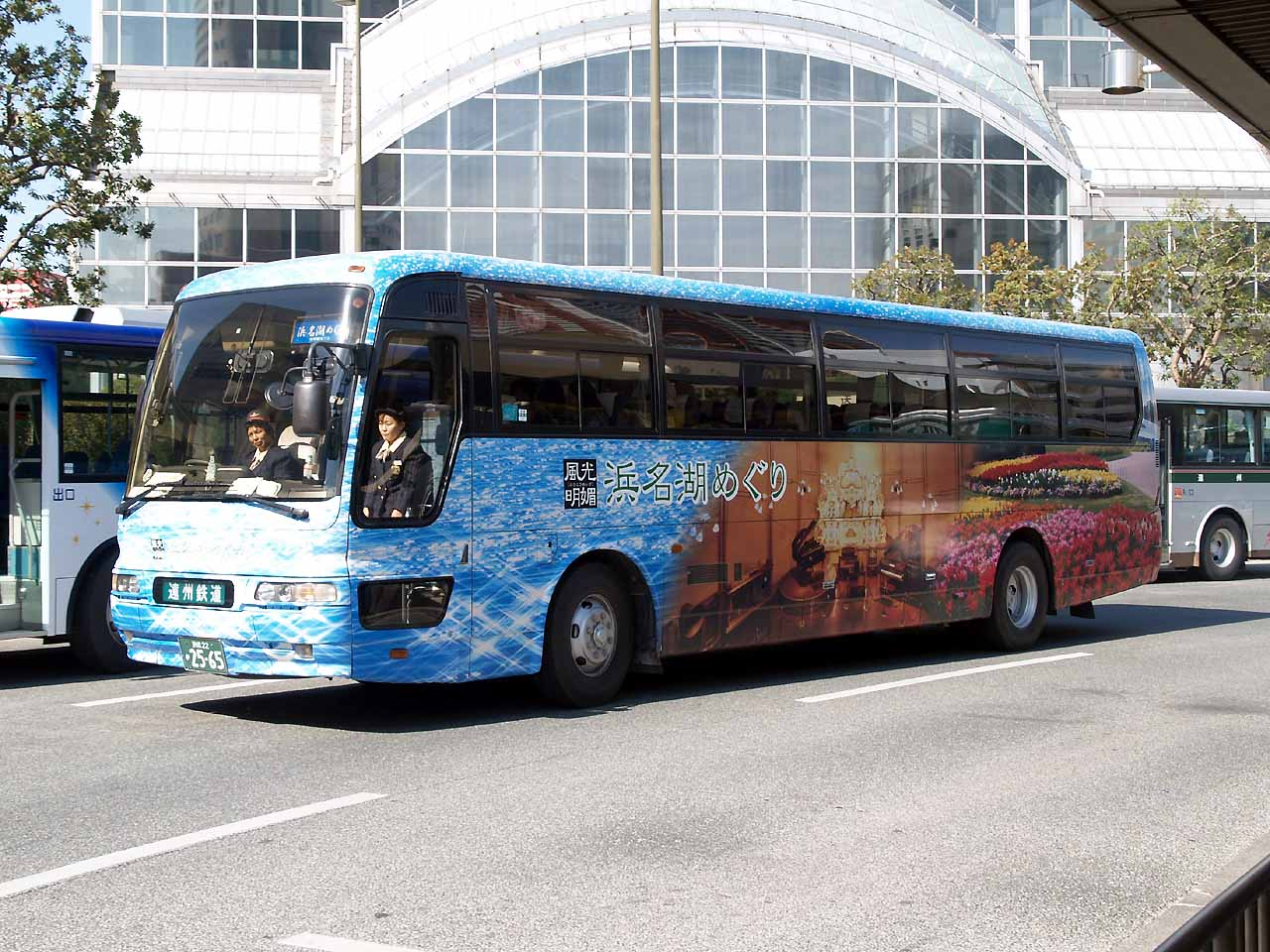
浜名湖めぐり専用車両

以前は定期観光バスとして舘山寺営業所が催行する浜名湖めぐりが存在した。
遠州鉄道ではバンビツアーなどの愛称でツアーバス事業を展開する(遠鉄観光を参照)が、それとは別物である。又、ツアーバスなどは遠鉄百貨店南側の乗り場(路線バスでは「浜松駅西」バス停として通勤通学便の発着が有る)を使用するが、定期観光は浜松駅バスターミナル発着であった。
なお、舘山寺営業所はツアーバスを含めた貸切事業はごく一部を除いて手掛けておらず、バスツアーに類するものとしては専ら定期観光のみの催行していた。

## 乗車券等
遠鉄バスでは、硬券は発行していない。また、e-wing・e-LineRや一部の臨時シャトルバスを除き乗車券も発行していない。
下記の他、提携店での買い物により発行されるお買物ETカードやお帰りきっぷがある。

### クレジットカードのタッチ決済乗車
- 2025年2月より、タッチ決済対応のクレジットカードでの乗車が可能となった。対応のカード会社は、VISA、JCB、American Express、Diners Club、Discover、銀聯カードとなっている。MasterCardは同年6月11日より対応。

### 団体乗車券
15名以上の場合に利用できる。

### 乗車カード
遠鉄の乗車カードは電車・バスに共通して利用できる。
過去にはICカードEG1CARDも利用できた。
- ETカード - 磁気式プリペイドカード。2006年5月末で販売終了。
- ナイスパス - 非接触ICカード方式。

### 回数券
かつては金額式の回数券も販売されていたが、高速バスなど一部を除き、ETカードに代替され現在は販売していない。ただし、静岡県下のバス会社が静岡県の支援を受けそれぞれ販売するゼロの日回数券のみ一般路線用として例外的に販売している。
- 学割回数券 - e-LineR浜松横浜線にて利用可能。12,000円で4枚綴り。
- ゼロの日回数券[注釈 31] - 現在も販売している[17]。毎月10・20・30日の「カーナイデー[注釈 32]」にのみ通用するが、定期観光および座席を指定するバスには使用できない。バーコード式ではない。1,000円で100円券13枚綴り。

### 一日乗車券など
前売りも実施している。
- 遠鉄ぶらりきっぷ - 遠州鉄道（バス・電車）全線が利用できる。
- HAMANAKO RAIL PASS - 3日間有効。e-wingの片道区間、遠鉄バス・遠鉄電車・天浜線の全線、浜名湖遊覧船が利用できる。

#### 販売終了
- ワイドフリー乗車券 - 遠州鉄道（バス・電車）全線が利用できる。
- 遠州路フリー乗車券 - ワイドフリー乗車券の廉価版。バスに関しては若干のエリア制限がある。
- 浜名湖ぐるっとパス - 「HAMANAKO RAIL PASS」の1日版。鉄道線などは利用区間の制限があった。

## 車両
遠鉄バスでは、超低床車の愛称として「オムニバス」と命名し、車体にも表記している。以下、本節でも遠鉄バスの保有する超低床ノンステップバスに関しては「オムニバス」と表記する。

### 概説

#### 路線車
※各営業所により配置の多少が有るが、そちらについては各営業所の記事も参照のこと。
遠鉄バスの仕様はハイバックシートで、カーテン付き、背もたれの降車ボタンなど、詳細は後述するが他社にはない特徴的な組み合わせの仕様で導入している。
メーカーは、多い順に三菱ふそう・日野・いすゞの3社のバスを導入している。因みに、昭和末期までは営業所毎にメーカーが決まっていて、磐田営業所、天竜営業所、湖西営業所【当時】、袋井営業所【当時】、浜北営業所【当時】、浜松南営業所【当時】は日野のみ、細江営業所、三方原営業所、福田営業所【当時】、竜洋営業所【当時】、浜松営業所【当時】、富塚営業所【当時】はいすゞのみであった。尚、福田営業所は途中でいすゞから日野に変更された。(三ヶ日営業所【当時】や中遠観光営業所は貸切の営業所である為、元々路線車は所有していなかった。)
その中で三菱ふそうは当時は少数派であり、導入していたのは舘山寺営業所と雄踏営業所のみであった。昭和62年に舘山寺営業所と雄踏営業所以外の営業所として初めて三方原営業所に三菱ふそう車が導入され、これ以降細江営業所や浜松南営業所【当時】等、元来三菱ふそう車が全く導入されていなかった他の営業所にも三菱ふそう車の導入が増えていった。その代わりにいすゞの導入が減り、いすゞが少数派となっていった。なお、昭和末期には日産ディーゼル（現:UDトラックス）製のバスが試験的に導入されたが、その後導入されることなく現在は廃車されている。MD92エンジンを搭載したエアロスターPKG-MP35U系は導入されていない。過去には磐田市自主運行バス専用車に唯一日産ディーゼル製富士重工ボディのRNワンステップが在籍していた。また、西日本車体工業ボディの車両は一切導入されていない。
遠鉄では、1990年代中盤より基本的に大型車・コムニバス（中型ロングの超低床バス）のみを導入し、コムニバスは閑散路線を中心に運用している。中型ツーステップバスは、かつては遠鉄閑散路線を中心に運用し浜松駅にもしばしば顔を出していたが、現在では一部の自主運行バスに専属で充当されている車両がほとんどであり、一般路線での運用は天竜地区や磐田地区の一部で見られるのみである。なお、2008年に廃止された宮口線や2010年に廃止された白洲線の和地⇔舘山寺営業所区間便は、中型ツーステップのみの運用であった。また、かつて1990年前後に存在していた3 三島浅田中田島線も一時期中型ツーステップのみで運用されていた。一方、中型ワンステップバスは導入当初より秋葉線や自主運行バスを中心に運用されている。ちなみに、中型ワンステップバスが専属で運用される路線はかつて専属だったメローバスを除き、全て路面の都合上超低床バスが入ることの出来ない路線である。
社内では、全長11m以上の車両を「特大車」、10.61m以上11m未満は「大型車」、9.01m以上10.6m未満を「中型車」、9m未満の車両は「小型車」として分類している。
ワンマン化の過程では、1970年頃に前中引戸や前後扉という配置の車両も試験的に導入されたことがあるが、1981年の新車からは中扉4枚折戸を採用し、さらに車内はハイバックシート・横引きカーテン装備など、全般的にグレードは高くなっている。しかし、後部の行先表示器については交通バリアフリー法施行により義務付けられるまでは装備されていなかった。また、交通バリアフリー法施行後の2001年以降の納入車は全車両がLED式行先表示器であるため、後部表示器がついている車両は現在でもLED式行先表示器の車両のみで、回転式方向幕の車両に関しては現在でも後部方向幕は設置されていない。なお、オムニバスは2004年の途中まで基本的にグライドドアを採用していた。2004年の途中からは1980年以来の全車輛中扉がスライドドアでの納入となっている。
また、1998年度以降に導入されたすべての車両にアイドリングストップ装置が装備されている。なお、遠州鉄道では同装置の装備有無に関わらずアイドリングストップを実施しており、アイドリングストップ中は全ての車輛で車内に音楽が流れる。音楽については#アイドリングストップ中の音楽を参照。
このほか、「く・る・る」や「小林駅日赤病院線」の専用車として日野・ポンチョを導入しているほか、天竜営業所には廃止代替路線用として日産・キャラバンが1台在籍している。
遠鉄では車齢15年をめどに売却・廃車しているが、新車の導入状況等により前後する。
- 1997年までは日野製大型車を富士重工製車体で導入していたことが特徴であったが、日野製オムニバスが導入され始めた1998年に富士重工が日野車の架装から撤退したこともあり、オムニバスは日野純正車体のみの導入となっている。中型車は、1980年代までは富士重工製車体のみ導入されたが1990年代初頭には純正車体で導入された。なお大型車は日野純正小松車体の車両の廃車が進む一方で富士重工車が延命によりまだ残存している他、純正ジェイ・バス宇都宮（旧いすゞバス製造）製車両の導入が進んでいる。
- いすゞ製大型ツーステップ車は純正車体(川重車体)で納入され、ツーステップ車末期のアイドリングストップ車(KC-LV380N)のみ富士重工製車体で納入された。廃車が進行し2016年秋に、細江営業所に在籍していた最後の2台、2688号車と2750号車が廃車され、いすゞ製大型ツーステップ車両は全廃された。超低床バス・ワンステップバスは純正車体である。
- 三菱ふそう製大型車のうち、ツーステップはエアロスター（2代目）KC-MP317Mを除き当時の三菱自動車工業名古屋製作所大江工場製（MMC）ボディで導入。エアロスター（2代目）や全てのオムニバス（2代目エアロスター・エアロミディMK）、ワンステップバス（2代目エアロスター）はMMCボディの設定がないため、MBM→MFBMボディ。なお、ふそう車は富士重工ボディは存在しない。

1997年後半、特に1998年より新車はオムニバスに統一されている。2005年5月14日現在の台数は179台となっていた他、2002年3月31日現在の台数は99台にのぼり、これは当時日本の民営バス事業者では最大の超低床ノンステップバス保有率となっていた。なお、オムニバス導入当初、実験的に全便超低床オムニバス化した51泉高丘線は、この効果により10%利用者が増加した。
2002年には三菱ふそうよりディーゼル・電気式ハイブリッドバス（エアロスターHEV）の貸与を受け、遠鉄にて長期実用試験を行っていたが、この車両については中扉は引き戸となっている（市販バージョンの2台も同様）。
ワンステップバスは基本的に導入されていなかったが、2005年度に自主運行バスを含む一部路線の専用車として中型車が3台初めて導入された。そして標準尺超低床ノンステップ車では輸送力が不足する場合があるため2008年に大型長尺車が初めて導入されて以後は大型長尺ワンステップが毎年数台ずつ導入されているが依然として少数派である。超低床バスが主流だった為ワンステップバスでは乗降時の転倒事故が多発した。そのため現在では出入口付近にステップがある旨の注意書きがあるほか、乗務員のアナウンスによる周知が行われ、ジェイバス製大型ワンステップ車には前扉ステップにLEDステップライトが取り付けられている。これは全国的にも珍しい仕様である。なお三菱ふそう車には取り付けられていない。
遠鉄では、毎年15〜25台程度新車が導入されている。例えば、1998年には2785〜2815号車・12号車の計25台のオムニバスが導入された。1999年は、27号車〜78号車の22台が導入された。ただし、2008年・2009年は不況の影響もあり、2008年は7台、2009年は1台のみの導入である。なお、1998年導入の12号車と1999年導入の71号車を除く1998年度〜1999年度の全ての新車および1997年度導入の2783号車（現在の2004号車、2015年廃車）1台は三菱ふそうエアロスター（2代目）のKC-MP747Mであり、12号車と2000年度の新車の3割は日野ブルーリボンのKC-HU2PPCEである。2000年度は147号車・148号車以外全て上記2型式なので、日野レインボーも導入されるようになった2001年度以降と比べ、エアロスターの割合が多い。そのためエアロスターKC-MP系オムニバスが最大勢力を誇っている。なお、147号車は日野レインボーのKL-HR1JNEE、148号車は同じく三菱ふそうエアロスター（2代目）であるがマイナーチェンジされたKL-MP37JMである。なお、147号車の車種も、148号車の型式も、それぞれこの1台を除いて全てLED式行先表示器を装備している。
この他、三菱ふそうエアロスター（2代目）に関して、KC-MP系とKL-MP系で外観の差が無い事が特筆できる。また、内装にも殆ど差異は認められない。通常、KC-MP系では中扉にグライドスライドドアまたは扉下部にも窓のついたスライドドアを、KL-MP系では中扉に扉下部には窓の無いスライドドアを採用しているため容易に判断できるが、遠鉄ではKL-MP系もグライドスライドドアで導入している。また、KL-MP系ではオプションとなり取り付けない事業者が増えた補助ブレーキランプ・補助ウィンカーランプについても標準装備のKC-MP系と同様に取り付けられているためこの点での判別も出来ない。判別方法は、エンジン音や駐車ブレーキ（KL-MP系ではホイールパーク式となった）の他、外観ではKL-MP系は方向幕がLEDになっていることである。ただし、方向幕のLED化は年式の差異によるものであり、KL-MP系である148号車は2000年導入のため回転式方向幕となっている。
ちなみに、PJ-MP系は前述の通り中扉がスライドドアになったこと、補助ブレーキランプ・補助ウィンカーランプが消滅したこと、降車ボタンの形状・音色が変わったこと、内装が異なることなどで容易に区別できる。
サスペンションは、昭和30年代にエアサスツーステップ車が遠鉄エアサスバスの愛称で導入されたが、その後のツーステップ車は全てリーフサスペンション、オムニバス・ワンステップバスは全てエアサスペンションで導入されている。
一方で東日本大震災や台風被害の影響を受け1997年式のKC-MP317M（エアロスター（2代目）ツーステップ）の2732号車が2012年から2013年にかけて災害対策車に改造され、白ナンバーの1号車となった。この車両はEMVと名付けられ、通常時は教習車として使用される他、催事輸送の際には当車両にて運行管理を行っている。
なお、浜松市営バスの事業廃止時に譲渡された3台(廃車済)、浜松市から受託の三ヶ日地区自主運行バス「三ヶ日オレンジふれあいバス」の日野リエッセサンプルカー1台を除き、中古車は一切導入されていない。
この他、オレンジ急行やモーニングダイレクト用に三菱ふそう・エアロバスが在籍している。
装備・仕様等は#仕様を参照。

オムニバス
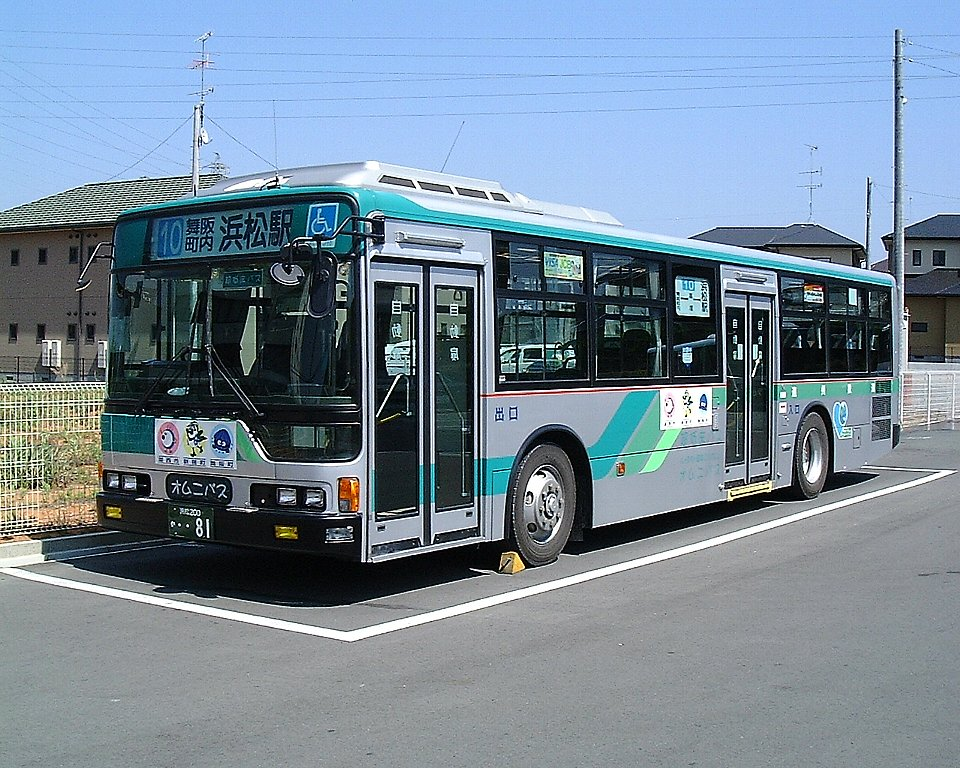
エアロスター
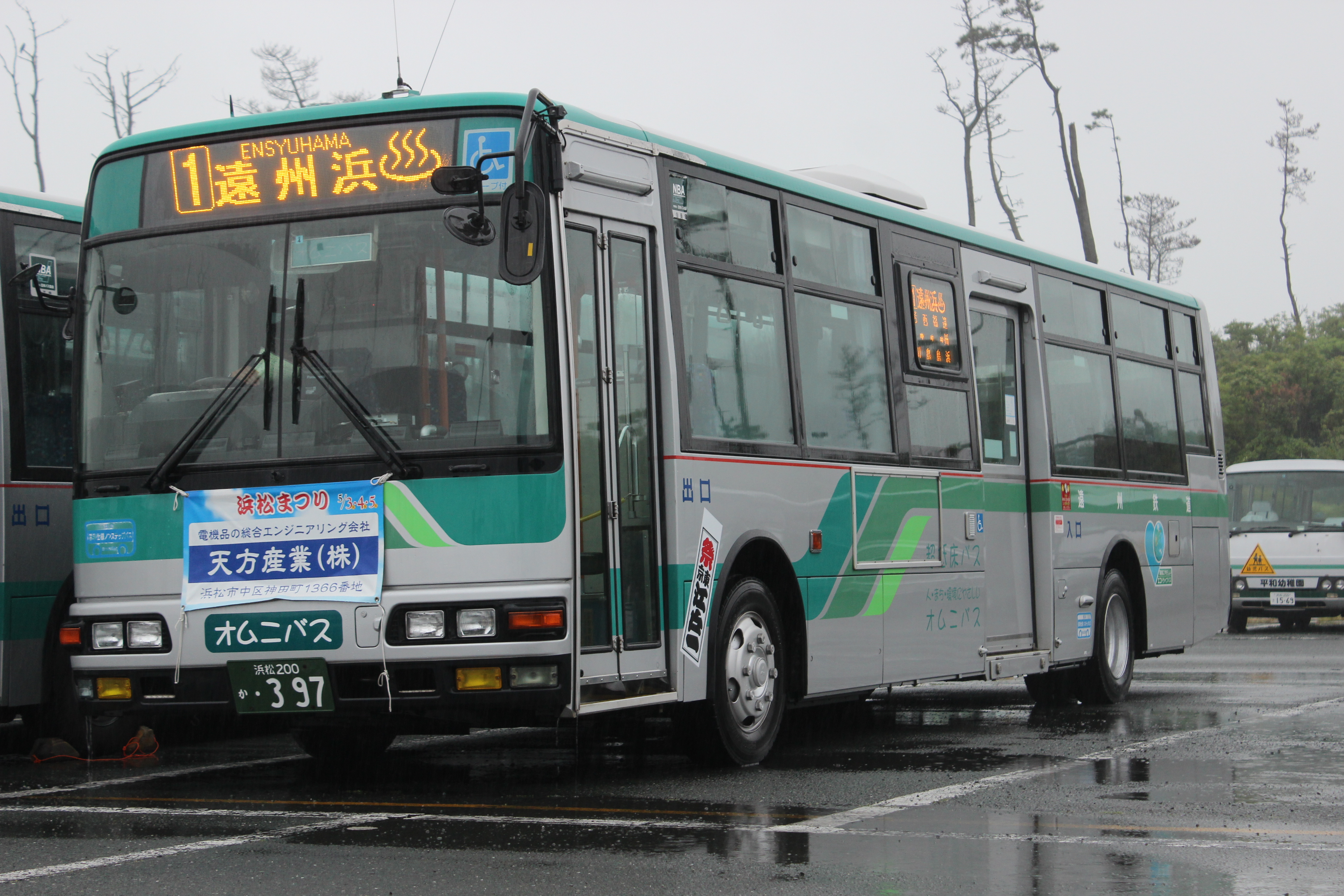
エアロミディ
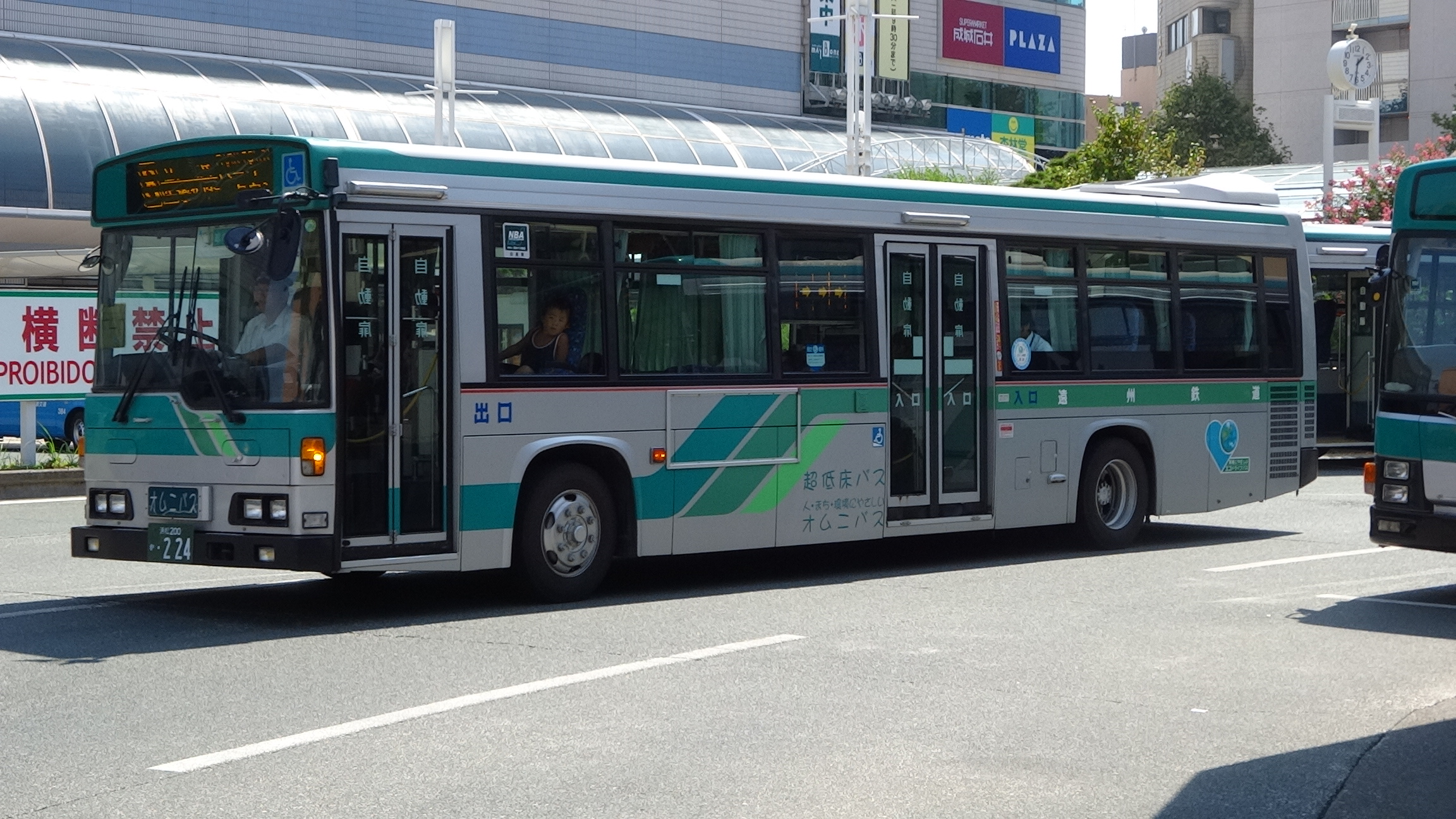
レインボーHR
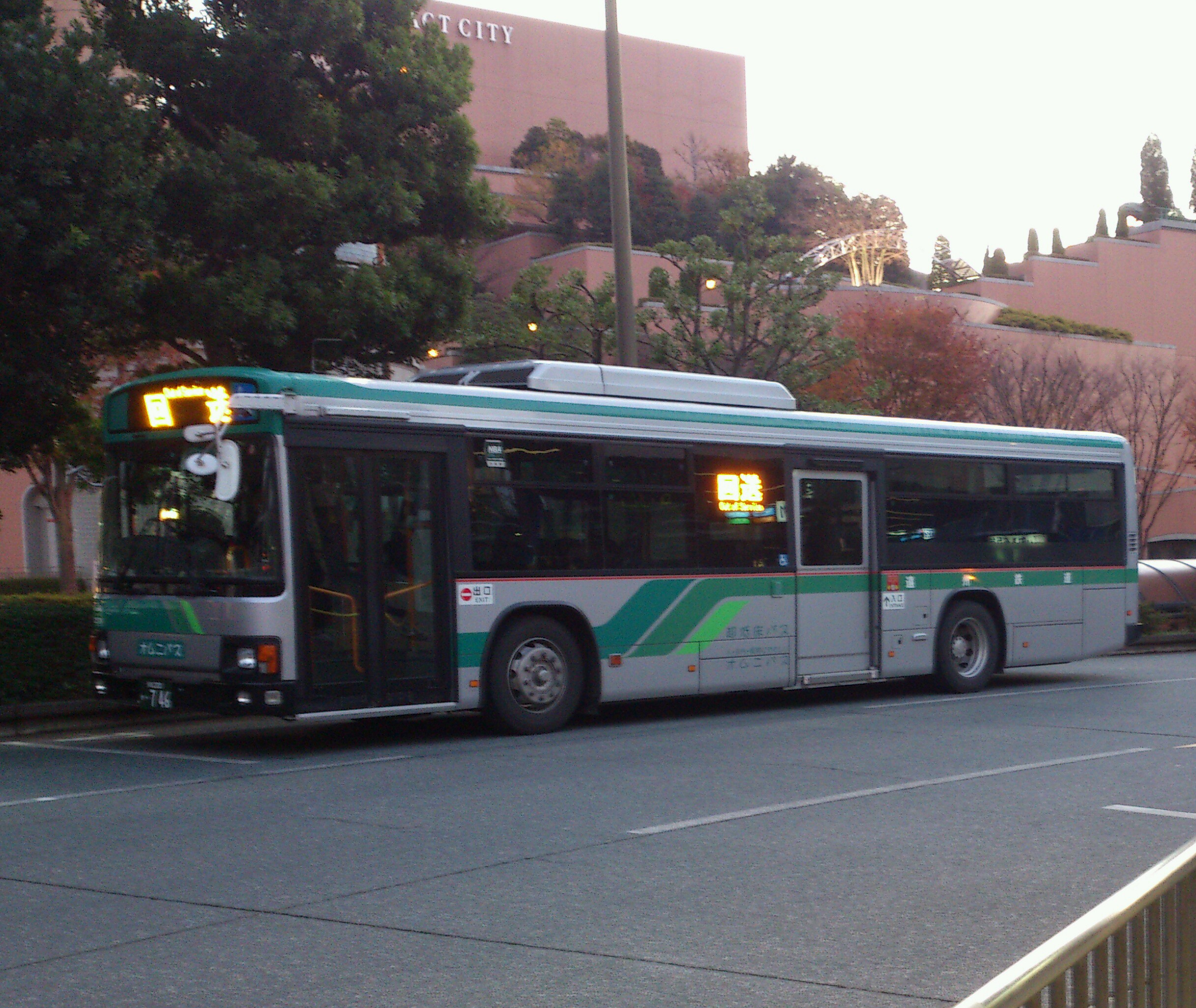
ブルーリボンⅡ

非オムニバス
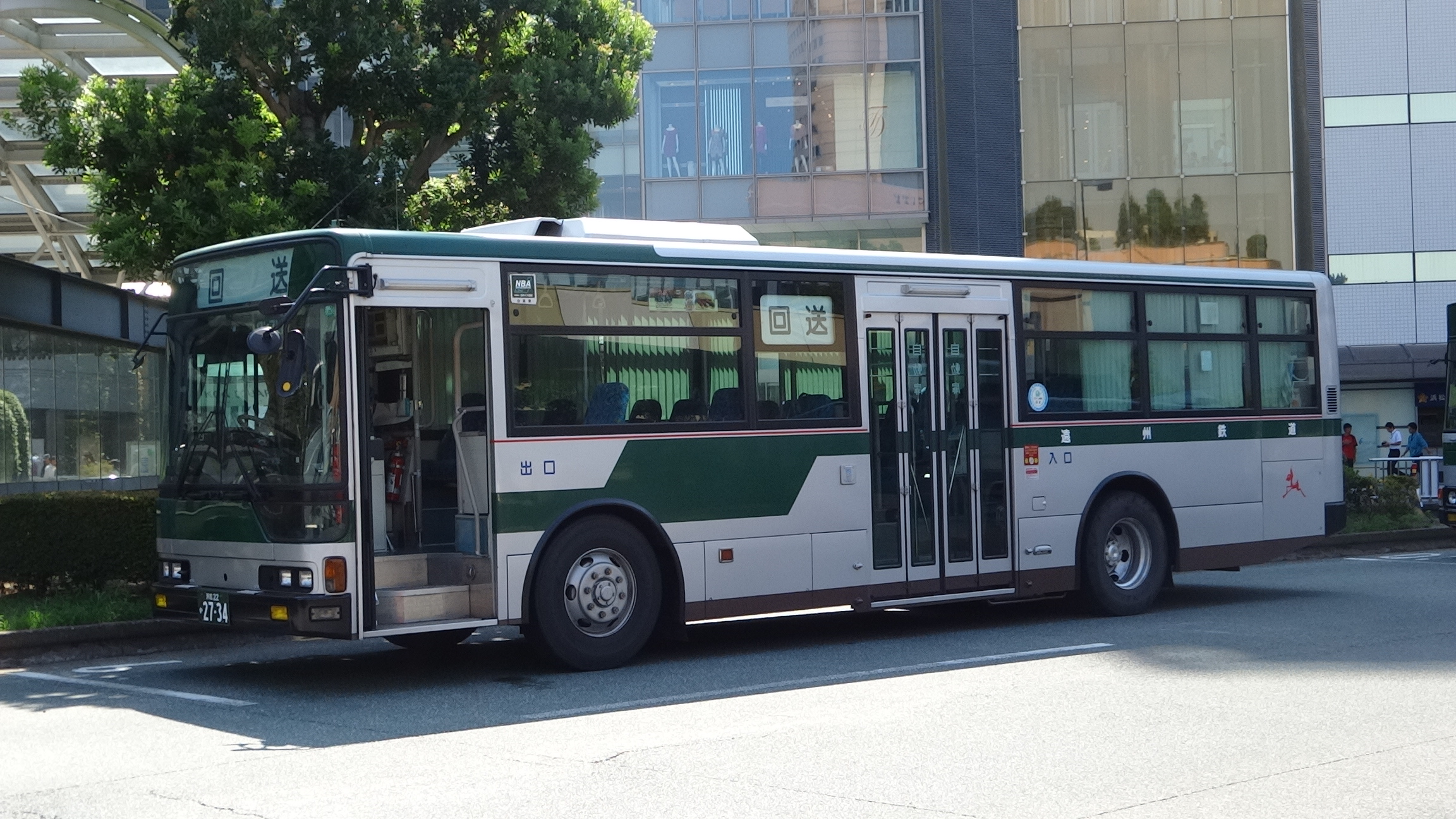
ニューエアロスターツーステップ
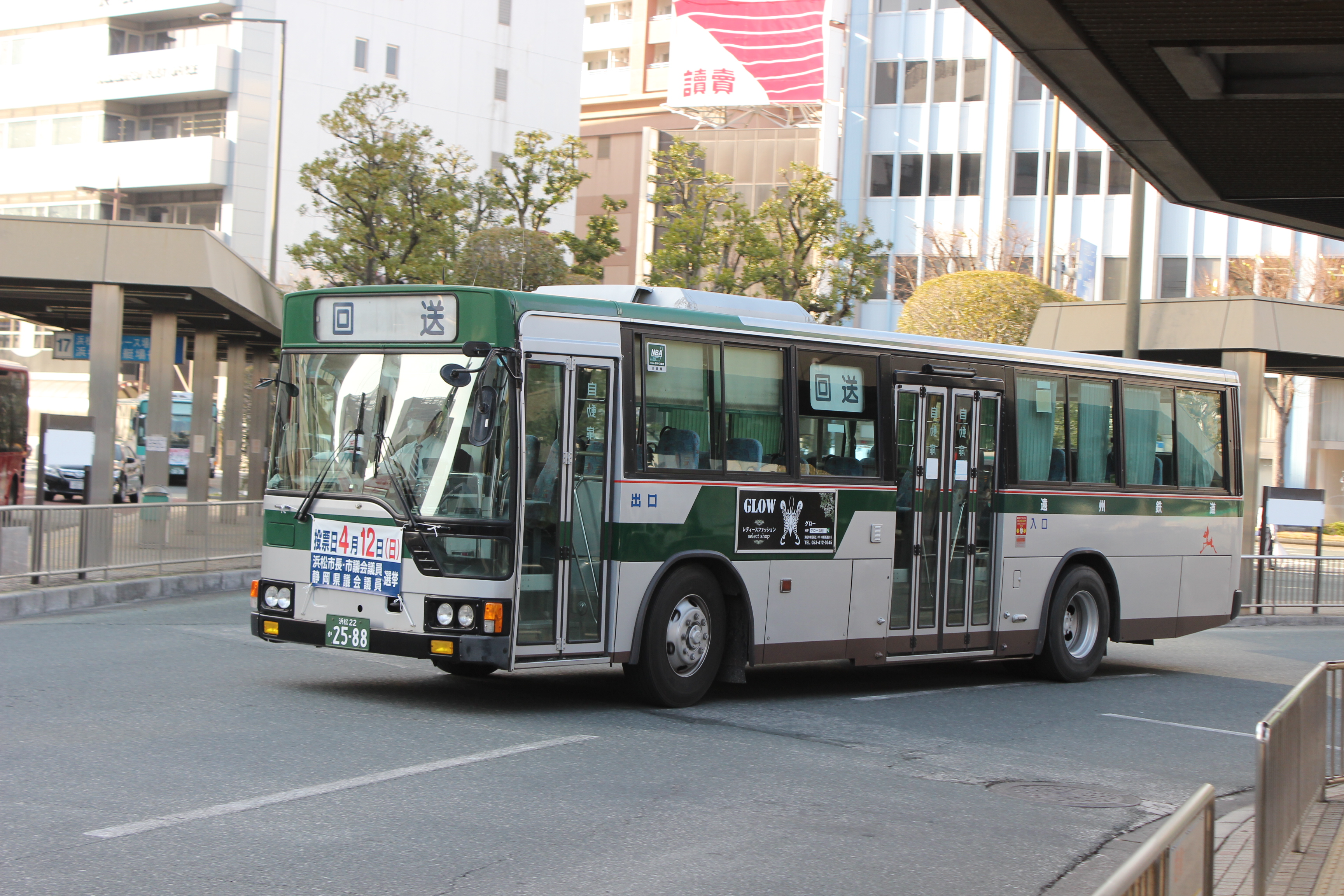
エアロスターM
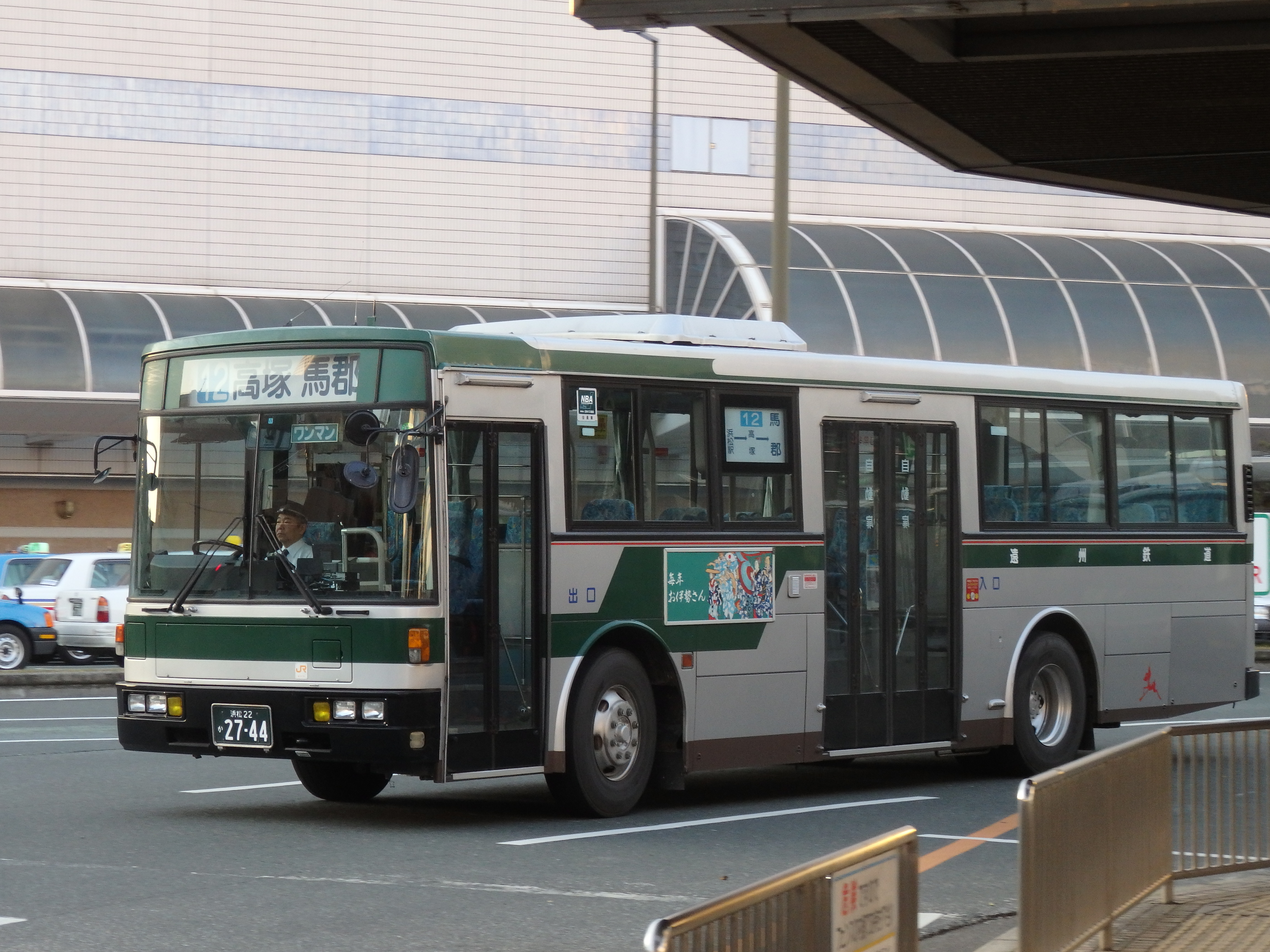
日野＋富士重
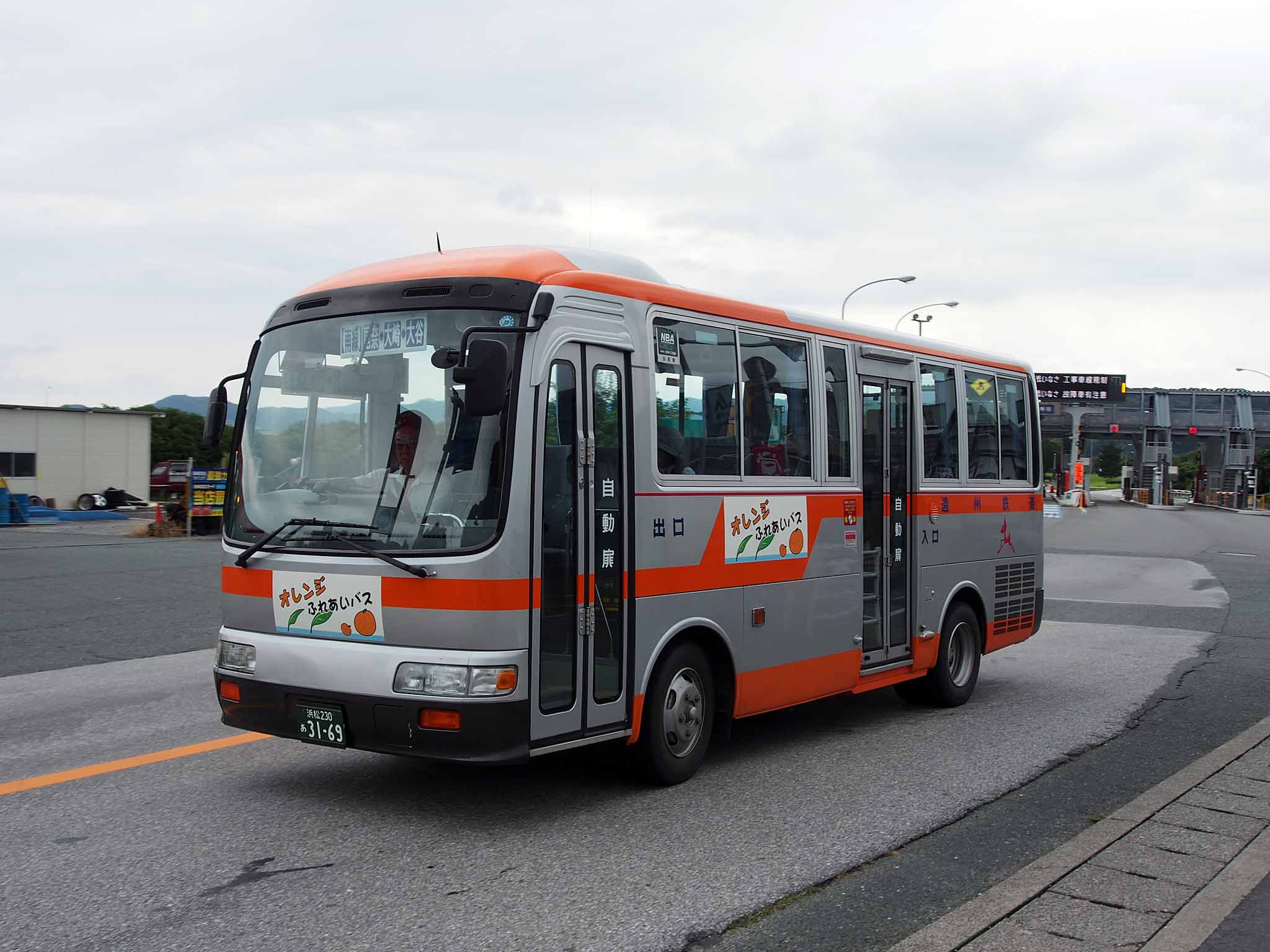
三ヶ日オレンジふれあいバス用のリエッセ

#### e-wing・e-LineR用車両
e-wing・e-LineR用高速車はほとんどが三菱ふそう車であるが、e-LineR用にはいすゞガーラも在籍する。当初は貸切用途から転用した車両が多くを占めていたが、e-wing車は新造車が多数導入されており、現在ではこちらが大多数を占める。e-LineRにも順次新造車が導入されている。
オレンジ急行や一般路線の一部便に高速車が充当されることがある。
全車4列シートで、貸切転用車は補助席を装備し、新造車は装備しない。なお正席が満席の場合でも補助席は通常使用されない。また通常はチケット方式であるため使用されないが、IC処理機付整理券発券器とIC処理機付運賃箱を装備する。
なお、続行便や予備車として一般路線用のエアロバスや一部の貸切車が充当されることもあり、e-wingには日野・セレガが充当されることもまれにある。
e-wing車にはトイレは装備されていない。e-LineR車も当初は装備されていなかったが、のちに設置改造が行われている。なお新造車には当初から装備されている。e-LineRに関しては化粧室付車両試験運行の際に日野・セレガが使用された実績がある。詳細は横浜イーライナーを参照。
詳細はe-wing#車両・e-LineR#車両を参照。

### 過去の車両
過去には、貸切バスとの兼用を考慮した「乗貸兼用車」も存在し、貸切車と同様のフロントグリルが異彩を放っていた。かつて運行されていた高速バス東名浜松静岡線には、三菱ふそうエアロバスが使用されていた。この他、東名浜松静岡線には、観光バス用シャーシに路線バス用車体を架装した高速・路線兼用車が1台在籍していた。

浜松市交通部の事業廃止時に、遠鉄バスに譲渡された車両4台(1258、1259、1260、1261号車)が存在した。これらの譲受車は、いずれもいすゞK-CJM470で、当時の遠鉄バスの自社発注車が標準尺車・中扉4枚折戸・側窓は引き違い窓（メトロ窓）・クロス張り床という仕様であったのに対し、短尺車・中扉引き戸・側窓は2段窓・木の床という相違点があった。1996年までに全廃されている。
また、浜松市循環まちバス「く・る・る」用には当初はオムニノーバ・マルチライダーが導入されていた。
ノンステップバス黎明期には日野・いすゞのフルノンステップバスを導入していたが、構造が複雑な上、トルコンAT搭載のために燃費が悪く、他のオムニバスよりも先に全廃となっている。
2002年にはシリーズ式ハイブリッド機構を採用したエアロスターHEVを導入。2012年まで各路線で活躍した。

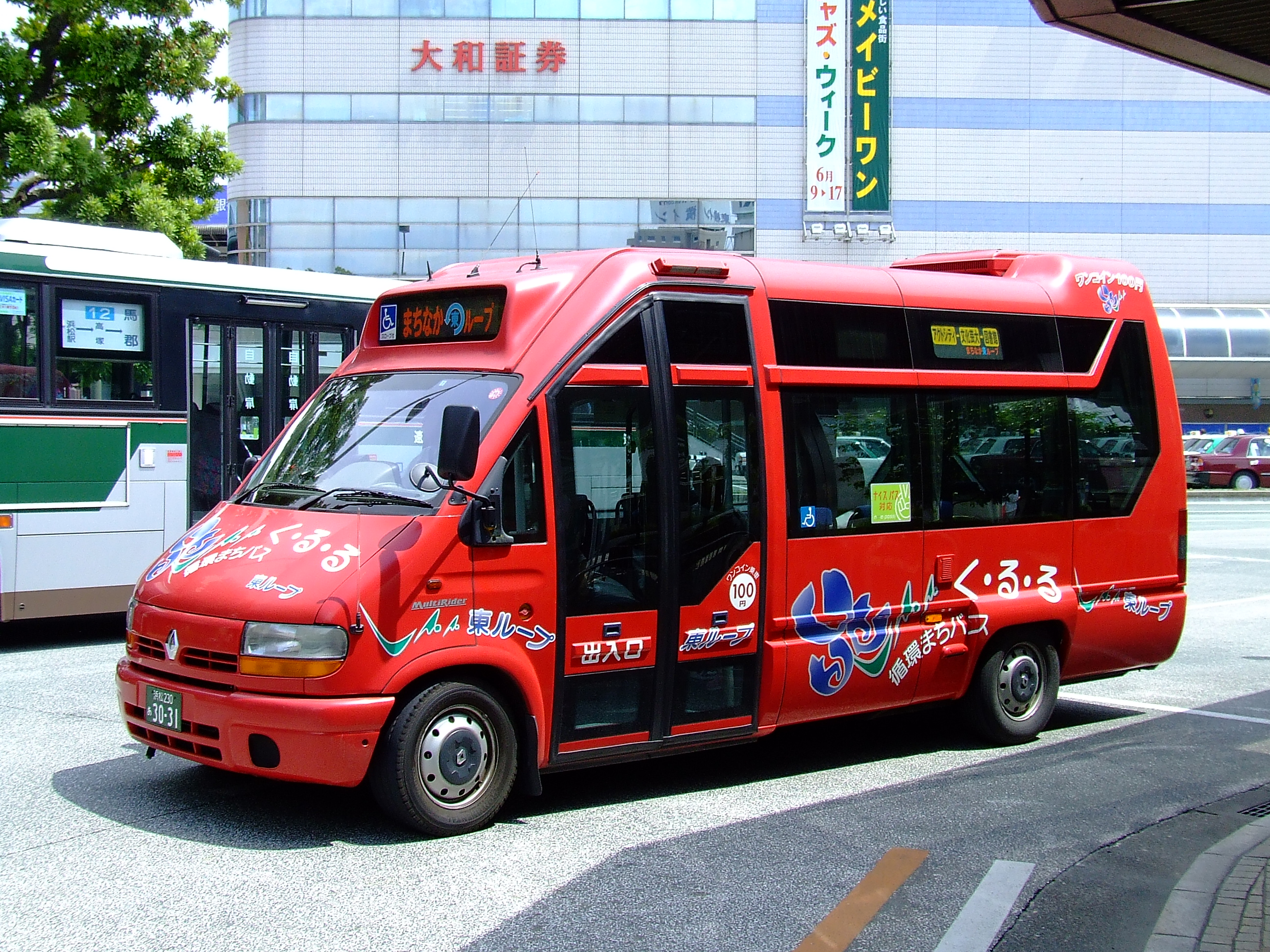
まちなかループ用のオムニノーバ
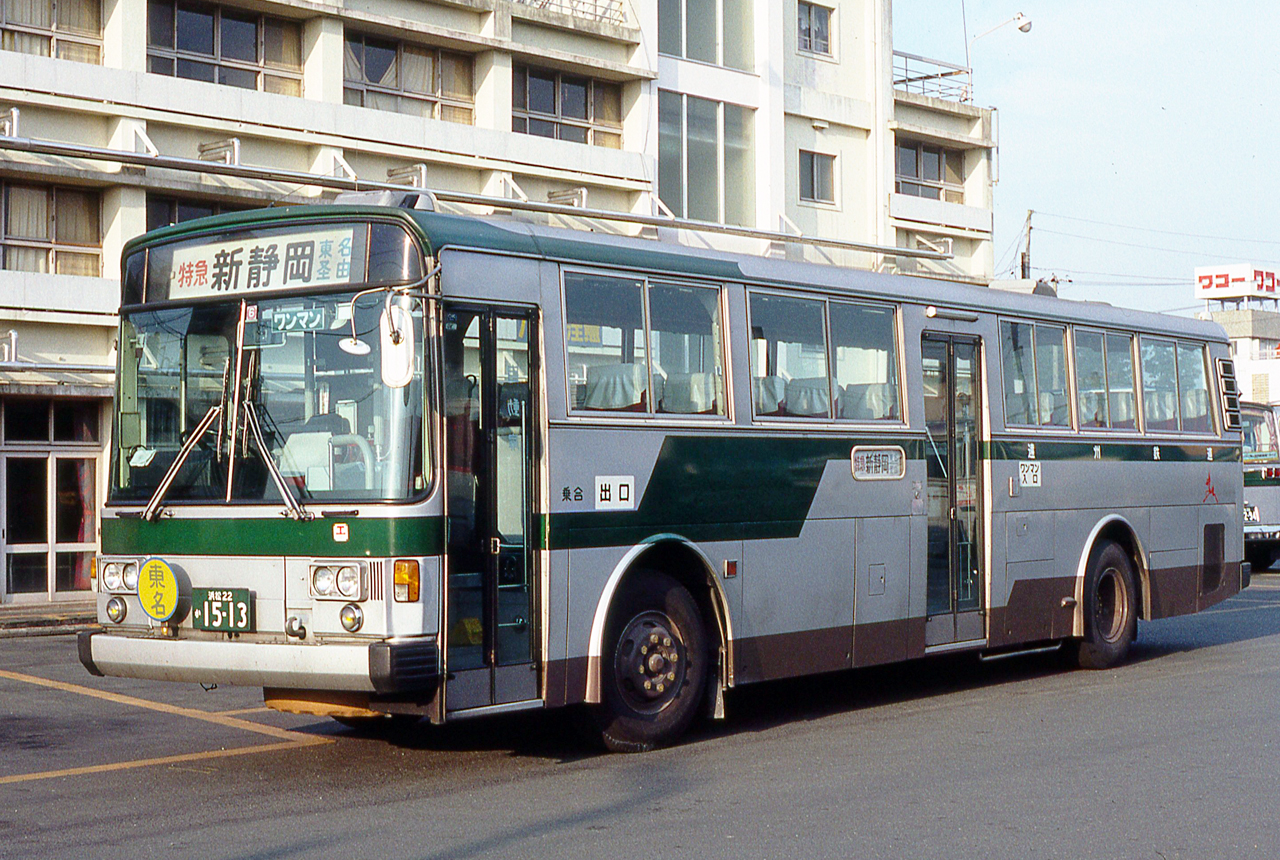
1台のみ在籍した日野RU637A高速・路線兼用車（富士重5Eボディ）
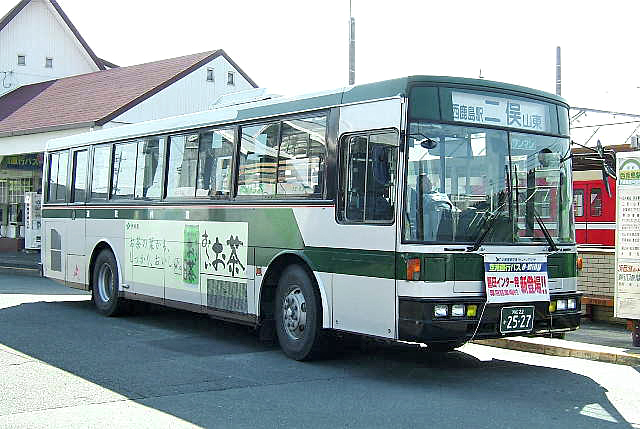
U-規制の日野＋富士重ボディ
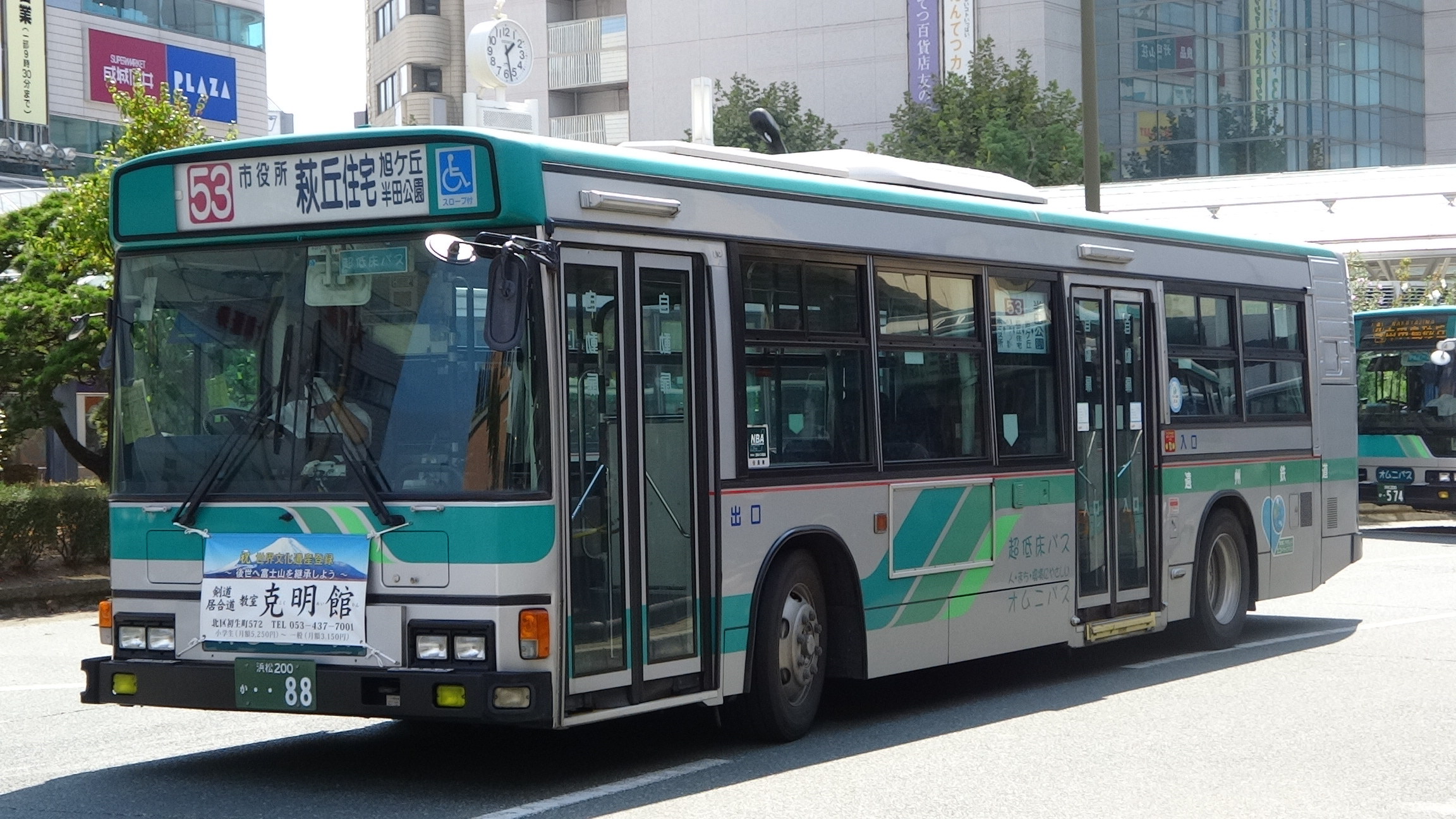
ブルーリボンノンステップ
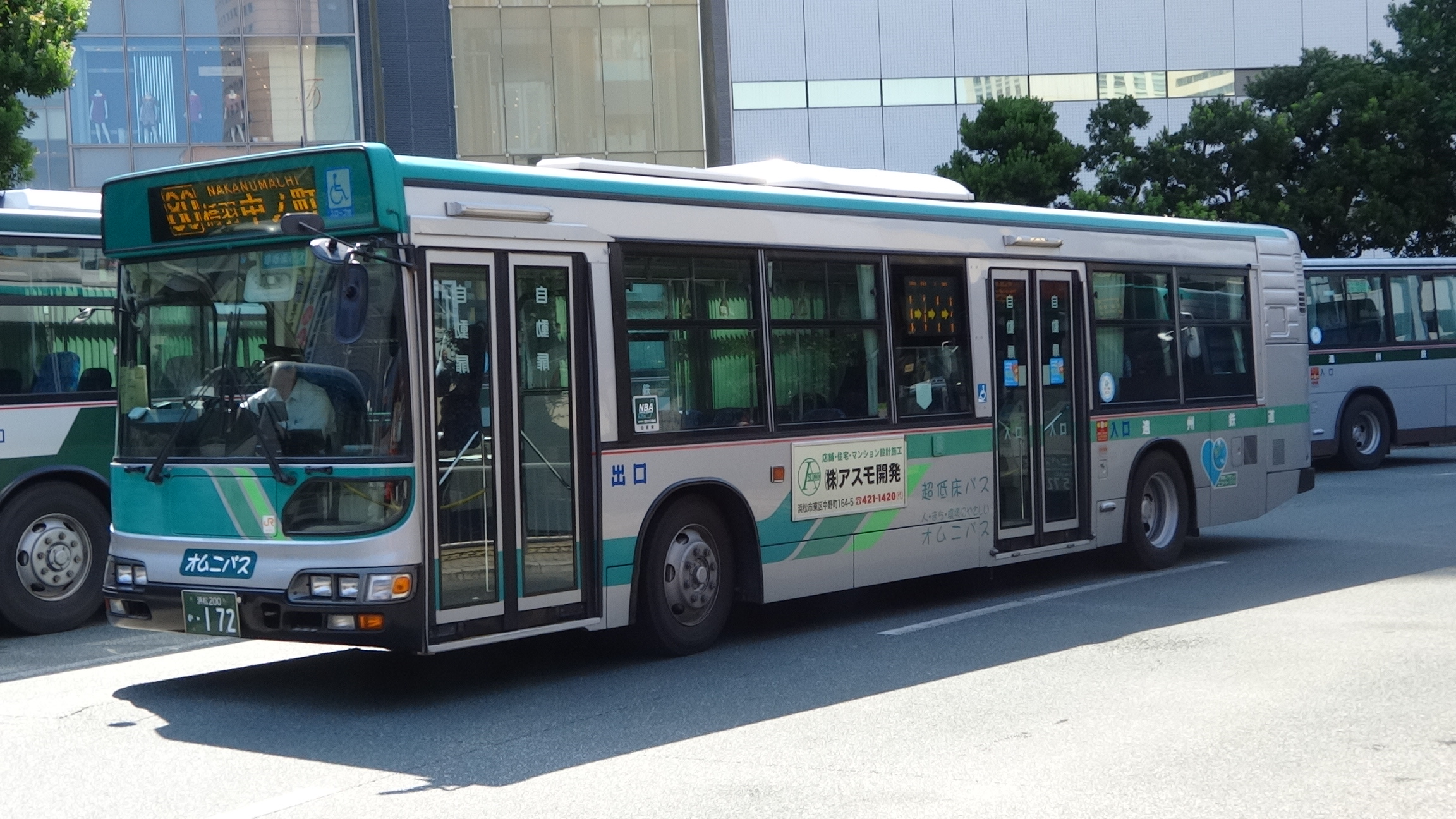
ブルーリボンシティノンステップ
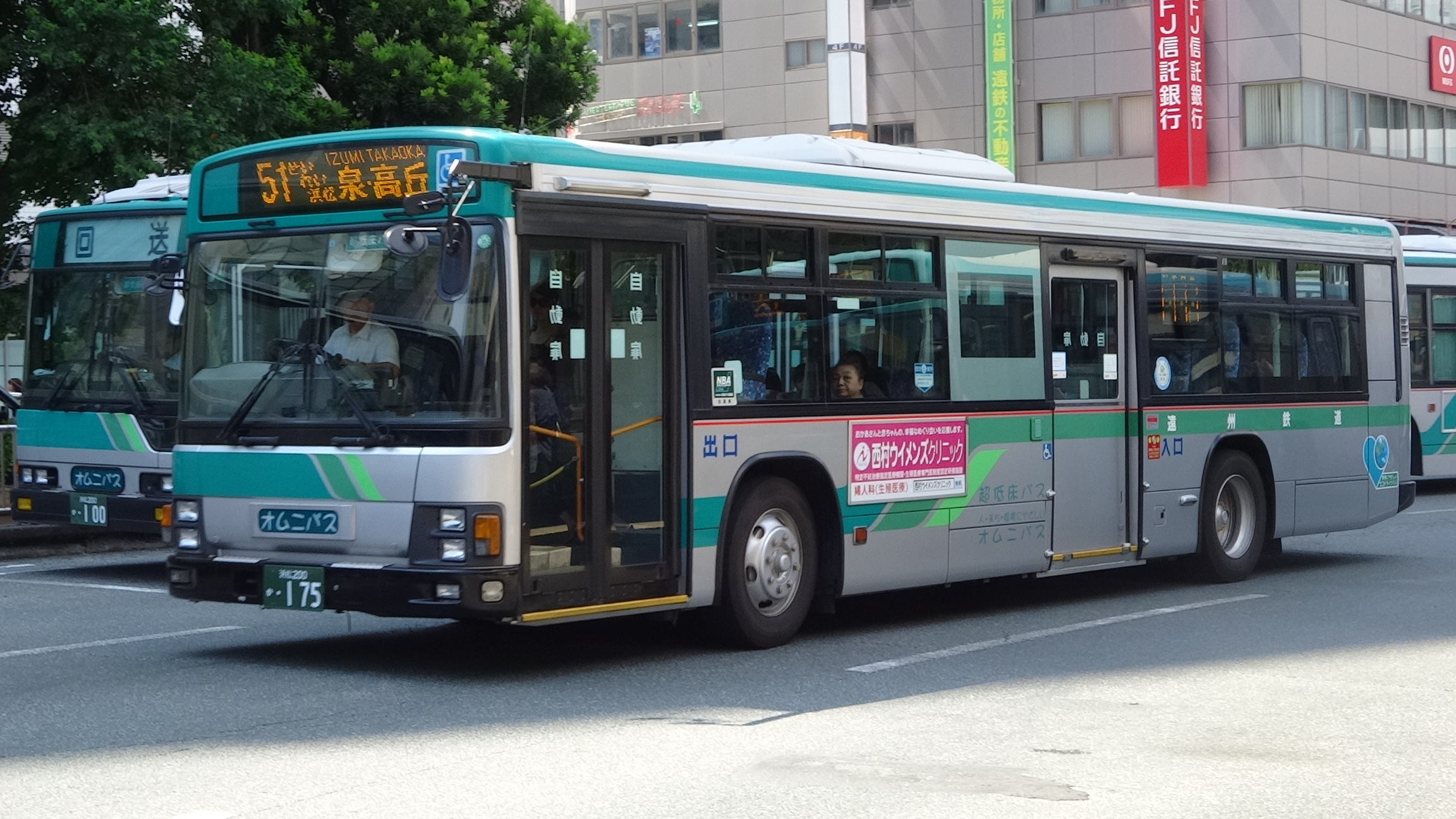
エルガtype-B
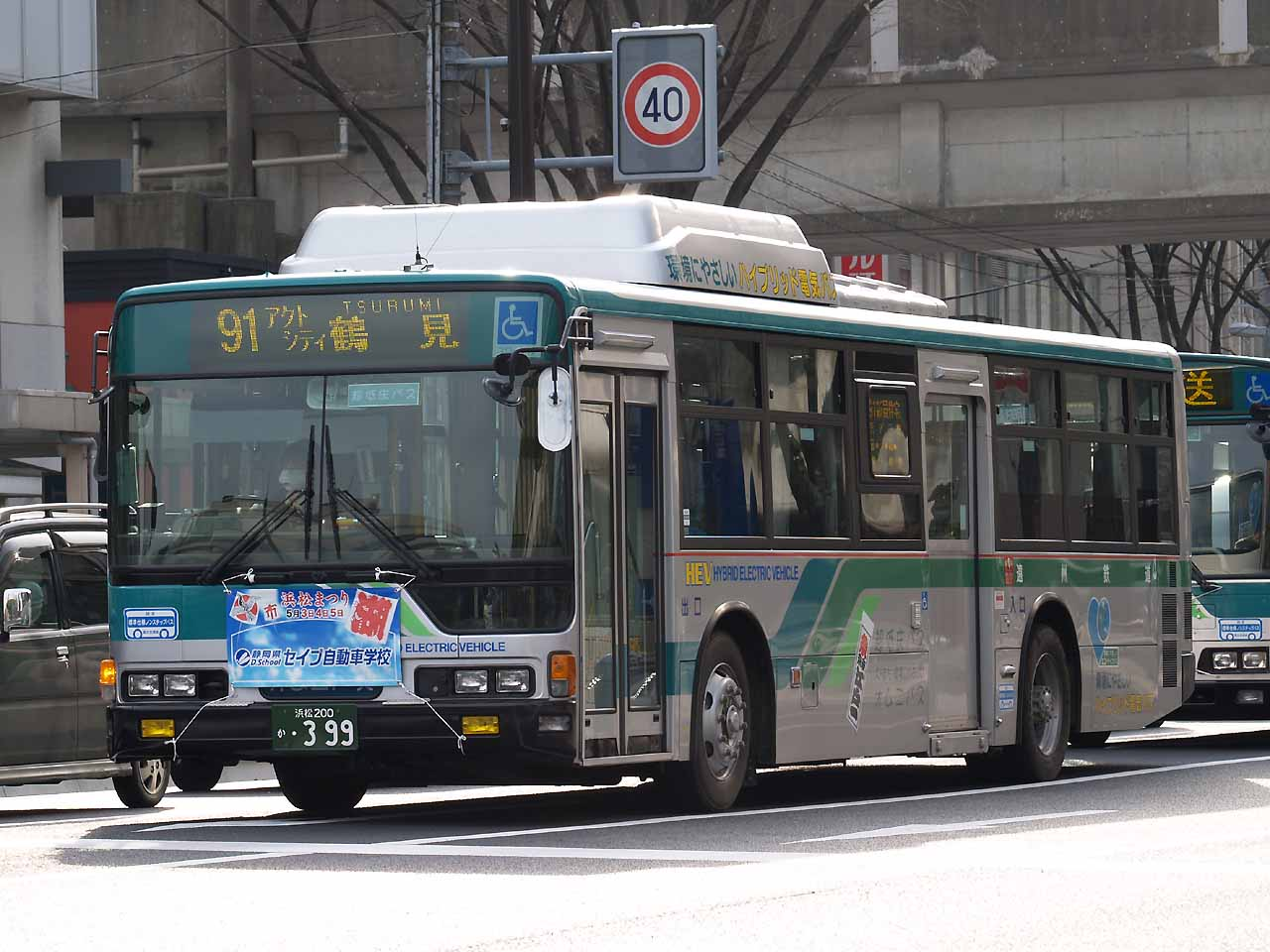
エアロスターHEV

### 廃車車両の譲渡

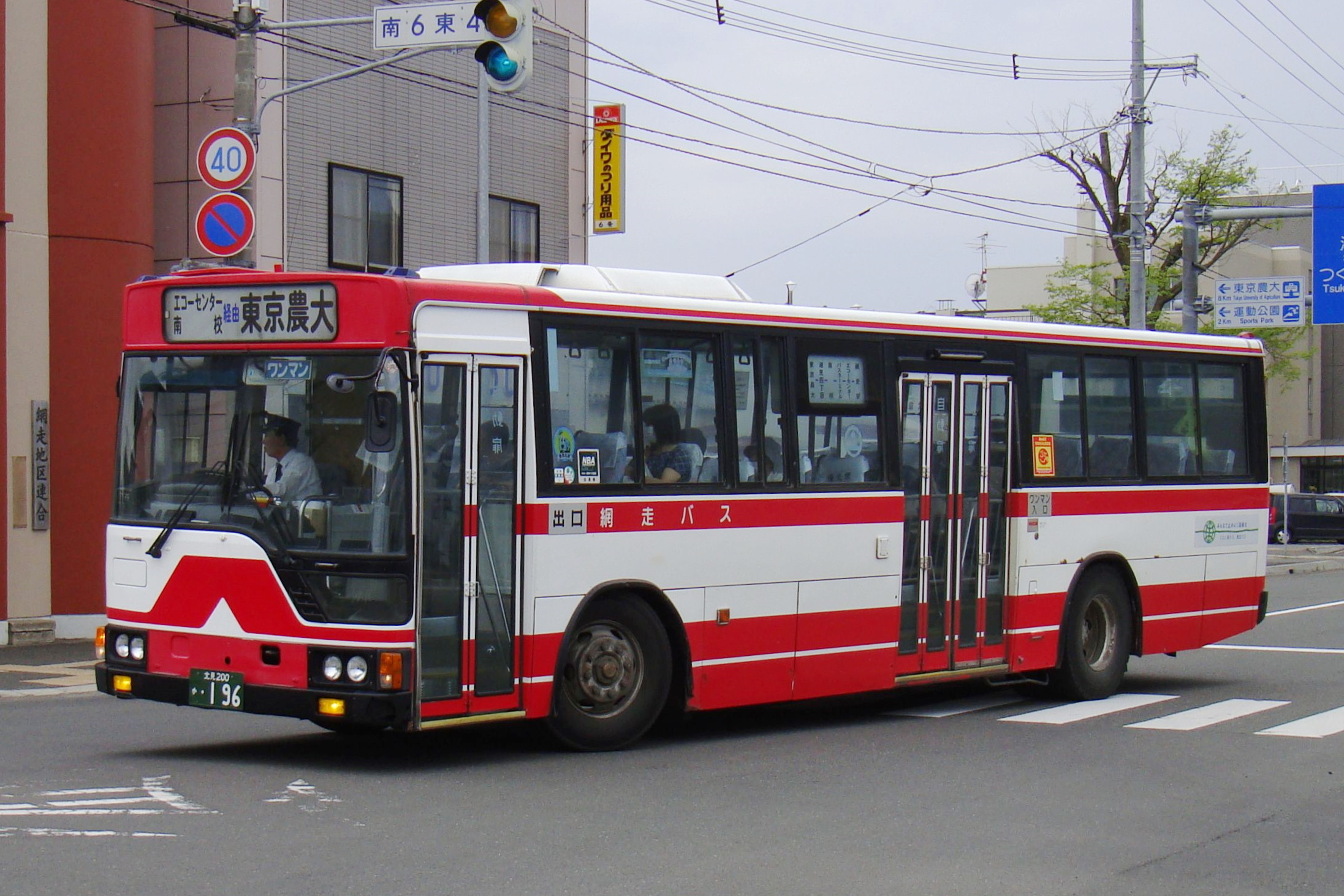
網走バスで活躍する中古車

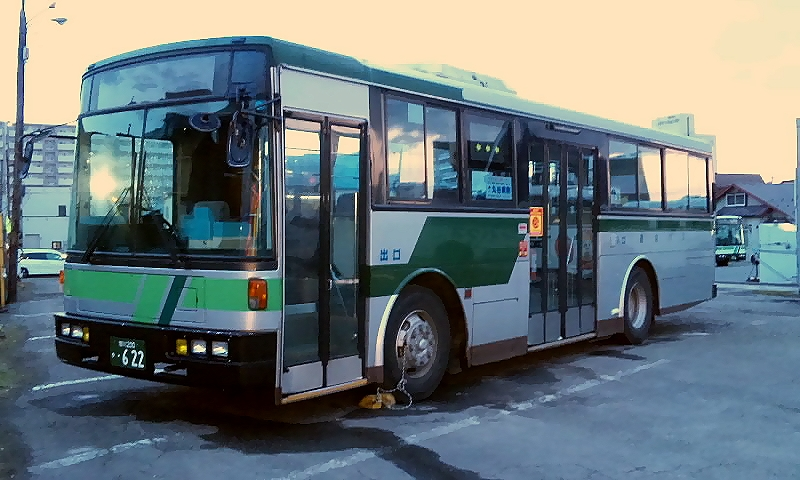
道北バスで活躍する中古車。側面の塗装はそのままで走っている

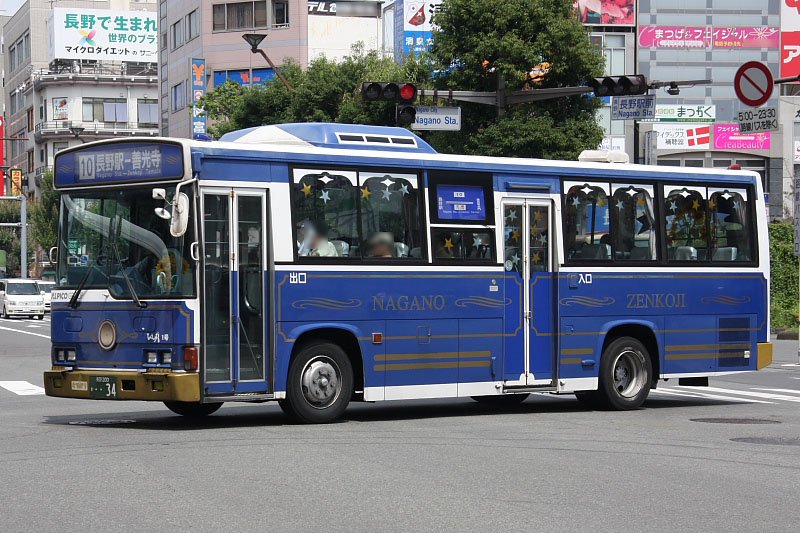
川中島バスで善光寺線専用車として活躍する中古車

遠鉄バスは地方の事業者としては珍しく車両のライフサイクルが短いことでも知られていて、同社で退役した車両は全国の地方事業者に譲渡されている。浜松市がオムニバスタウンに指定され、超低床ノンステップバスの導入が推進された1997年以降より増加している。
主な譲渡先は、網走バス・道北バス・道南バス・下北交通・岩手県交通・宮城交通・南越後観光バス・北越後観光バス（旧・越後柏崎観光バス）・椎名観光バス・日立電鉄交通サービス・茨城交通・群馬バス・諏訪バス・川中島バス・エスラインギフ・広島電鉄・芸陽バス・熊本バス・琉球バス交通・沖縄バスなどである。
また、一部の車両はミャンマーなど海外へも輸出されているほか、
大型二種免許用の教習車に改造され、自動車教習所に導入された車両もある。

### 車番
車両番号については、登録番号をそのまま使用している。例えば、「浜松22か22-22」（三方原営業所に在籍していた三菱ふそうエアロスター長尺車U-MP218P。初期のETカードにもデザインされていた）であれば、2222号車となる。登録番号重複の恐れがある場合は、希望ナンバー取得により対処している。2009年現在、4桁のナンバーは2004号車と3000番台、およびく・る・る用の5000番台を除き「浜松22か」、2〜3桁ナンバーの車輛は「浜松200か」（希望ナンバー車は「浜松230あ」）である。2004号車は「浜松22か27-83」が改番したもので、「浜松230あ20-04」になっている。同じく3000番台も2桁ナンバーから改番したため「浜松230あ」である。く・る・る用車輛は導入時より「浜松230あ50-xx」で連番にしている。

### 仕様
ここでは路線車の仕様を中心に述べる。

#### 塗装
ツーステップ車

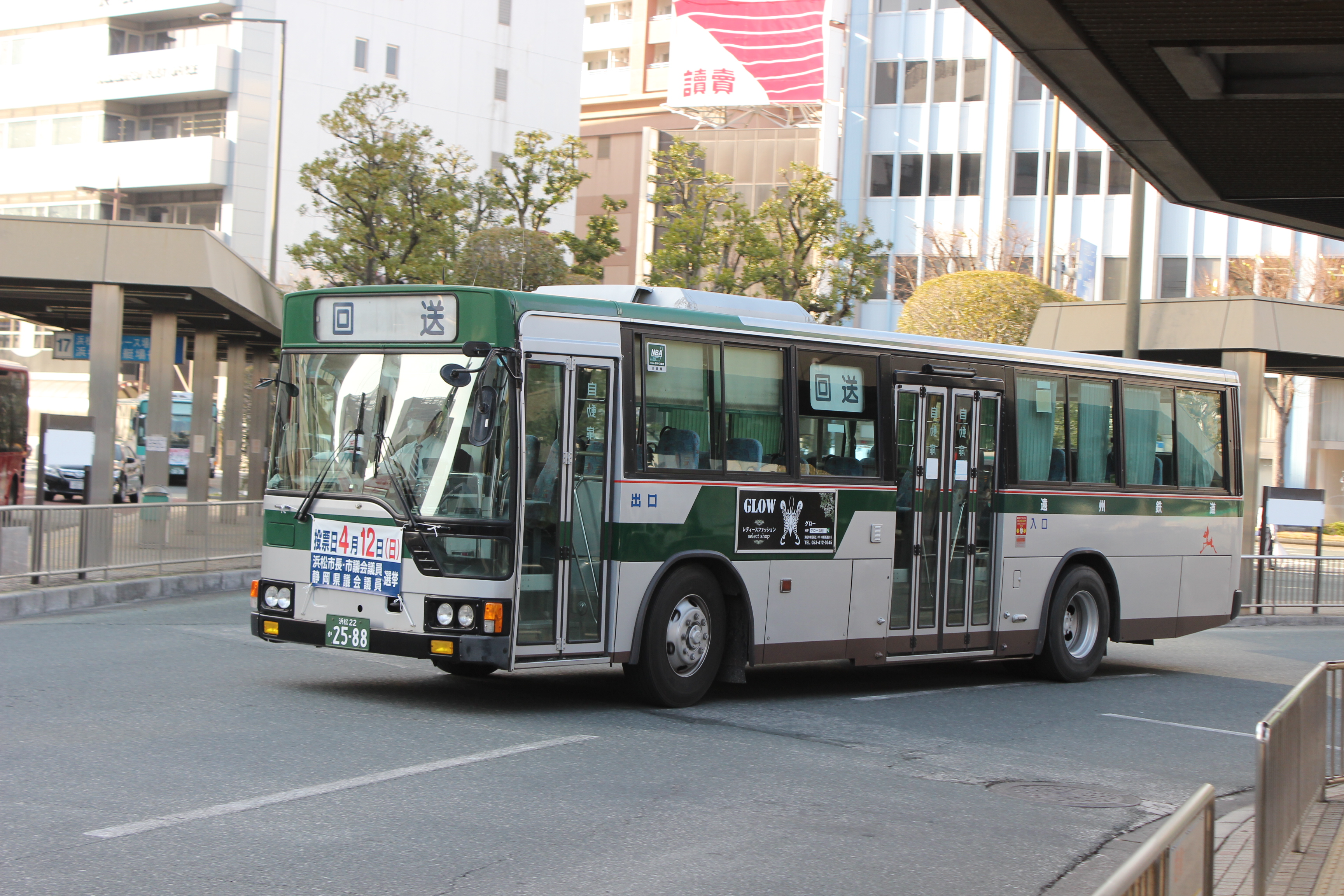
2588号車(ツーステップ)

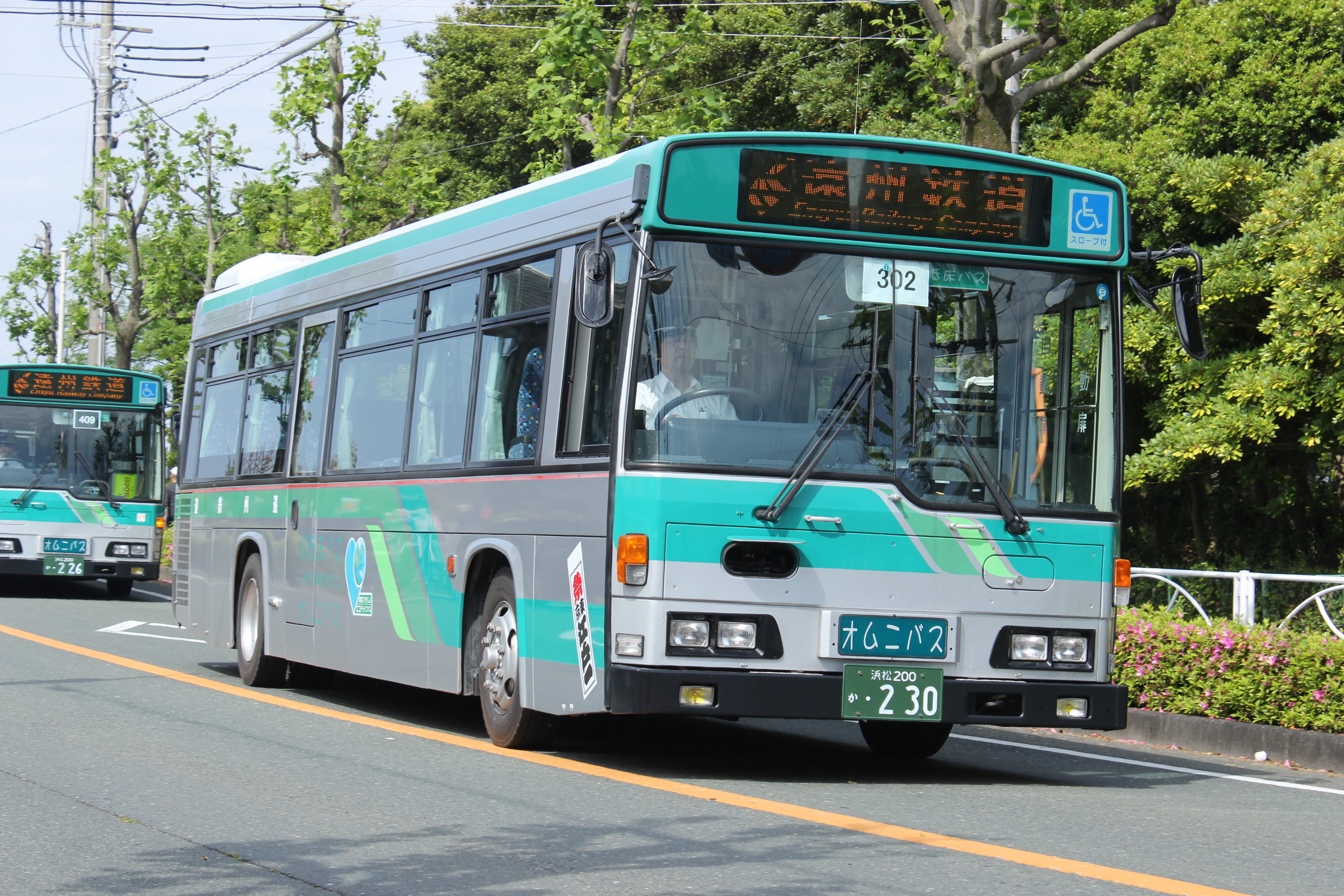
230号車(超低床)

は銀色に深緑の帯が入った塗色を採用している。また、下部は僅かながら茶色の帯になっている。茶色の帯は過去の車両の方が今の車両よりも太かった。因みに塗装色の銀色は中田島砂丘の砂、深緑は浜松市の木である松、茶色は三方原台地を表している。尚、1987年導入車より深緑の帯と窓枠の間には赤い線が入っている。このツーステップ車の塗装色はオムニバスが登場するまで殆ど変更されていなかったが、のちにホイールの塗装をボディの茶色塗装に合わせたものから、超低床バスに合わせた銀色塗装に変更した。一方、超低床バス・ワンステップ車は銀色に緑・黄緑の帯を巻いているが、ツーステップ車とは巻き方が異なり、わずかにピンクも使われている。
超低床バス・ワンステップ車は下部の茶色の帯は無い。なお、どちらも窓上に深緑（ツーステ）や黄緑（超低床・ワンステ）がどちらも同じ巻き方で巻かれている。
ちなみに、2001年より存在するラッピングバスは台数を自主規制しており、20〜30台にとどまっている。
また、遠鉄初のラッピング車輛である、浜名湖花博ラッピングを施した2004号車以外は前面へのラッピングは一切行っていな
い。2004号車は特徴的なラッピングを施したが、そちらは#方向幕を参照。
また、2016年に大河ドラマ「おんな城主 直虎」放映に合わせて登場した「直虎ゆかりの地 浜松」のラッピングバスの細江営業所161号車は、ラッピングに合わせてホイールを赤く塗装した異端車となった。
その他にも同じラッピングをした車両は3台いるが、それらのホイールは銀塗装のままである。

#### 高速仕様の路線車
2374号車・2375号車をはじめ、何台か存在したが、すべて2016年までに廃車され消滅した。かつてはオレンジ急行・e-wing掛川区間便を中心に運用されていたが、e-wing掛川区間便は廃止、オレンジ急行は通常e-wing車両での運行になったため末期は一般路線で運用されていた。シートベルト装備の着席定員重視仕様のため、浜松駅〜エコパスタジアム、浜松駅〜浜松アリーナ間シャトルバス、一般の貸切運用の実績もある。
- 2374号車 - 1993年導入。三菱ふそうエアロスターの長尺車（U-MP218P）。オレンジ急行用として細江営業所に配置されていたが、2009年9月にe-wingに掛川駅南口 - 富士山静岡空港の区間便が登場した際に磐田営業所に転籍し、同年内に廃車された。
- 2375号車 - 1993年導入。三菱ふそうエアロスターの長尺車（U-MP218P）。オレンジ急行用として細江営業所に配置されていたが、2009年7月に運用を離脱、2009年8月に廃車された。
- 2687号車 - 1996年導入。富士重工製7Eボディのいすゞキュービック（KC-LV380N）。アイドリングストップ装置を装備する。オレンジ急行用として細江営業所に配置されていた。2015年廃車。
- 2688号車 - 1996年導入。富士重工製7Eボディのいすゞキュービック（KC-LV380N）。アイドリングストップ装置を装備する。オレンジ急行用として細江営業所に配置され、e-wing掛川区間便用に磐田営業所に転籍したが、のちに細江営業所に戻り通常路線バスとして活躍した。2016年秋に貸切運転でラストランを行い、廃車された。

2688号車が最後の高速仕様の路線バス車両だったため、同車の廃車で高速道路乗り入れに対応した路線バス車両は消滅した。
以下に特徴を述べる。
- 座席配置が2列&2列シート
- シートベルト装備
- ETC搭載

なお細江営業所には上記車両以外に、通常仕様のツーステップ車にシートベルトのみ取り付けられた車両、三菱ふそうエアロスター（KC-MP217M）25-94号車も在籍していたが、2016年に26-88号車と共に廃車された。

#### トランスミッション
路線バス車両は以下の例外を除きフィンガーシフト式直結（DD）5速MTまたはフィンガーシフト式OD付6速MT）である。なお、前述した高速道路対応の路線バス車両はフィンガーシフト式直結（DD）5速MTで導入された。ロッド式は中型ツーステップ車、e-wing車のみにて残存している。
- いすゞ・エルガtype-Bと日野・ブルーリボン、日野・ブルーリボン#ブルーリボンシティはZF製トルコン式ATのみの設定であるため、全てZF製トルコン式ATである。
  - なおZF製トルコンATを採用した上記3車種は燃費が悪いことや整備性の問題などから2014年より他車に先駆けて廃車が進み、全廃となった。
- 三菱ふそう・エアロスター（2代目）ワンステップはLKG-MP35FP以降のみの導入であり、アリソン製トルコン式ATのみの設定であるため、全てアリソン製トルコン式ATである。
- コミュニティバス用の日野・ポンチョは全車AT車である。ただし直営路線（小林駅日赤病院線）用ポンチョはフィンガーシフト式5速MTである。
- e-wing車では貸切車から改造された車両においてロッドシフトが存在する。
- 中型ツーステップ車は全車ロッドシフトである。なお中型ワンステップ車はフィンガーシフト式6速MTである。
- その他、自主運行バスやコミュニティバスに使用される小型車は一部例外が存在する。

かつてフィンガーシフトが開発される前は大型車もロッド式直結（DD）5速MTであった。また、1984年式K-MP118Nの1481号車は1989年にフィンガーシフトに改造し2062号車に改番されている。
高速車は貸切車に準ずるが、貸切車はかつてロッド式が設定されていた時代には基本的にロッド式での導入としており、ロッド式の設定が廃止された車種型式より順次フィンガーシフト式に移行した。なお全車MTでATは在籍しない他、貸切転用ではなく高速車として導入された車両はロッド式設定廃止後であるため全車フィンガーシフトである。貸切車の詳細は遠鉄観光を参照。

#### ミラー
左サイドには車内から前面方向幕（回転式方向幕・LED幕）を確認する横長のミラーが、右サイド車内に運転席直後の座席を確認する縦長のミラーが取り付けられているなど、全国的に珍しい組み合わせで導入している。
また、アンダーミラーは通常は左サイドに取り付けられるが、遠鉄では殆どの車輛で左右両方に取り付けられており、こちらも全国的に珍しい。

#### 中扉
中扉は前述の通り1981年の新車から4枚折戸を採用し、その後のほぼすべての大型ツーステップで採用された。また、中型ツーステップに関してもいすゞジャーニーKの一部車輛を除き2枚折戸となっている。この様に折戸を採用した背景には、スライドドアで乗客を挟み込む危険性があると判断されたことや4枚折戸に関してはワイドドア化による2列乗車制度の導入などがある。
超低床オムニバスは、いすゞ製車輛を除き、オプション扱いでも2004年の途中までグライドスライドドアを採用していたことが特筆できる。
なお、2004年の途中以降の超低床オムニバスやすべてのワンステップバス、年式に関わらず一部のいすゞ製車輛はスライドドアを採用しているが、2011年 - 2012年上期の新車を除き引き続きICカード対応整理券発券器が左右に完備されている。そのため中型車ならびに左記の例外を除き2列乗車制度が採用されている。

##### ドアチャイム
ツーステップは、一般的なブザーである。ドアが閉まるときは一部車両を除き閉まりきるまでブザーが鳴ることが特筆できるが、ドアが閉まり始める際に一瞬音が途切れる。このような例としては他に国際興業バスがある。
超低床オムニバスでは視覚障碍者にも低床車だとわかるようにオリジナルのベル型のチャイムが採用された。音色としてはどちらかというと固定電話の着信音や電車の発車ベルに近い。ツーステップ車と同じく閉まりきるまでチャイムが鳴るが、ドアが閉まり始める際も音は途切れない。車内ドアチャイムは音の高低差は有るものの全て同じ2音の和音となっている。車外ドアチャイムはパナソニック電工製のホロホロブザーが主流であるが、中には同じパナソニック電工製の「ピー」という単純なブザーの車輛や、電動式車いすスロープの作動警告音や岐阜バスの車外ドアチャイムなどと同じパナソニック電工製のフリッカブザーもある。なお、車外ドアチャイムはドアが閉まる際は閉まり始める前しか鳴らないものもある。
日野ポンチョ、磐田市バス用の日産ディーゼルRNならびに一部の一般路線車など閉まる前のみブザー/チャイムが鳴る車両も存在する。
元メローバス用車(現在一般車)の417号車のみピンポンと一回鳴動するチャイムを装備していたが、のちにホロホロブザーに変更された。
2009年以降の導入車は全国的にみられる泰平電機製のピンポンチャイム、アナウンス仕様に変更された。なおチャイムの鳴動回数は年式、車種により異なる。車外へは従来と同じパナソニック電工製のホロホロブザーが流れるほか、2010年式以降は扉が完全に閉まるまでチャイムが繰り返される仕様となった。

#### 車いす用スロープ
オムニバス・ワンステップに関しては車いす用スロープが完備されているが、回転幕の世代オムニバスは電動式車いすスロープ、排ガス規制がKL-以降の全ての車輛では手動の車いすスロープである。これは、電動式車いすスロープ関連のトラブルが多いことやメーカー設定の消滅によるものである。
なお、遠鉄にはリフト車は存在しない。
近年は電動式スロープの車両で、電動式スロープが故障すると、修理することなく撤去あるいは塞ぐ改造を行い、手動式スロープに変更された車両が増えている。

#### 尺
標準尺の車輛が殆どで、そこに長尺車が加わるという構成である。
以前は短尺車も存在したが、1994年の導入を最後に導入されていない。最終的には浜松南営業所に配置されていたU-MP218Kの2369号車・2471号車の2台のみとなっていたが、2010年7月にどちらも廃車となり、遠州鉄道から短尺車が全廃となった。
また、長尺ツーステップはU-MP218Pである2374号車（1994年式の高速道路対応車）の廃車により2009年末で姿を消した。
なお、オムニバスのみの導入となった1998年以降は導入車種に於いて最も長い尺で導入しており、ブルーリボン・ブルーリボンシティのみ長尺、他は標準尺となっている。
また、ワンステップバスは長尺でのみ導入されている。

#### 窓
三菱ふそうエアロスター（2代目）を除く全てのツーステップはメトロ窓を採用していたのが特筆できたが、設定消滅に伴い逆T字窓となっている。
2011年 - 2014年前期の新車は熱線吸収・UVカットガラスが採用され、カーテンが省略されているが2014年後期から再び標準窓でカーテンが設置されている。

#### テールランプ
ツーステップは（外側から）ウインカー・ブレーキランプ・ブレーキランプの3連テールを採用していた。
日野小松製大型超低床バスならびに中型ワンステップ車、2003年式までのいすゞ製超低床バスは田の字型テールランプ仕様に変更して採用していた。
三菱ふそう車はKL代（中型ロングはKK代）までオプション設定の上部の補助ブレーキランプ・補助ウインカーランプを搭載した。PJ代では補助テールランプの設定がなく、またLKG代以降は補助ブレーキランプのみ設定があるが搭載されていない。

#### ワンマン機器
- 系統設定器 - クラリオン製RCA-224-400（鉄道線と共通）
- 音声合成装置 - クラリオン製CA-2010（鉄道線と共通）
- 送りボタン（含 お知らせ放送[1〜4]レバー） - クラリオン製RCA-225-100
- バスロケ・始発ボタン - クラリオン製RCA-227-100

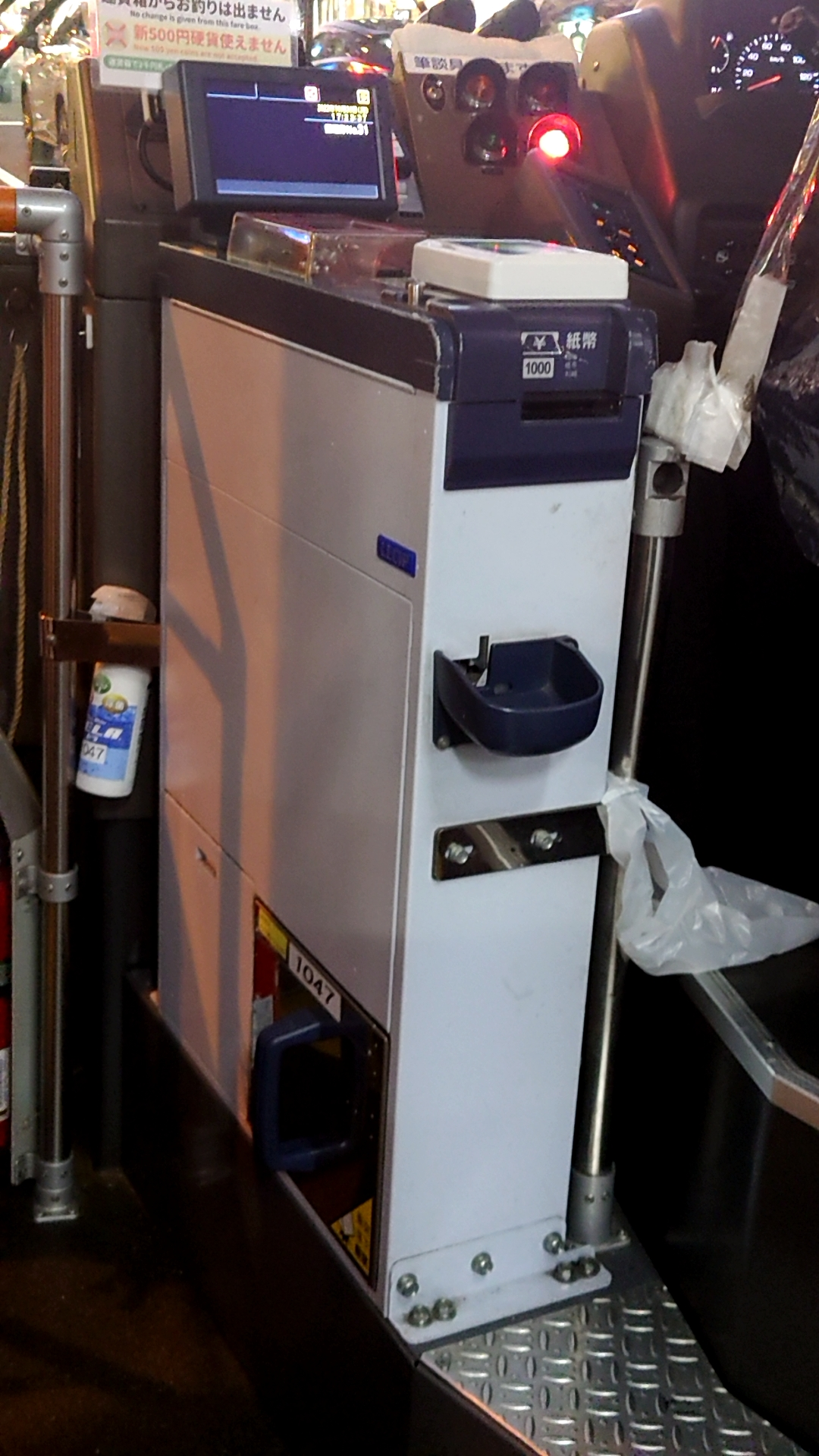
NF-3[E型]運賃箱

- NF-3[E型]運賃箱お知らせ放送(5〜8)レバー - クラリオン製RCA-231-100
- 車内LED表示器 - クラリオン製CY-2510（鉄道線とは色違い）
- 運賃表示器 - 交通電業社製特別仕様 整理券番号がLED表示である。
- 運賃箱 - レシップ製NF-3（かつては小田原機器製RX-FA1）
- 整理券発券器 - レシップ製特別仕様（かつては小田原機器製SAN-VT）
- LED,幕式行き先表示機 - 交通電業社製

#### 運賃箱

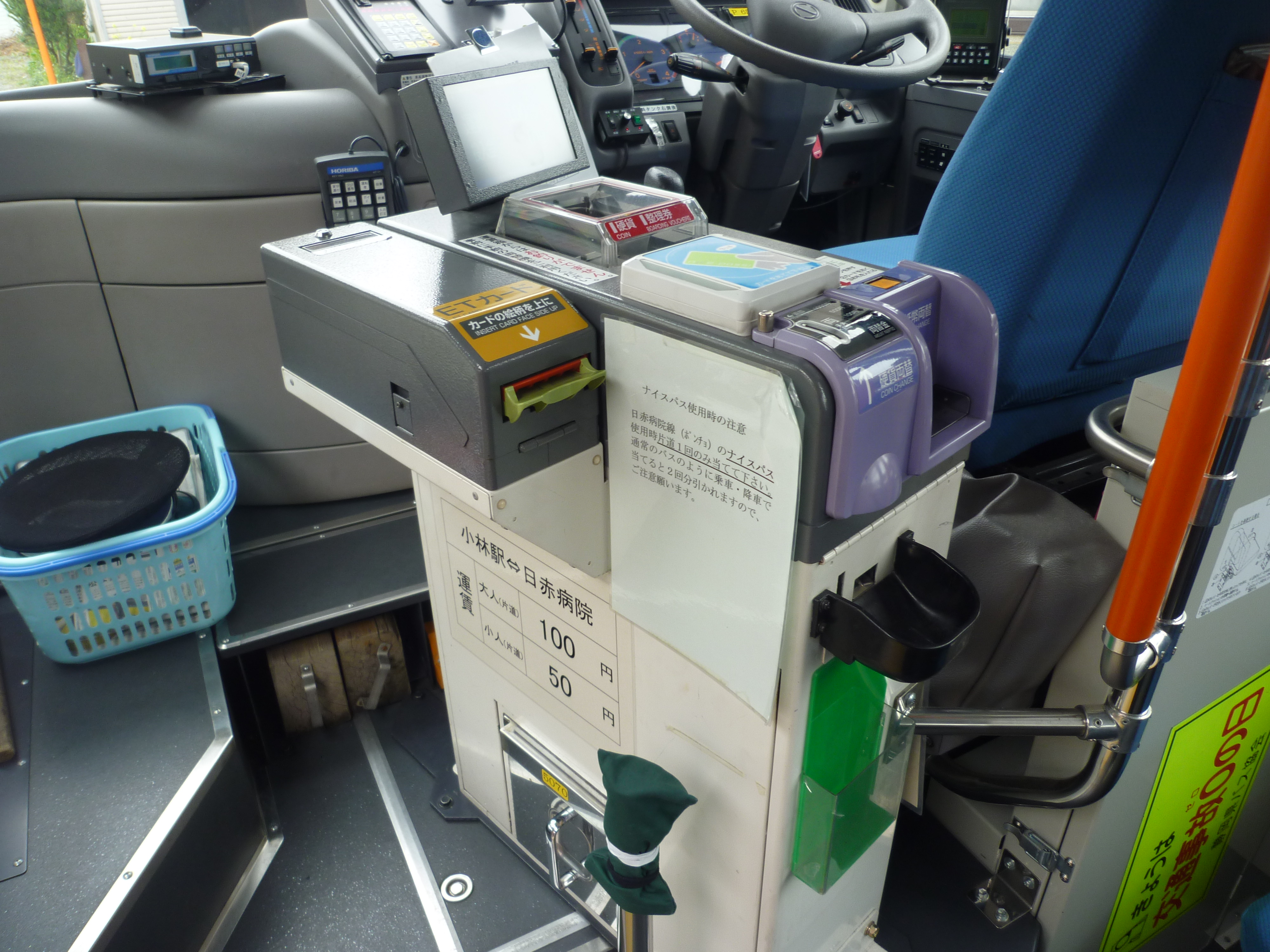
NF-3[E型]運賃箱
（紙幣挿入口上にある橙色のボタンが入金ボタン）

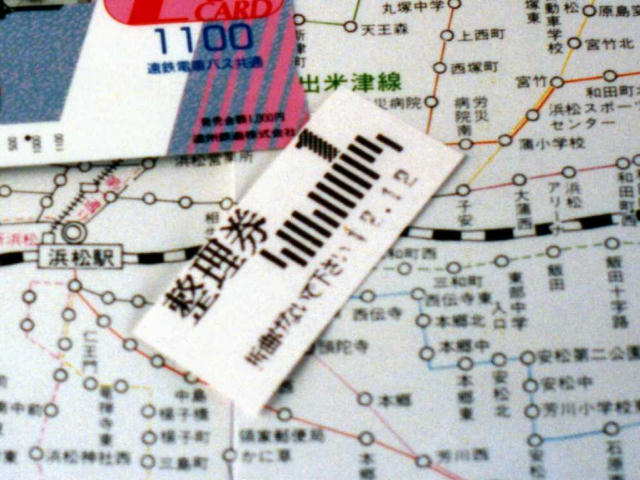
運賃箱がRX-FA1に更新されて間もない頃の整理券
（後にRX-FA1世代に印字様式をマイナーチェンジ、NF-3導入時に券ごとチェンジ）

遠鉄バスでは、バーコード整理券、およびバーコード整理券式運賃箱を長崎バス・函館市交通局（バス・路面電車）と共に全国で最初に導入した。遠鉄では運賃箱の新旧を問わずバーコード整理券導入以降は整理券投入時と運賃精算完了時に音が鳴るシステムを採用している。
運賃箱は、以前は函館市交通局と同じく小田原機器製のRX-FA1型運賃箱であったが、2003年度のICカード「EG1 CARD」(「ナイスパス」の前身）導入時にレシップ製NF-3（NF3-E型）に更新された。2003年2月頃より導入されたレシップ製の運賃箱は日本初のカラー液晶画面を搭載、視認性・表現力に優れており、その後多くのPASMO導入バス会社（西武バスほか）や岐阜乗合自動車（ayuca）などでも採用された。車両により、整理券投入・大人精算完了チャイム・小人精算完了チャイム（学生ナイスパスをはじめとする各種割引精算を含む）の音色がそれぞれ2パターンずつ存在し、片方は鉄道線と共通のものを採用している。
ICカード「ナイスパス」に入金するときには、「入金」ボタンを押すことにより乗務員への申告無しに行うことが出来る。この際、運賃箱が「積み増しします。カードを置いて下さい。」（入金ボタンを押した時）・「紙幣を挿入して下さい。」（カードを置いた時）・「ありがとうございました。」（任意の金額を入れカードを外した時=入金完了時）のアナウンスが運賃箱より流れる。
春休み・夏休みの子供1乗車50円期間中は、小児用ナイスパスは自動で50円となる。なお、（乗務員が）小児ボタンを押すと自動的に運賃が50円となるため、ETカードや現金でも利用できる。（現在は、行われておらず廃止したと思われる）一方、高齢者1乗車100円キャンペーンは、ナイスパスの場合登録された誕生日から自動で年齢を判別し100円となるが、運賃箱には高齢者ボタンは存在しないため、現金の場合は金額不足と表示されるが運転手が強制精算する。ETカードの場合、そのまま通すと通常運賃が引かれてしまうため、整理券に関しては一旦強制精算した上で金入力（「金100入力」と入力）する。
なお、鉄道線の各駅に設置されているICカードリーダーにはレシップ製のほか、サクサ製のものもある（主に残額確認用）。ちなみに、子供1乗車50円は鉄道線でも実施されるが、当該期間は券売機の小児ボタンを押すと全ての駅までの運賃が50円と表示される。
ちなみに、2002年度の一部車輛に於けるICカード試験導入時には現在のレシップ製NF-3ではなく、別の運賃箱だった。
現在の運賃箱は、両替・運賃紙幣として1000円札が読み込める他、ICカード（ナイスパス・EG1カード）入金用に5000円札・10000円札も読み込むことが出来る。しかし、2000円札は読み込めない。また、運賃には、1円玉や5円玉も利用できる。ただし釣り銭は出ず、運賃を多く払いすぎると不足の時と同じブザーが鳴るため、現金で支払う場合は運賃ちょうどの小銭を用意するか、事前に両替をしておく必要がある。なお、試験的にバーコード整理券多区間つり銭方式を採用したこともあった。

現在、すべての運賃箱においてETカードリーダーが装備されておらず、使用することができない。
運賃箱には、メーカーのロゴが付くのが一般的であり、現在導入されているレシップ製NF-3も多くの事業者で「LECIP」のロゴが取り付けられている中、遠鉄バスには取り付けられていない。また、e-wing車輛・e-LineR車輛にもレシップのロゴは取り付けられていないが、同車輛には遠鉄グループのロゴ（）が取り付けられている。

#### 整理券発券器

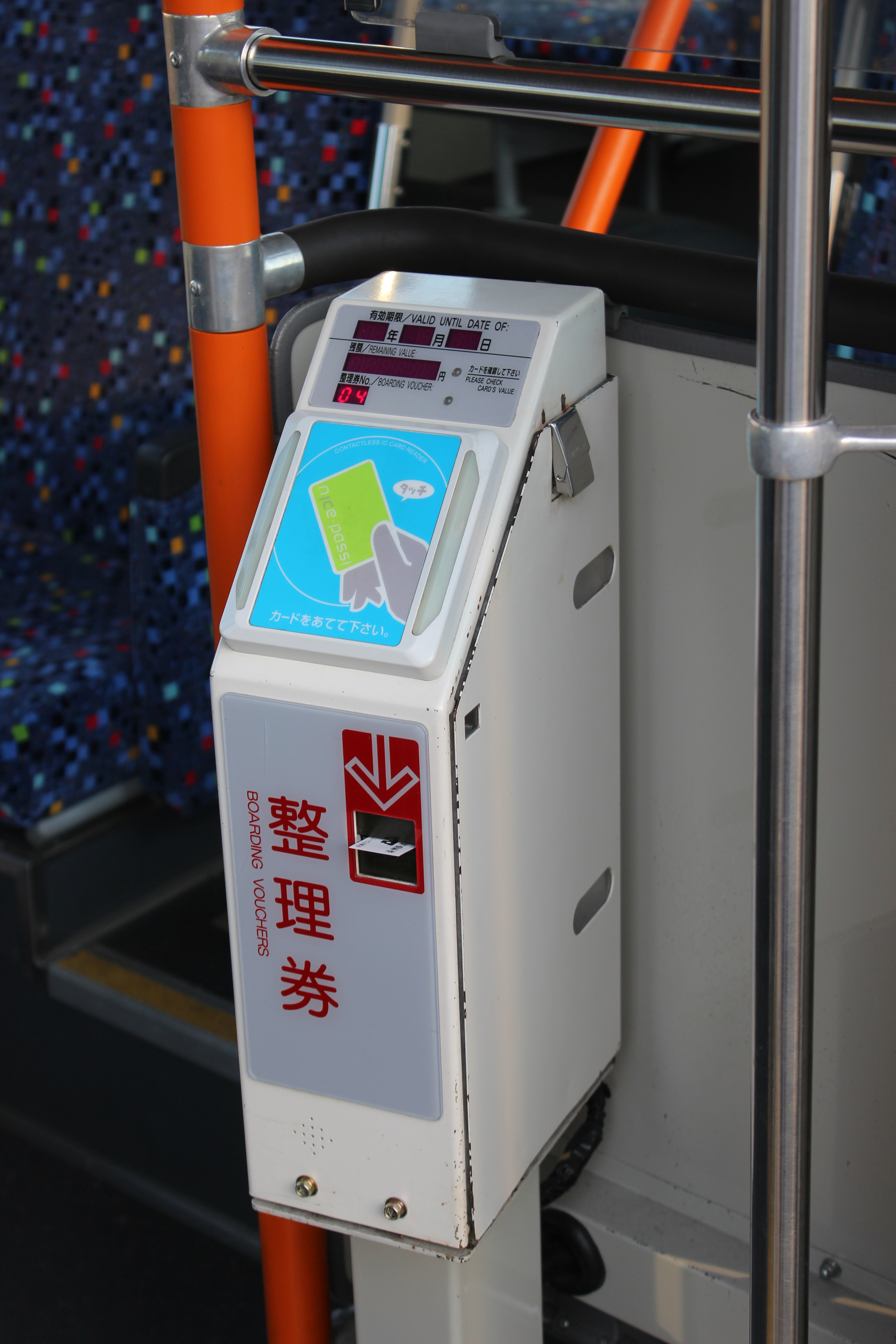
現在の整理券発券器兼ナイスパス処理機

かつては小田原機器製SAN-VTを採用していたが、運賃箱と同じくICカード導入時に更新され、レシップ製となった。
通常はカードリーダーを別に設置することが多いが、整理券発券器本体にICカードリーダ/ライタを設置していることが特筆できる。ちなみに運賃箱同様高速車にも装備されている。
なお、2002年度の試験導入時には現在と同じ機種が導入されたがIC読み取り部が横倒しで読み取り完了/エラー警告ランプが付いていなかった他、本体記載文字の字体等が異なっていた。
（自主運行等の小型車、中型車、2011年・2012年導入の大型車を除いた）全てのコムニバス・大型車には乗車口左右両方に整理券発券器が完備されており、2列乗車制となっている。遠鉄バスでは始発であるか、支払方法が現金・ETカード・おかえりきっぷなどの乗車票・一日乗車券・特別乗車券であるかなどにかかわらずICカードを乗車用リーダーにタッチする場合を除き整理券が必須となっている。ICカード以外で整理券を取り忘れてしまうと運賃箱に現金他を投入してもピンポン音が鳴らず精算扱いとはならず整理券投入待ちとなってしまう為乗車場所を乗務員に申告する必要がある。ただしシャトルバスなどでは運賃箱が均一料金設定で整理券が発行されない場合、また先払い方式や地上での乗車券回収方式などで整理券を使用しない場合がある。またく・る・るや小林駅日赤病院線の日野ポンチョにも整理券発券器は装備されているが均一料金のため通常時カバーがかけられており使用しない。

#### 案内表示器

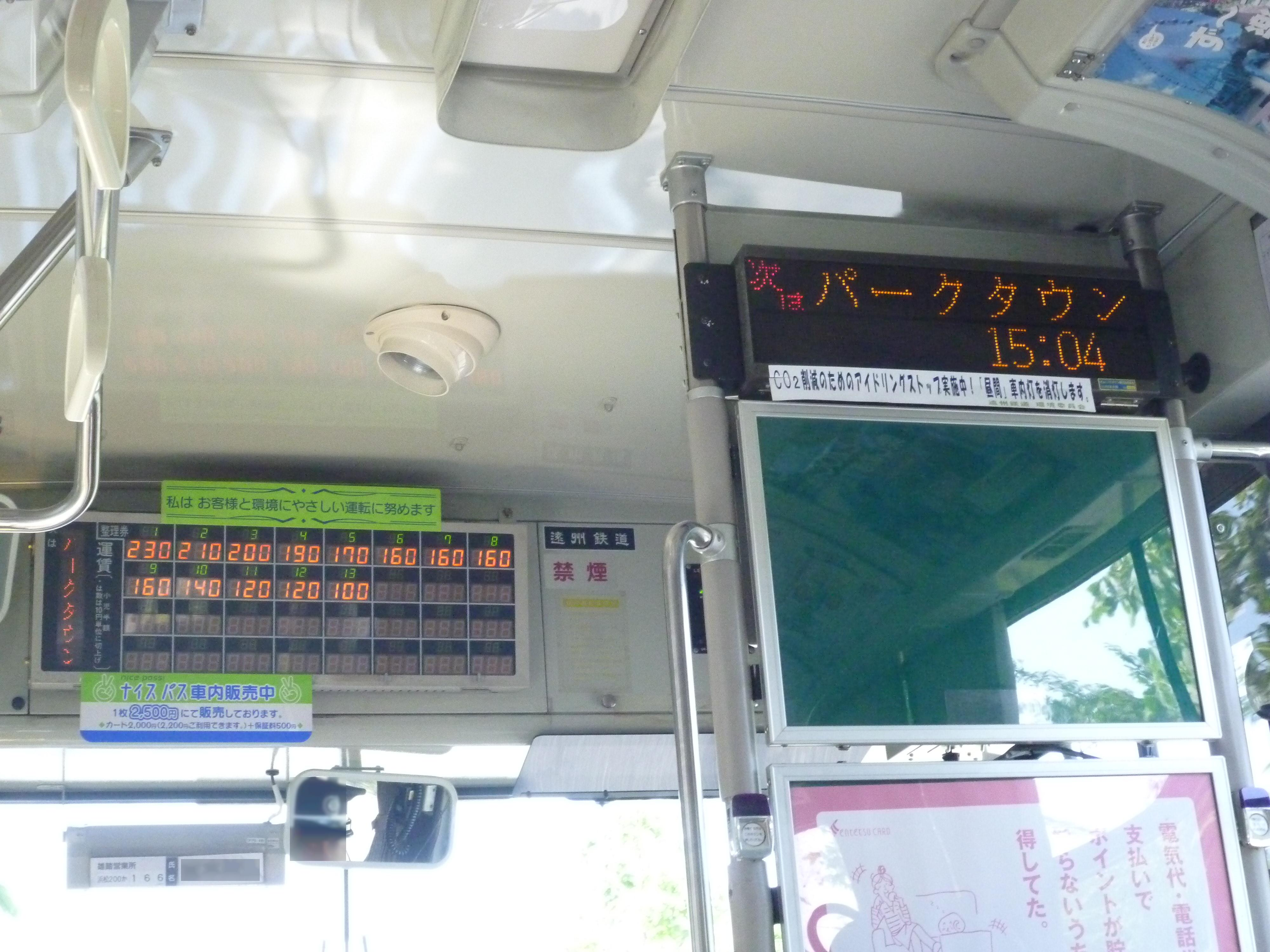
LED表示器、運賃表示器、車番・運転手名札表示器の全景

##### LED表示器

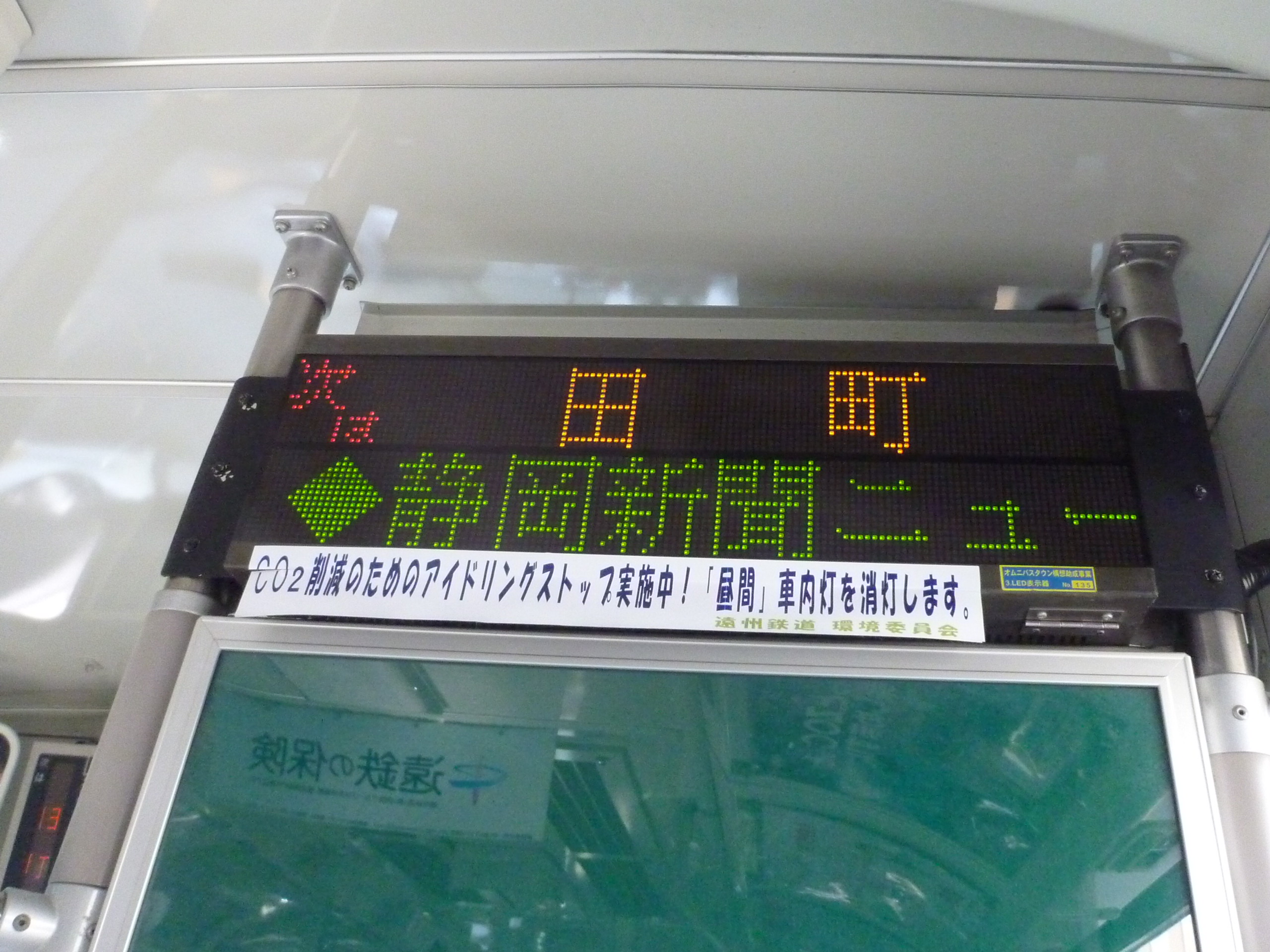
ニュースを表示中のLED表示器

ここでは、鉄道線における表示についても述べる。なお、遠州鉄道#特徴的な施策も参照。
全角8文字の横書き2段LED表示器が運転席真後ろの広告スペースの上にある。上段には停車中は行先がスクロールで表示され、走行中は次バス停名・運転手氏名（スクロール）・「つぎ とまります」が表示される。下段は見えるラジオによる文字情報（ニュースや遠鉄からのお知らせ、浜松市からのお知らせ、書籍・CD売り上げランキングや契約広告）、および現在時刻が表示される。次バス停名は[次は]に1文字使用するため全角7文字以内の場合はスクロールしないが全角7.5文字以上の場合はスクロールする。また、降車ボタンを押すと[次は]が黒地に赤文字から赤地に黒文字に変わる。この表示器は都営バスや鉄道線のものの色違いである。

##### 運賃表示器
運賃表示器は運賃箱真上にあり、整理券番号がデジタル2桁・運賃がデジタル3桁で表示される。整理券番号がデジタルであるため整理券番号に欠番が有る場合・始発バス停が1番でない場合・運賃が690円の区間が3つ以上ある場合に役立っている。なお、こちらは一番左に縦書き全角6文字の表示スペースがあるが、2段LED表示器と違い常にバス停名（走行中は次バス停名・停車中は現在バス停名）を表示している。ちなみに、縦書きのため半角カタカナは表示できない。数字を含むバス停「ベル21」については縦書きは中央揃えにならず上に詰めて「ベ/ル/2/1/ /」と縦書きで算用数字（全角）が表示されている。またバス停「佐藤3丁目」も数字を含むが、こちらは中央揃えで表示される。
なお、現在は液晶ディスプレイに置き換えられている。

##### 車番・運転手名札表示器
車番・運転手名札表示器（アナログ）はルームミラー左（外から見て右）にあり、外から見るとツーステップは「ワンマン」、超低床バスは「超低床バス」、ワンステップは「オムニバス」と書かれている。なお2012年式以降の超低床バスはワンステップ車と同様に「オムニバス」と書かれている。

#### 社名表示灯

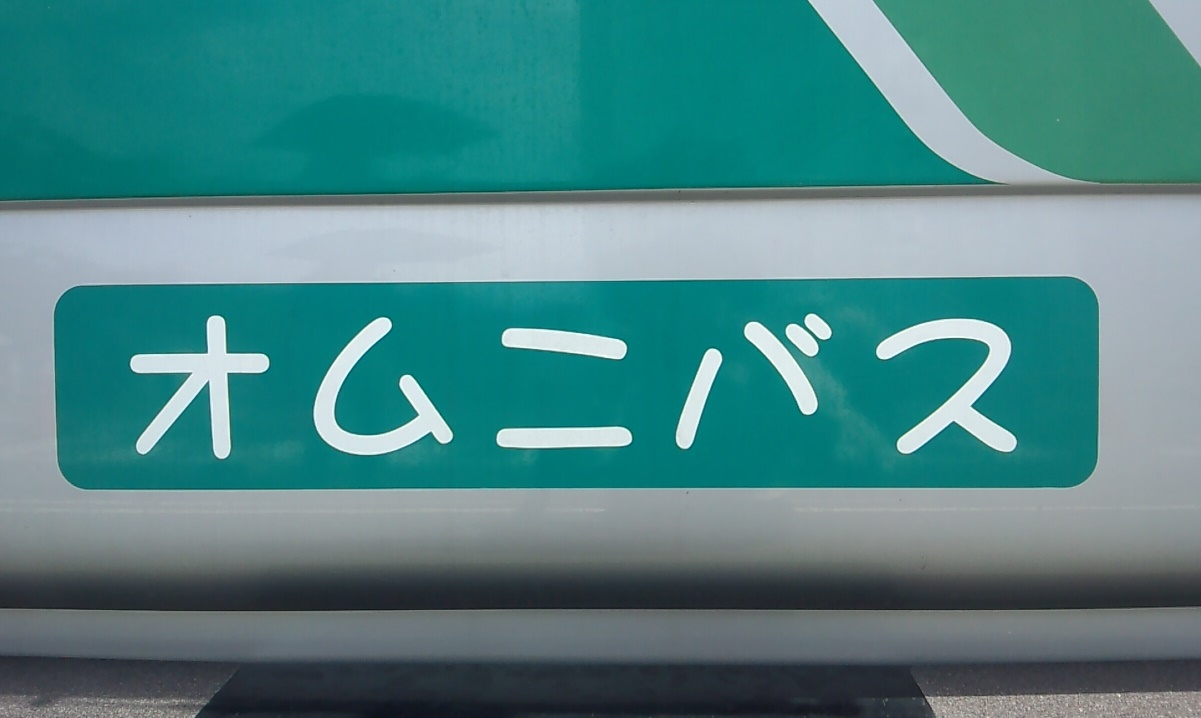
オムニバス(非点灯仕様)

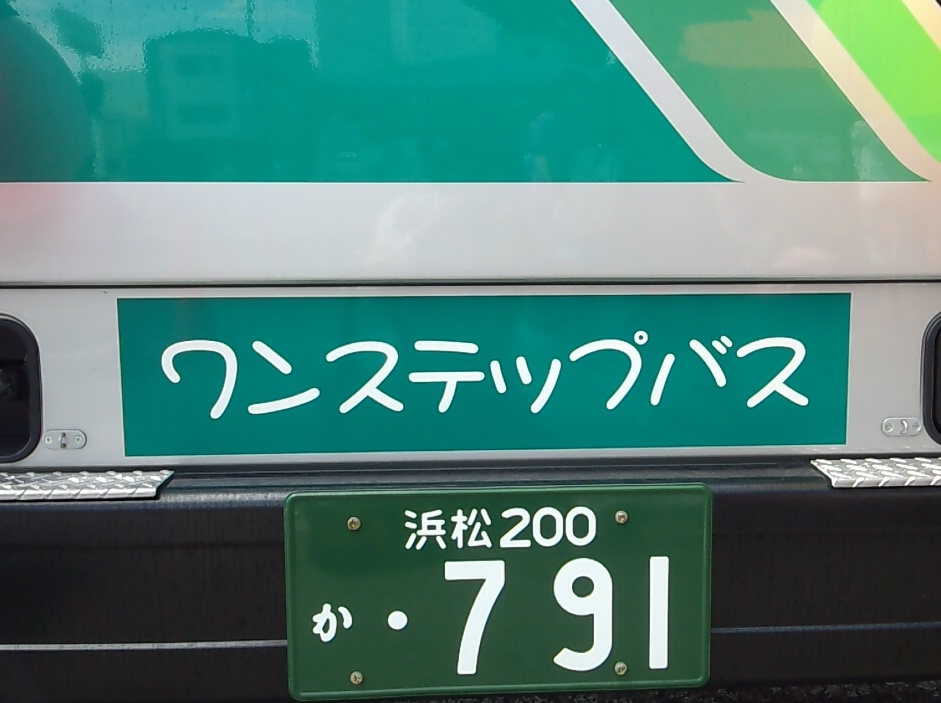
ワンステップバス

ツーステップには装備されていない。超低床バスは「オムニバス」、中型ワンステップは「低床バス」、大型ワンステップは「ワンステップ」と書かれている。
前述の通り、点灯させることの出来る車種と出来ない車種が存在するが、点灯できる場合でも点灯させるかどうかは乗務員の判断に任せられている。

#### 座席

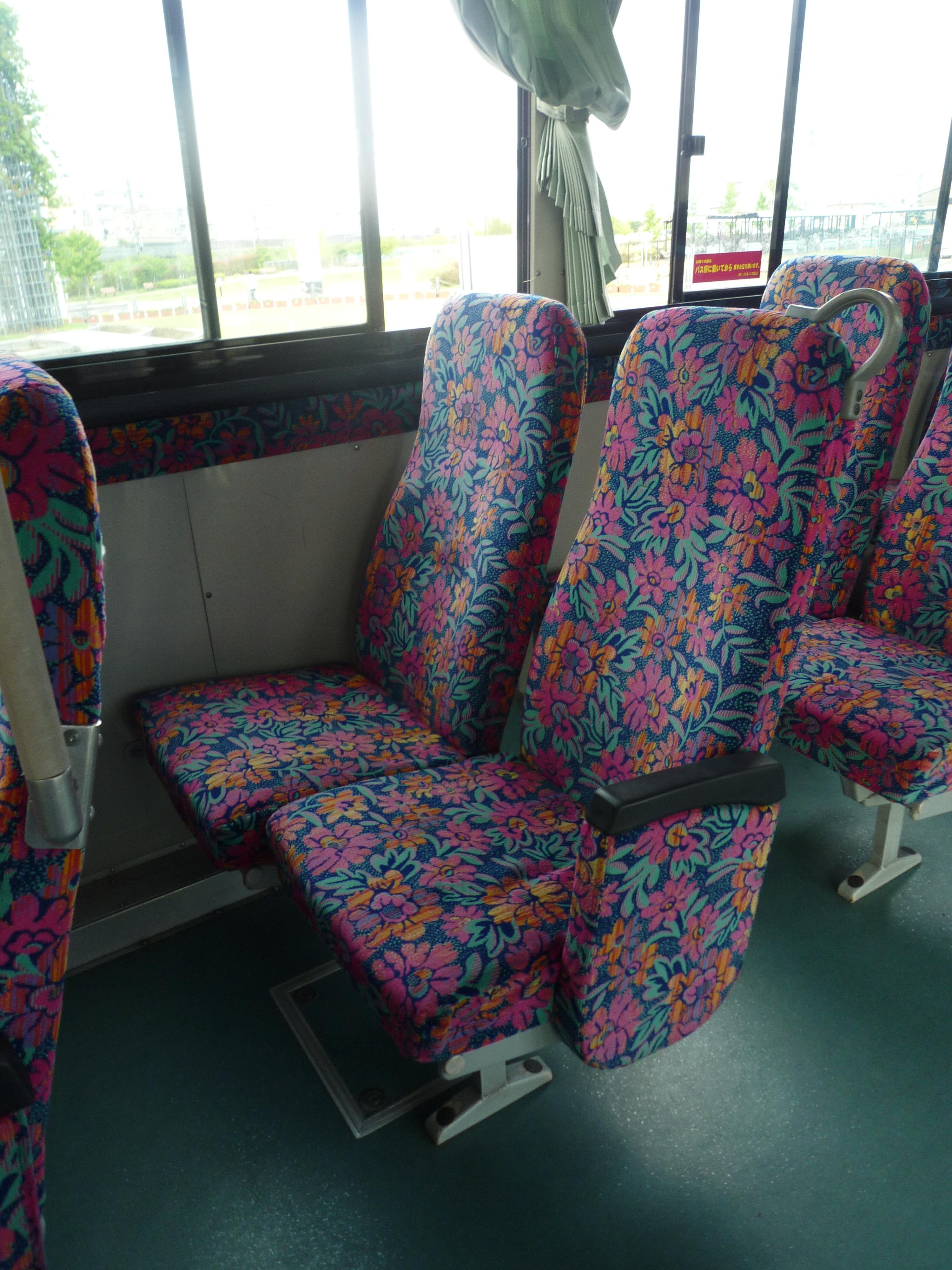
遠鉄で採用されたハイバック&オフセットシート

基本的に中扉より前は右側2列、左側1列、中扉より後ろは2列&2列となっている。
全て前向きシートであり、横向きシートはHEV試験車の251号車やコミュニティバス車両などのごく一部の特殊車両を除き採用していない。標準仕様ノンステップ車では郊外型座席配置が選択されている。一部自主運行専用車、日野ポンチョには横向き座席が存在する。
なお、一部座席を除き全てハイバックシートで、1995年以降は背もたれに降車ボタンが取り付けられている。また、背もたれの厚さが一般的なバスの座席よりも元来厚めだったが、超低床オムニバスになってからは更に厚くなり、座り心地が向上した。同形状のハイバックシートは京急バスの初期型ワンステップ車等に見られるのみで全国的には少数派である。また近年の国交省標準仕様ノンステップバス認定車においてもハイバックシートが導入されている。(モケットカラーは標準仕様)
また、1995年以降のツーステップ車では2列席は全席オフセットシートを採用していた他、超低床のKC-MP747Mも1997年式 - 1999年式に関しては車内右後方の座席のみオフセットシートが採用されていた。2000年式以降はオフセットシートは一切採用されていない。
因みに、HEV試作車の251号車は例外で、メーカー仕様でリースされたため、ハイバックシートではなく、善意のいすの部分も横向きシートになっている。
この他、座席背面の通常は金属板になっている部分にも全車輛でモケットが張られていることが特筆できる。「遠鉄で採用された降車ボタン付きのハイバック&オフセットシート（背面）」の画像を参照。
2011、2012年導入車は車内機動性向上のため、右写真のように手すりが特殊な形状になっている。これは全国でも他に類を見ない仕様である。

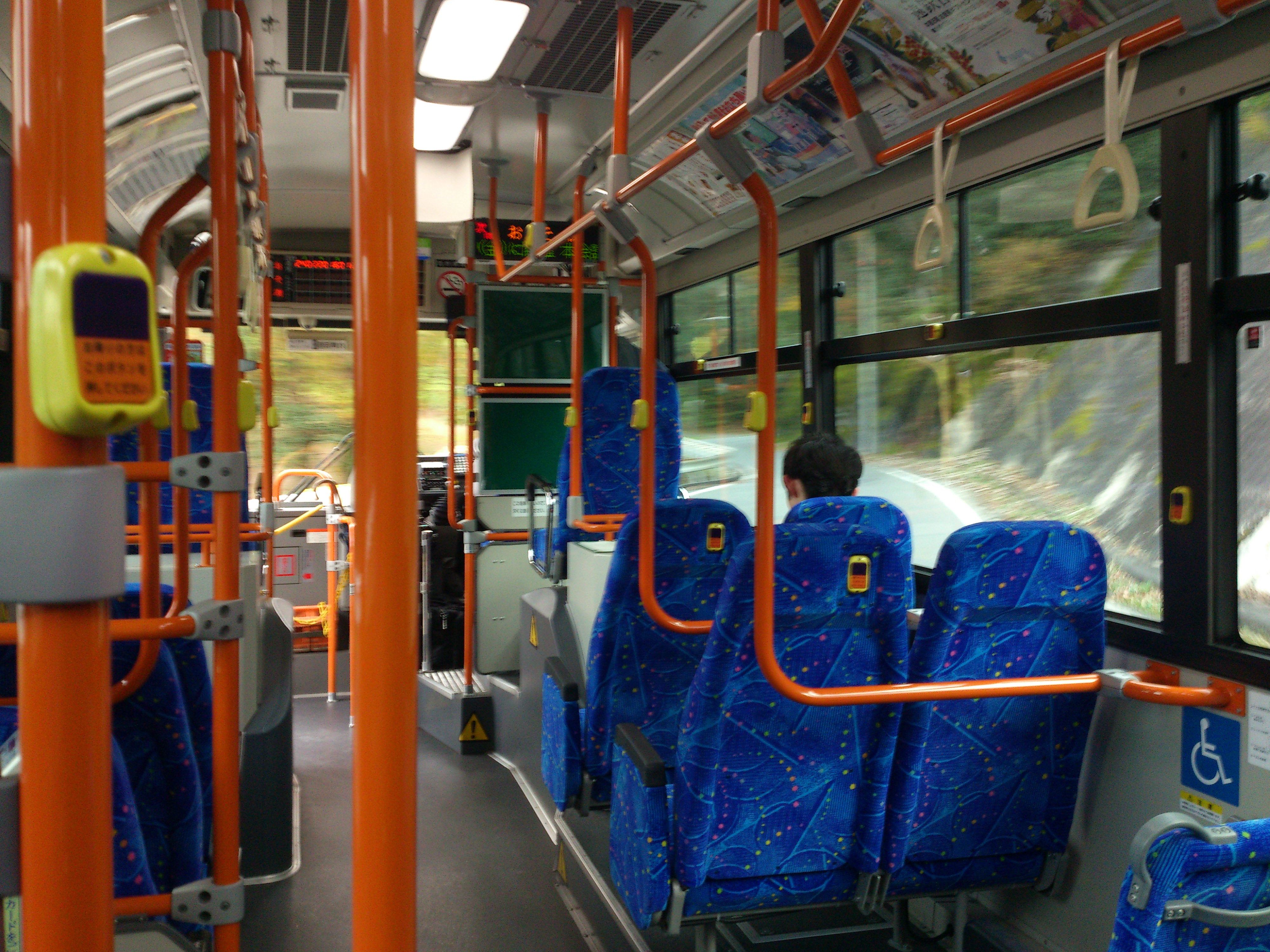
2011年度導入車 標準仕様ノンステップバス認定車である

2013年、2014年の新車はハイバックシートの導入が見送られ背面のモケット張りのない標準仕様のローバックシートに変更された。また2014年式は降車ボタンが背面ではなく標準仕様の壁設置である。

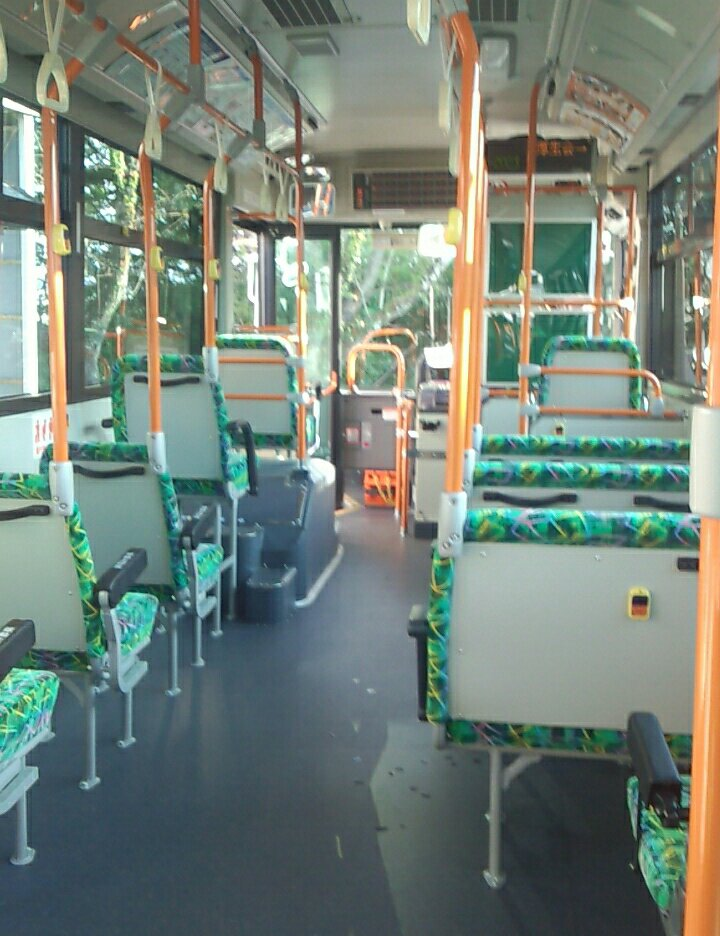
2013年度導入車

##### 優先席（善意のいす）
中扉より前、タイヤハウスより後ろの部分が優先席となっている。
かつては善意のいす（ぜんいのいす）で呼称が統一されていたが、現在は優先席（ゆうせんせき）の呼称がほとんどとなっている。
また、以前は善意のいすにはシートカバー（枕カバー）が付いていたが、現在ではごく一部の車輛を除き撤去されている。

#### 方向幕
前述した通り、幕式表示器ならびに後部幕は無い。ローマ字表記は、LED車のみ行われている。
遠鉄初の全面ラッピング車である2004号車浜名湖花博ラッピング車は、幕式表示器装備車で後部表示器は無かったが、ラッピング時にリアガラスラッピング上部に「園芸博まで」と表記しその右隣にLED表示器を設置した。LED表示器には緑色で「あと300日」等と2004年4月8日までの残り日数を（数字は全角数字で）表示した。この表示器は2004年10月11日のラッピング解除の際に撤去されている。
前面方向幕について、ワンマン化の前後には系統幕と行先幕が分離されたものも導入された時期も有ったが、その後の新車は大型の一体型方向幕となった。それ以降は分離幕は導入されていない。なお、分離幕に於いても途中からは系統幕が冷暖房車は「冷暖房車」、非冷暖房車は「ワンマン」の固定表示を経て最終的に深緑無地固定となり、番号も行先幕に表示されていた。
一時期、前面幕には一部を除き経由地等が一列で書かれているものが浜松南営業所を中心に投入されたが、現在ではほぼ消滅している。例「[1]中島浜松駅」「[5]三島 江之島 遠州浜」「[8]広沢 医療センター 富塚じゅんかん」「[8-[22]]広沢 医療センター 佐鳴湖西岸」「[[9]-[22]]鴨江 さなる台 佐鳴湖西岸」「[20]西伊場 浜松ナイガイ」等
スルー系統に関しては浜松駅の一つ〜四つ前のバス停発車または通過時に音声合成連動で自動的に次の系統の方向幕に変更する。
笠井高台線70→41ならば、広小路発車または通過時に「70浜松駅 市役所葵高丘」から「41葵北基地 花川運動公園」等に変更する。大塚ひとみヶ丘線36→6ならば市役所南発車または通過時に「36市役所 浜松駅 大塚」から「[6]北寺島大塚」に変更する。
なお、遠州浜蜆塚線が浜松駅通過系統第1号として運行を開始した時(この時は遠州浜佐鳴台線で系統番号は全線を通して1であった)は、方向幕は「[1]（浜松駅 蜆塚経由）佐鳴台」「[1]（蜆塚 浜松駅経由）遠州浜」（かっこ内に記載の経由地が上段、行き先が下段の2列表示）の様になっており浜松駅を通過しても方向幕を変えることが無かった。現在は「[1]浜松駅 蜆塚 佐鳴台」→「[0]蜆塚 佐鳴台」と途中で方向幕を変えている。
浜松駅通過系統第2号の蒲小沢渡線は、上記の名残が残っており、現在でも始発からスルー先の系統番号を表示して上部に「法枝 浜松駅経由」「東高 浜松駅経由」等の表示がされている。
LED式行先表示機のことを遠鉄では電照幕と呼称しているが、電照幕に限っては、主要経由地を過ぎるとどんどん表示を切り替えてゆくことが特筆できる。例えば浜松駅で「30舘山寺 村櫛 弁天島」となっていても、幾度かの表示変更を経て、最終的には「30弁天島」となる（ここではローマ字表記は省略）。別の例では、40の上りであれば鹿谷町南の時点では「40高町浜松駅」であるが、高町以降では「40浜松駅」となり、側面の経由地も「紺屋町→ゆりの木通り→田町中央通り→浜松駅」となる（現在は経路変更によりこの通りではない）。側面の経由地は、前面よりも多く切り替えが行われ、経由地を過ぎるごとに柔軟な表示を行っている。
ちなみに、多くのバス会社の車両に装備されている「臨時」や「貸切」の方向幕は装備されていないため、臨時シャトルバスや貸切運用等では「遠州鉄道」（LED車に於けるローマ字表記は「Ensyu Railway Company」の斜体表記）である。なお、LED車の前面・フルドットLED車の側面方向幕では遠州鉄道の左に遠鉄のロゴが表示される。
余談では有るが、車両に該当する行き先の方向幕が存在しない路線を走行する場合、「遠州鉄道」幕を掲出し、プレート（サボ）で案内する。ただし、運賃精算の関係上音声合成のデータが入っていることが前提条件のため、LED車では（臨時便やスクール便などでそもそも方向幕が作成されていない場合を除き）このような現象は起こり得ない。
番号は、
回転式方向幕では、[40]の様にすべて角の丸い四角形（□）で囲まれ、方面別の系統色で色分けされている。(詳細はこちらの項を参照。)また、[8-[22]]、[[9]-[22]]というように、ハイフンつきのものはそれぞれの色により囲み方が異なる他、[[16]-4]の様にハイフンの右側の数字が小さくなっていることも有る。
電照幕では、基本的に幕が塗りつぶし（50・80）および系統番号が白色は枠に囲まれる。ただし、ハイフンつきのものは基本的に回転式方向幕と囲み方を合わせてある他、1桁の番号では[8]の様に四角囲み+半角数字とすることにより数字に取る表示スペースを削減している。バスの電照幕は法的理由によりカラー表示できないため、回転幕車のような系統色分けは行われていない。
回転式方向幕は2000年に導入された一部車両を除き「同期進段式」と呼ばれる1コマずつとまるものである。
一般的に、方向幕に関しては設定器を設置することが多い（特に電照幕ではその傾向が顕著である）が、音声合成設定器で一括で操作する為、小林駅日赤病院線専用のポンチョ1台を除いて設置されていない。小林駅日赤病院線は小林駅〜日赤健康管理センターの距離がそれなりに長く、音声合成の設定とは別に方向幕を切り替える必要があるため、音声合成との連動とはなっておらず、名鉄バスなどと同じような電照幕設定器が設置されている。なお遠鉄の車輛では唯一の非連動である。
また、電照幕では車内からLED番号を確認出来るようになっていることが殆どだが、遠州鉄道では方向幕確認用の車外ミラーが設置されていることも有り従来では省略されていた。しかし2011年式以降は前面電照幕裏の運転席側のみLED番号表示部が設置されている。この表示部は電照幕設定器を兼ねているが通常時には使用しない。なお、回転式方向幕の場合この部分に微調整用の手動上下スイッチが設置されている。

##### 側面方向幕
側面方向幕は縦書き型式で、左から右へ読む。フルドット式を含めて電照幕のみ上部に番号だけでなく行先表示があり、浜松駅など主要バス停始発の路線では始発バス停にてスクロールで「このバスは、30舘山寺温泉行きです。」等と流れるようになっている。初期の電照幕は「→」が3つ、即ち経由地が4つ表示で固定である。そのため、「回送」幕や「遠州鉄道」幕、一部の直通路線の幕を除き全て4つの経路が表示される。
2004年より側面方向幕がフルドット式LED表示器となり、幕式表示器と同様に経由地数の増減が可能となっている。
- 位置について

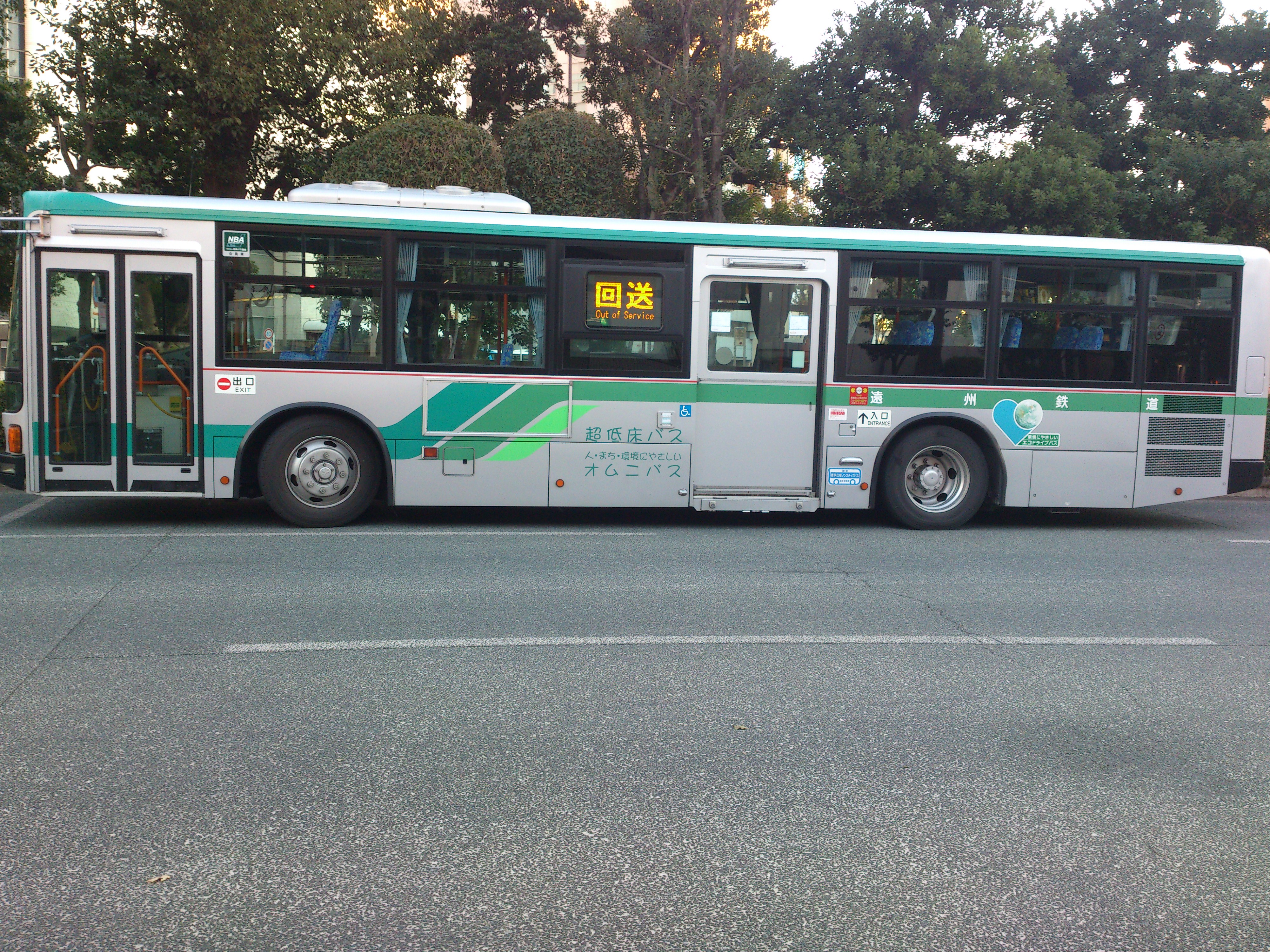
2007年式エアロスター(PJ-MP37JM)の例

  - 窓の位置になる以前は中扉の前部、もしくは後部の窓下壁部に設置されており大きさも小さかった。窓に設置されている場合は以下のとおりであるが原則として上部に寄せている。
  - 2010年以降の導入車は全車戸袋窓部に設置。なお三菱ふそう車に限っては戸袋下部に寄せている。
  - それ以前のスライドドア車はいすゞ車、日野ブルーリボンIIは中扉後部に、日野レインボーHRは戸袋前部の窓に、三菱ふそう車は戸袋上部に設置。
  - スライドドアでない車輛は中扉前部に設置。

なお、方向幕下には基本的に窓があるが、中型ツーステップを除きその窓は開閉することが出来ない。また、その部分はカーテンも省略されている。

#### 降車ボタン

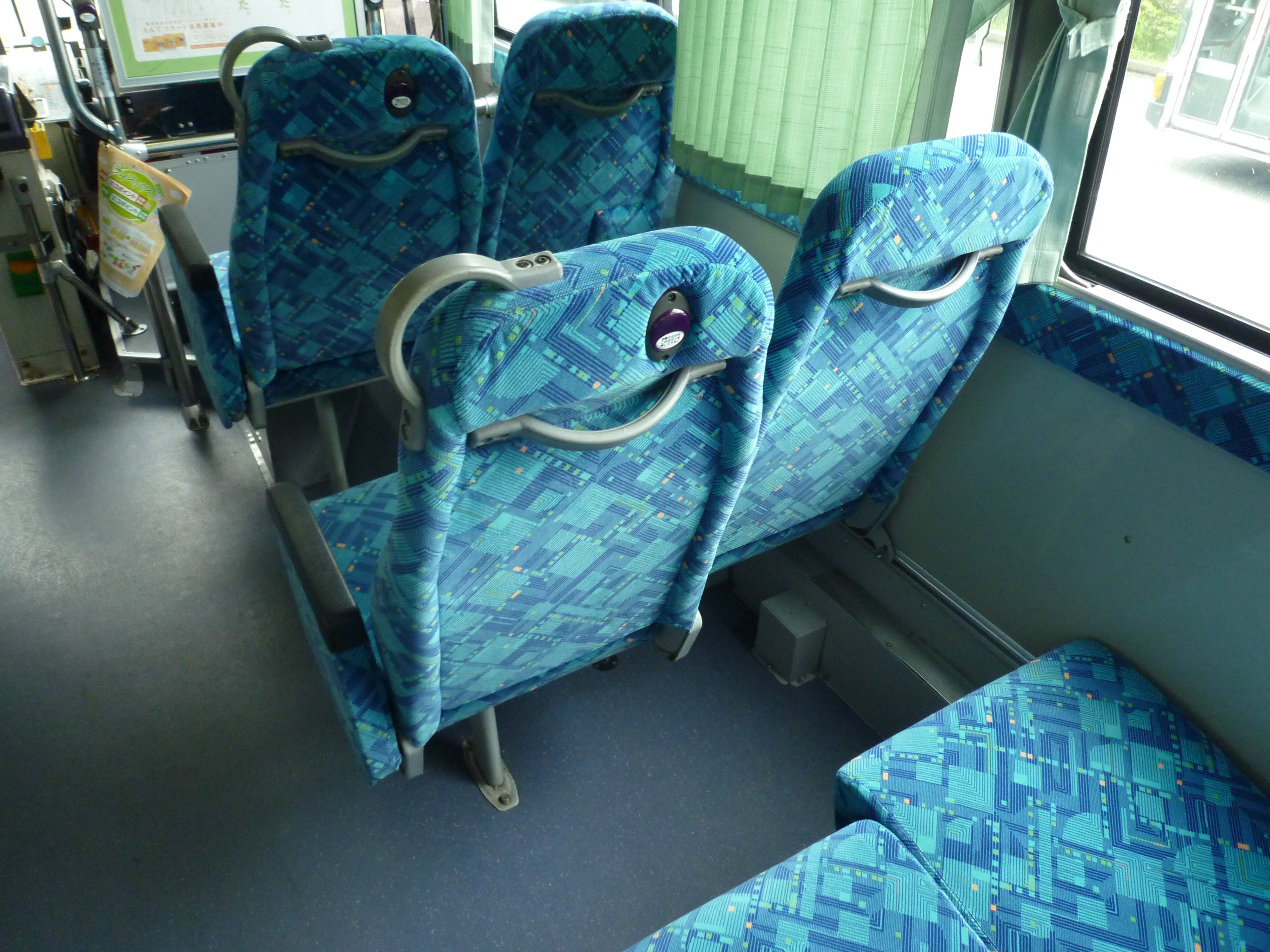
降車ボタン付きの背もたれ

降車ボタンは、ツーステップは前扉・中扉どちらか一方でも開いている間、オムニバス・ワンステップは前扉が開いている間は鳴らない。なお、閉まりきらないと鳴らない（押しても反応しない）。
なお、1995年以降導入の車輛では一部を除き降車ボタンが前の座席の背もたれに配置されていることが特筆できる。
形状は、2009年現在残存するものでは、主に5種類ある。年号は車輛の導入年を表す。

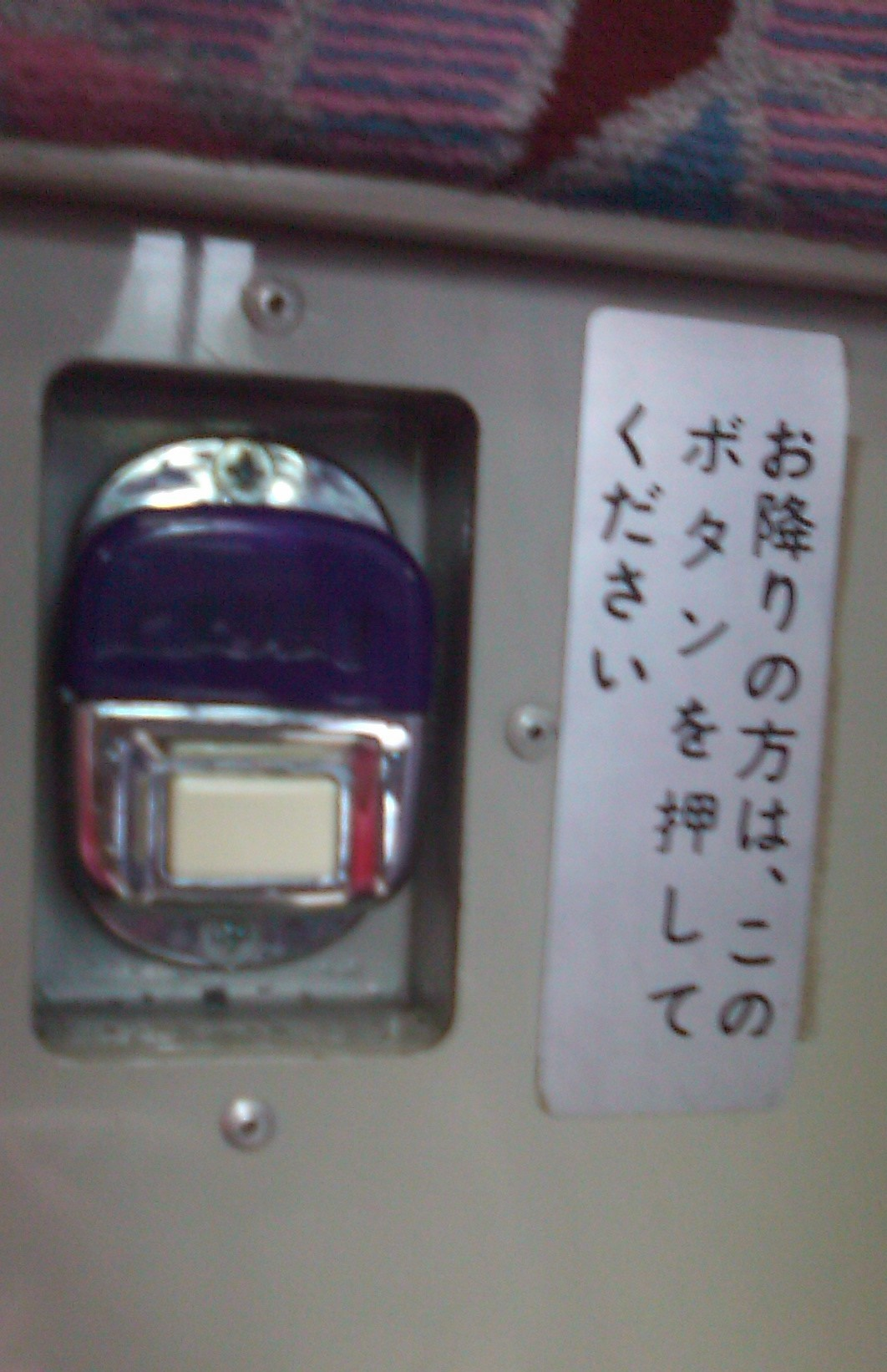
1994年式車の降車ボタン

- - 1994年:「キンコン」という機械式チャイム。この世代はボタンが前の座席の背もたれではなく掘り込み式の壁に設置されている[注釈 87]が、これ以外は一部の車両を除き前の座席の背もたれに設置されている[注釈 88]。

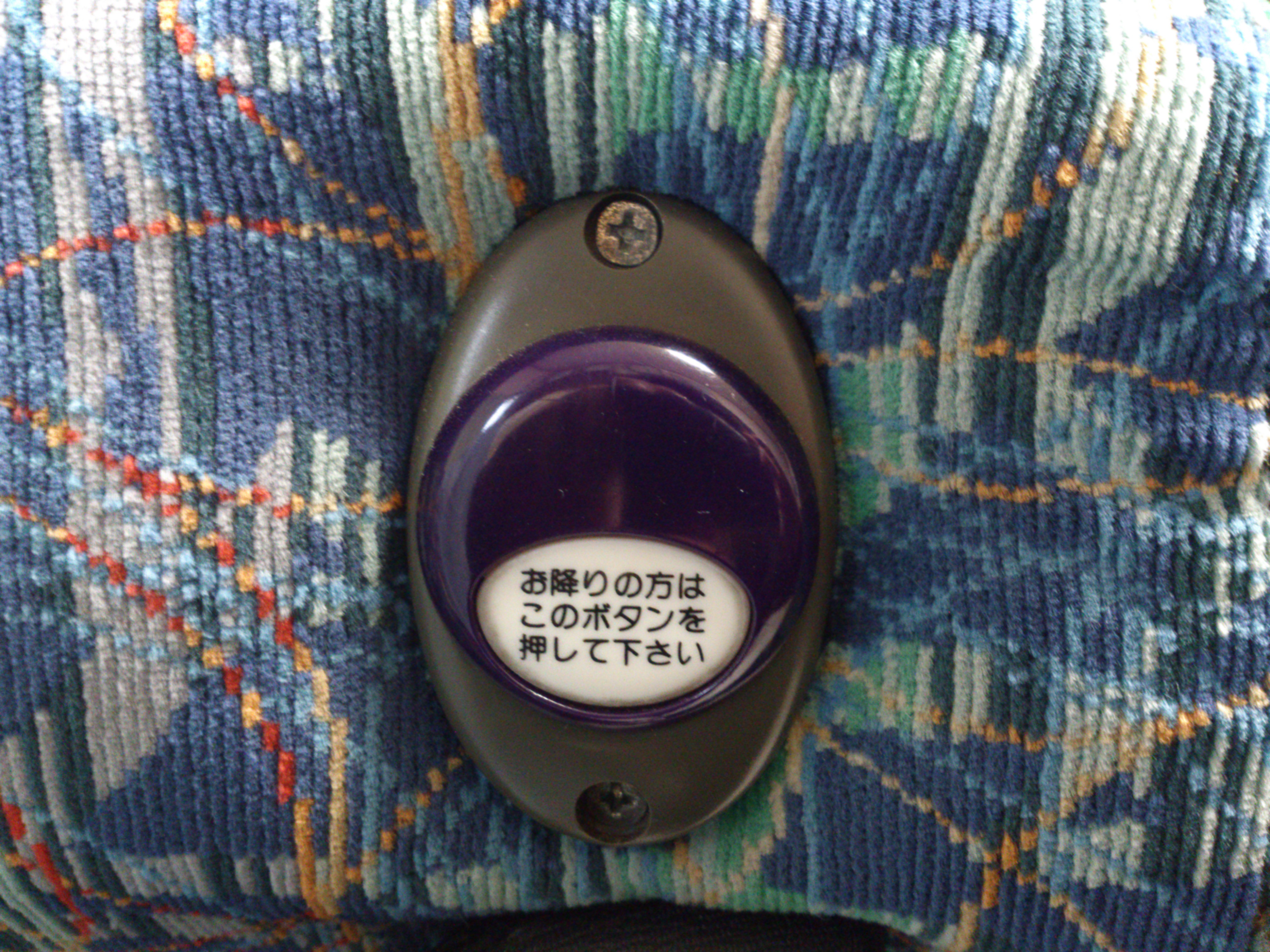
1995年式車の降車ボタン

- 1995年 - 1996年:楕円形のボタン。高音の電子音で「ピンポン」と鳴る。
- 1997年（ツーステップ）:名古屋ガイドウェイバスなどと同じタイプ。上記のタイプとは違う音色の電子音で（音も低い）「ピンポン」と鳴る。1997年〜2006年導入分のオムニバス・ワンステップと同じ形状だが、こちらは白い。なお、この世代は天井や一部の壁に設置されるボタンの形状がメインのボタンと異なり、サブのボタンは六角形と長方形の折衷のようなボタンで、押す部分が - 1994年と似たタイプである。因みに一部車輛は2009年にメインボタンが色違いの銀色のタイプ（2006年までの超低床バス・中型ワンステップバスのタイプ）に交換されているが、音色はそのままである。
- 1997年 - 2006年（超低床バス・中型ワンステップ）:形状は1997年のツーステップで導入されたものの色違い。こちらはメッキされており銀色である。1994年まで採用されたものに近い「キンコン」という鐘が鳴る。e-wingの車輛と形状は一緒。天井や一部のつり革ポールに設置されるものは1997年のツーステップのサブボタンと同様である。

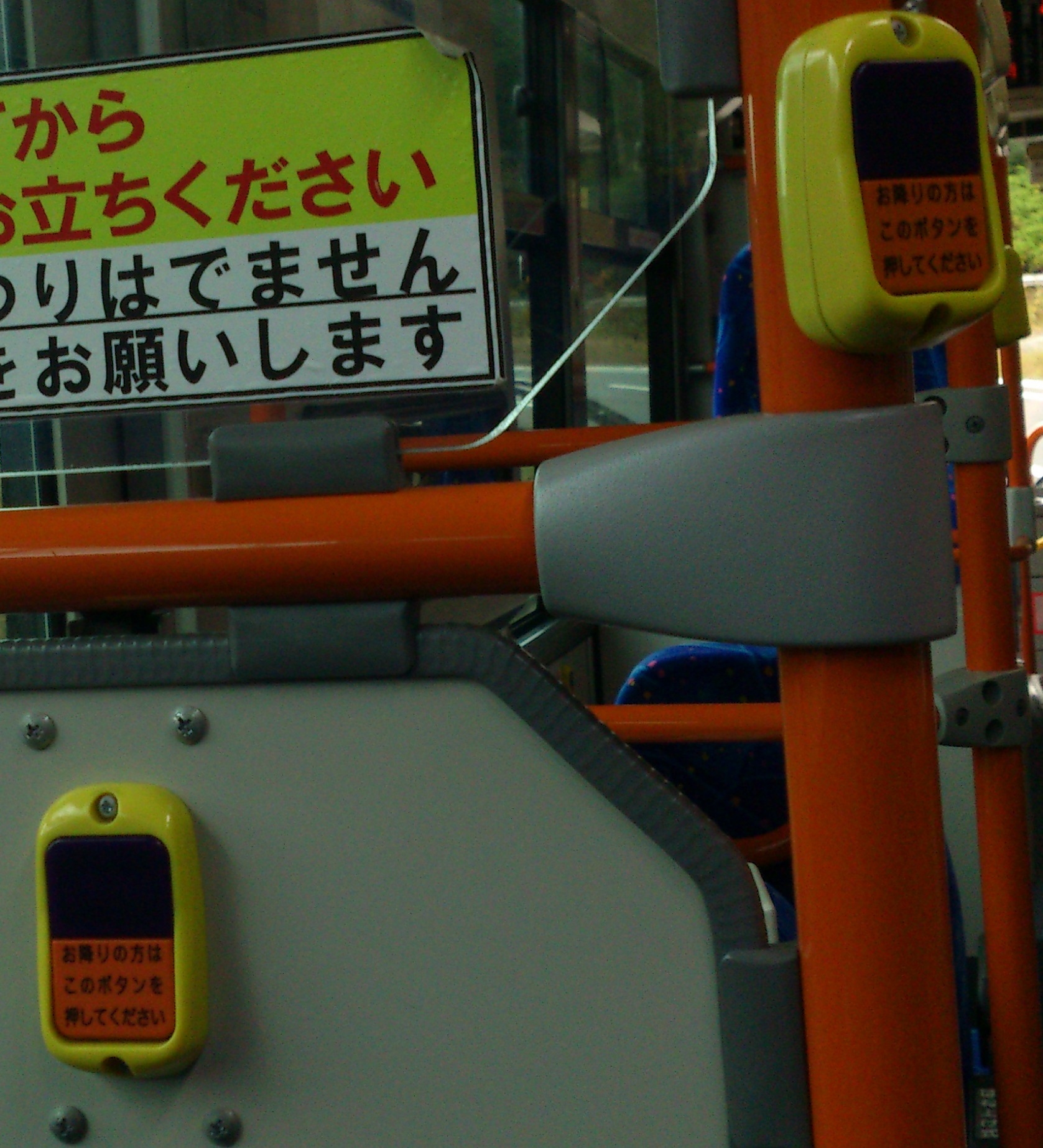
2011年式車の降車ボタン

- 2007年 - :オージ製メモリーチャイム。全国的に現在導入されているタイプである。チャイムは、従来とは全く異なる電子音で「ピンポン」と鳴る。e-wingの車輛と音色は一緒。この世代では、再び車内全てがほぼ同じ形状に戻ったが、2007年式のいすゞ車(PJ-LV234N1)のみ一部のポール部分にメーカー標準仕様のタイプ(ボタン部分が丸いもの)が装備されている。

なお、1997年 - 2006年の車いす用ボタンは主にメインボタンと同じタイプだが、都営バス等で多く導入されている「ピー」と鳴るタイプ（押す部分が大きな長方形である）の形状のが一部のオムニバスの車いす用降車ボタンとして設置されている。

### 車両の沿革（年表）

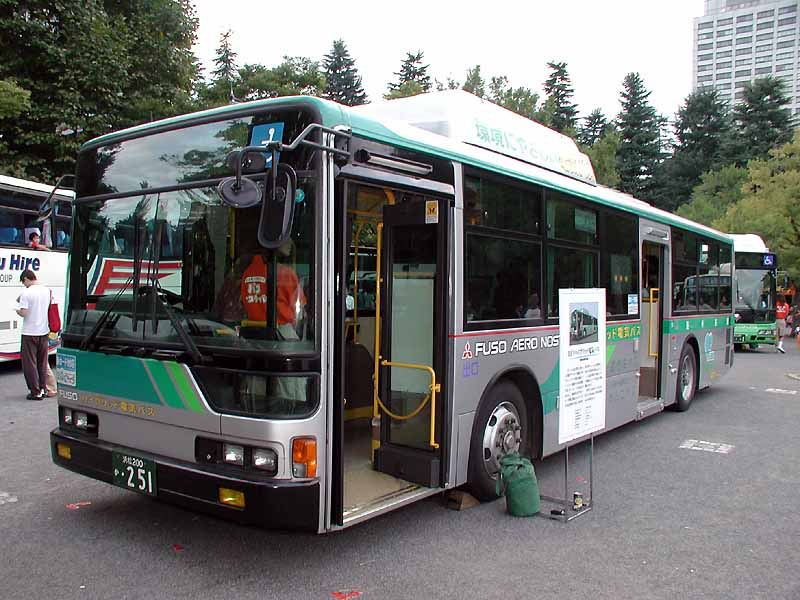
HEV試作車である251号車（日比谷公園でのバスフェスティバルにて）

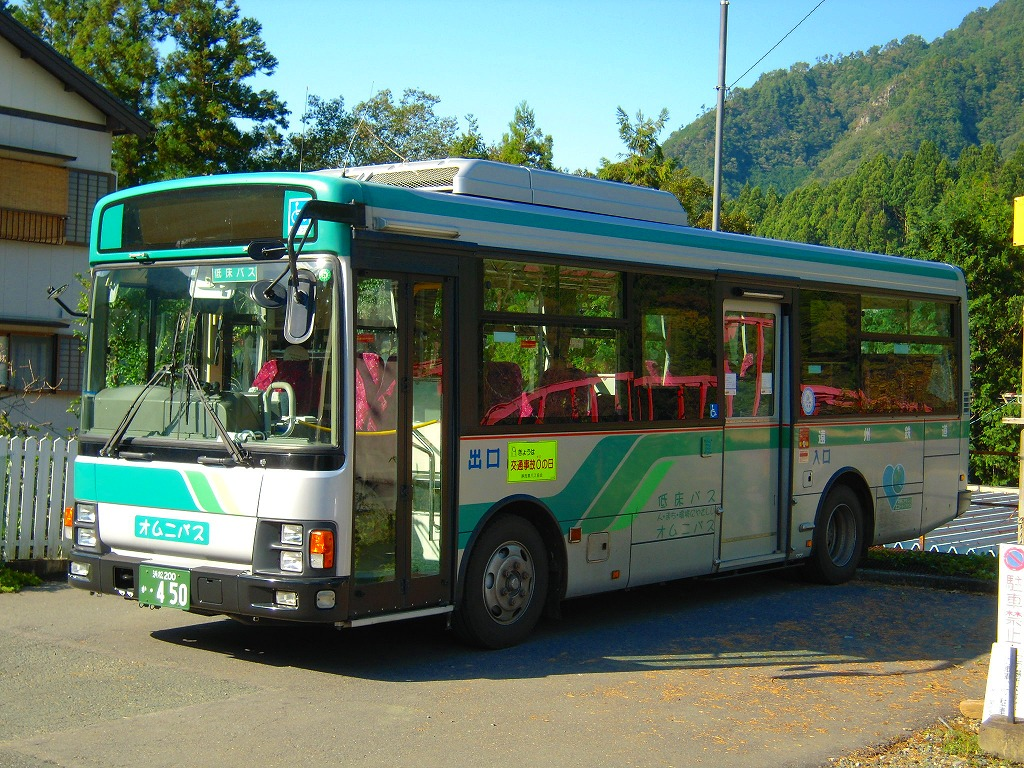
エルガミオワンステップ450号車（中部天竜駅にて）

- 1994年 - この年よりアイドリングストップバスを導入開始[17]。
- 1997年 - 三菱ふそうエアロスター（2代目）ツーステップ（KC-MP317M）が導入。2730〜2737の計8台が当初それぞれ三方原営業所・浜松東営業所・細江営業所・浜松南営業所・舘山寺営業所・湖西営業所・雄踏営業所・舘山寺営業所に配置。エアロスター（2代目）ツーステップはこの8台のみ。
- 1997年 - 遠鉄初のオムニバス、2783号車導入（後に浜名湖花博ラッピングを施す際に2004号車に改番）。三菱ふそうエアロスター（2代目）（KC-MP747M）で舘山寺営業所に配置された。これ以降、全車オムニバスの導入となる。
- 1997年10月 - アイドリングストップ中の静粛防止のため試験的に小鳥のさえずりを流し始める。のちに音楽に変更し本格運用されている（現在も実施している）[17]。
- 1998年 - 遠鉄初の大型車輛に於ける日野純正車体の車輛、12号車導入。ブルーリボンのオムニバス（KC-HU2PPCE）で、導入当初、三方原営業所に配置された。日野自動車製の最初のオムニバスでもある。
- 1999年2月 - アイドリングストップ装置非搭載車に於いてもアイドリングストップを開始[17]。
- 2000年 - 遠鉄初のコムニバス、147号車が磐田営業所に導入。日野レインボーのKL-HR1JNEE。幕式行先表示器を装備する当車種はこの1台のみ。
- 2001年 - この年の新車より行先表示器が幕式からLED式に変更。また、同車輛より交通バリアフリー法対応のため後部にも表示器を設置。なお、日野レインボー（HR系）および三菱ふそうエアロスター（2代目）のKL-MP37JMはそれぞれ147号車（レインボーHR系のKL-HR1JNEE）・細江営業所の148号車（KL-MP37JM）を（双方共2000年に導入）除き全てLED表示器である。尚、いすゞ自動車のオムニバスや三菱ふそうエアロミディ等も全てLED表示器である。
- 2001年 - 遠鉄初の日野ブルーリボンシティ（KL-HU2PPEE）導入。172・173号車がそれぞれ当初、磐田営業所・天竜営業所に配置された。なお、ブルーリボンシティはこの2台のみである。
- 2001年 - 遠鉄初のいすゞ自動車製オムニバス導入。175・176・177号車で、それぞれ三方原営業所・細江営業所・雄踏営業所に導入。いすゞエルガtype-BのKL-VL834Nである。オムニバスで最初の中扉がスライドドア車輛でもある[注釈 90]。
- 2002年 - 三菱ふそうエアロスターHEV（KL-MP37JM改）の試作車である251号車が日韓ワールドカップシャトルで運行開始。ワールドカップ終了後は三方原営業所にて定期運用に就いた。
- 2003年2月 - ICカードEG1CARDの本格導入につき運賃箱を小田原機器のRX-FA1型運賃箱からレシップ製NF-3へ更新。この更新作業は2003年3月までにほぼ全車輛に実施された。
- 2004年 - この年の新車より側面方向幕が従来の「→」固定式LED表示器[注釈 85]からフルドット式に変更。
- 2004年 - 251号車がメーカー返却。後に量産車の398号車・399号車が当初、それぞれ三方原営業所・舘山寺営業所に導入されたが、現在は廃車となっている。
- 2004年 - 4月8日〜10月11日の浜名湖花博開催に伴い「花博ロゴ入りちょきんぎょラッピング」車輛が登場。この車輛は花博シャトル専用である。このラッピング車を含め廃車直前の車輛が音声合成・運賃箱・系統設定器をはずされて（一部ははずされていなかったものもあったが運賃箱が未更新だった）シャトル専用運用に就いており、花博終了時に全車廃車された。この廃車車輛の一部は浜名湖花博シャトルの専用幕[注釈 91]を装備した車輛もあった。なお、10月11日限りで2004号車の浜名湖花博ラッピングも解除。
- 2004年 - 1980年以来導入されていなかった中扉がスライドドア（引き戸）の車輛の導入を本格的に開始（これ以降全て中扉がスライドドアでの納車である）[注釈 92]。遠鉄初のエアロミディ（KK-MK27HM）である395号車・396号車・397号車が本格導入最初のスライドドア車輛で、当初それぞれ浜松南営業所・三方原営業所・浜松東営業所に導入された。なお、エアロミディはこの3台限りである。
- 2004年 - 遠鉄初のワンステップバス、417号車導入。いすゞエルガミオのPA-LR234J1。417号車は、2009年10月31日までメローバス専用車輛で、塗装が異なるだけでなく、2004年導入ながらも幕式行先表示器を装備していた。417号車は2009年11月に、遠鉄のカラーリングに変更し、行先表示器もLED式に変更した上で天竜営業所に移動したが、2017年5月末に同年3月のダイヤ改正で、下すがり・おいだいら系統廃止の影響で余剰となり、廃車された。
- 2005年 - エルガミオワンステップ（PA-LR234J1）の450号車が福田営業所に、451号車が天竜営業所に通常の遠鉄仕様にて導入されている。
- 2007年 - この年の新車より降車ボタン形状が変更され、ボタンが押された際に流れるメロディも空港連絡バス「e-wing」と同様のメロディとなった。
- 2007年 - 2003年以来、4年ぶりにいすゞエルガが導入（この間に導入されたいすゞ製の車輛は2005年導入のエルガミオワンステップの417・450・451号車のみでありいすゞ車自体2年ぶり）。エルガtype-Aが初めて導入され、型式はPJ-LV234N1となった。近年大型オムニバスの中では多く導入されている。562・563・564の3台で、三方原営業所・細江営業所・雄踏営業所に配置。のちに562号車は浜松南営業所に転じている。
- 2007年 - 三菱ふそうのリコール隠し以来、3年ぶりに三菱ふそうエアロスター（PJ-MP37JM）が導入。574・575・576・577・578の計5台で、それぞれ浜松南営業所・三方原営業所・細江営業所・舘山寺営業所・浜松東営業所に配置された。のちに578号車は天竜営業所に転じている。
- 2008年 - 遠鉄初の日野ブルーリボンII、623号車が浜松南営業所に導入。型式はPKG-KV234N2。
- 2008年? - 天竜営業所所属の日野ブルーリボンのKC-HU2PPCEの89号車が故障廃車。オムニバス初の廃車である。
- 2008年 - 舘山寺営業所で初の三菱ふそう製ではない大型車輛、626号車導入。いすゞ自動車製で、エルガのPKG-LV234N2。
- 2009年 - 遠鉄初の大型ワンステップバス、660号車が天竜営業所に導入。いすゞエルガ長尺車のPKG-LV234Q2。
- 2009年 - 遠鉄最後の長尺ツーステップバス、2374号車が廃車。三菱ふそうエアロスターのU-MP218Pで、廃車時点では磐田営業所に配属されていた。なお、この車輛は遠鉄所属のエアロスターで最後の高速仕様の路線車であった。
- 2010年 - 雄踏営業所初のワンステップバス、685号車が導入。また、初の日野ブルーリボンIIワンステップ、683号車と684号車が天竜営業所と磐田営業所に導入[注釈 93]。683号車・684号車は長尺車のPKG-KV234Q2、685号車はいすゞ製長尺エルガのPKG-LV234Q2である。
- 2010年7月 - 遠鉄最後の短尺車2台が廃車。三菱ふそうエアロスターのU-MP218Kである2369号車・2471号車で、浜松南営業所に配属されていた。
- 2011年1月 - 三菱ふそうエアロスターのLKG-MP35FPである727号車が細江営業所に導入。同車は細江営業所初のワンステップバスである他、遠鉄初のアリソン製AT、路線車初の尿素SCR採用車、遠鉄初のMP35系、エアロスター（2代目）初の長尺車である。また熱線吸収・UVカットガラスとなりカーテンが省略されている。

のちに磐田営業所にも同型車両の737号車や、QKG-MP35FPの791〜796号車が三方原・磐田・舘山寺・天竜営業所に導入された。
・2014年2月-三菱ふそうエアロスターHEV（KL-MP37JM改）舘山寺営業所399号車が廃車。
前年に三方原営業所398号車も車両不具合により廃車されたため、遠鉄バスから三菱ふそうエアロスターHEVが全廃。
・2014年10月-日野ブルーリボンシティKL-HU2PPEEの天竜営業所173号車が廃車。
同年夏に磐田営業所の172号車も故障により廃車されたため、遠鉄バスから日野ブルーリボンシティが全廃。
・2015年6月？-三菱ふそうエアロスター・KC-MP747Mに初の廃車発生。
舘山寺営業所2004号車（元2783号車）が廃車になり、のちに三方原営業所と細江営業所、磐田営業所で浜松22代ナンバーの同型車計6台が廃車。
・2015年8月-日野ブルーリボンノンステップKC-HU2PPCEといすゞエルガKL-LV834N1が全廃。最後まで残っていたのは日野ブルーリボンKC-HU2PPCEが三方原営業所88号車、いすゞエルガKL-LV834N1が三方原営業所219号車、雄踏営業所221・299号車、細江営業所298号車だった。
・2015年11月-遠鉄バスからU規制代の路線バス車両が全廃。
最後まで残っていたのは浜松東営業所にいたエアロスターU-MP218Mの2554号車だった。
ただしU規制代の車両は、浜名湖競艇送迎バス用やスクールバス用などに貸切型の三菱エアロバスと、三菱エアロミディが数台残存。
・2016年2月-遠鉄バス初の三菱ふそう新型エアロスター導入。
952号車が舘山寺営業所、953号車が雄踏営業所、954号車が浜松東営業所にそれぞれ配属された。
ワンステップバスのため、形式は791〜796号車と同じQKG-MP35FPのままとなっている。
・2016年5月-浜松東営業所に在籍していた三菱ふそうエアロスターKC-MP747Mの104号車が行先表示を幕からLED幕に変更。のちに104号車はターミナル営業所に転属。
転属先のターミナル営業所の車両は他の営業所の予備車両としても使われるため、そのことを考慮しLED幕に改造された。
KL-MP37JMの初期のLED幕車とほぼ瓜二つの外観となったが、104号車はKC-MP747MのためリアにLED行先表示器を搭載していないのが特徴となっている。
・2016年10月-細江営業所の2594号車と2688号車の廃車により高速対応仕様の路線バス車両が全廃。
さらに細江営業所の2688号車と2750号車の廃車により、いすゞ製大型ツーステップバスが全廃になる。
・2016年10月-浜松東営業所の車両から新型運賃表と新型運賃箱への機器更新が開始される。
新型運賃表はレシップ製LCDモニターを採用した。
また、新型機器を搭載した浜松東営業所KC-MP747Mの102号車は、方向幕をターミナル営業所104号車同様に幕式からLED幕に変更した。
のちに102号車は元・天竜営業所の日野レインボーHR（KL-HR1JNEE）206号車と共に新型機器の試験車扱いになり、各営業所の新型機器の試験のため各営業所を転々としている。
・2016年10月-遠鉄初の新型エアロスターノンステップQKG-MP38FK、いすゞ新型エルガQDG-LV290N1、日野新型ブルーリボンQDG-KV290N1が導入される。
986〜988号車が日野新型ブルーリボン、989〜992号車が新型エアロスターノンステップ、993〜998号車が新型エルガとなった。
ジェイ・バス製の新型エルガ・ブルーリボンは共にAT車で導入された。
また、今回はジェイ・バスでのワンステップバスの設定が無くなったため、ワンステップバスは1台も導入されなかった。
・2016年11月-空港直行バス「e-wing」に初のいすゞガーラ（QTG-RU1ASCJ）導入。
この代からバスの営業用ナンバー（浜松200ナンバー）が1000番台に突入した。
10-01号車がターミナル営業所、10-02号車が磐田営業所に配属された。
この配属によりターミナル営業所の車両2台が細江営業所に玉突き転属し、貸切バスから改造された古参車2台が廃車になっている。
・2017年7月-遠鉄高速路線では初の日野セレガが導入。
ターミナル営業所にe-LineR用10-45号車、e-wing用10-46号車が導入された。
これによりe-LineR予備だった338号車がe-wing・e-LineR兼用化改造され磐田営業所に転属、さらにe-wing用608号車が細江営業所に転属し、昨年ターミナル営業所から転属したe-wing・e-LineR兼用だった26-91号車を置き換えた。